# Le Pin (Loire-Atlantique)
Pour les articles homonymes, voir Le Pin.
Vous lisez un « article de qualité » labellisé en 2017.
Le Pin est une commune de l'Ouest de la France située dans le département de la Loire-Atlantique en région Pays de la Loire. La commune fait partie de la Bretagne historique et des pays traditionnels nantais et de la Mée.
Le Pin est situé aux confins de la Bretagne historique et de l'Anjou, à la limite de la Loire-Atlantique et du Maine-et-Loire. Autrefois terre de landes et de bocage, la commune est demeurée rurale et a conservé une vocation agricole. Le paysage vallonné de la commune, drainé par le Mandit et le Petit Don, comprend quelques aires naturelles préservées, comme l'étang du Pin et les landes schisteuses de Rochementru.
La commune a reçu sa forme actuelle en 1831, lorsqu'elle a annexé la petite commune voisine de Rochementru. Les deux paroisses du Pin et de Rochementru ont connu une histoire similaire, puisqu'elles furent toutes les deux établies par des religieux au XIe siècle. Le Pin a été fondé par des moines défricheurs de l'abbaye Saint-Nicolas d'Angers, tandis que Rochementru est née autour d'une maladrerie desservie par l'abbaye Toussaint d'Angers. Les curés des deux paroisses avaient le titre de prieur, et celui de Rochementru était également baron. Sous l'Ancien régime, Le Pin comprenait la seigneurie de la Babinais, avant qu'elle disparaisse au XVIIe siècle. L'époque contemporaine a été marquée par la modernisation agraire et par l'exode rural. Le début du XXIe siècle connaît cependant une augmentation de population liée à la périurbanisation de la Loire-Atlantique.

## Géographie

### Situation

Le Pin (en rouge) dans la Loire-Atlantique, avec son intercommunalité (orange) et le bassin de vie de Saint-Mars (bleu).

Le Pin est situé à 20 km au sud-est de Châteaubriant, à 47 km au nord-ouest d'Angers, à 51 km au nord-est de Nantes et à 70 km au sud-est de Rennes. La commune fait partie de la Loire-Atlantique et elle touche au nord la limite du Maine-et-Loire. Jusqu'au rattachement de la commune voisine de Freigné à la Loire-Atlantique en 2017, Le Pin était également bordée par le Maine-et-Loire au sud, et elle formait avec Vritz une petite encoche presque entièrement entourée par ce département. Avant la Révolution française, Le Pin se trouvait à la frontière entre la Bretagne, dont elle faisait partie, et l'Anjou. Le Pin est traditionnellement placée dans le Pays de la Mée, ancien archidiaconé et territoire traditionnel breton situé autour de Châteaubriant et s'étendant entre l'estuaire de la Vilaine et les sources de l'Erdre. La commune est isolée des grands pôles urbains ; elle se trouve dans le bassin de vie de Saint-Mars-la-Jaille, qui regroupe six autres communes, et appartient au bassin d'emploi d'Ancenis.
Les communes limitrophes sont La Chapelle-Glain, Vallons-de-l'Erdre (communes déléguées de Saint-Sulpice-des-Landes, Vritz et Freigné) en Loire-Atlantique, et Challain-la-Potherie en Maine-et-Loire.

### Géologie et relief

Carte du sous-sol du Pin. Formations visibles sur la commune :
Schistes et grès à lamines (unité centre-armoricaine)
Schistes (anticlinal de Lanvaux)
Schistes et arkoses (anticlinal de Lanvaux)
Sables du Pliocène
Alluvions et réseau hydrographique

La superficie de la commune est de 24,95 km2 ; son altitude varie de 39  à   91 mètres. Le Pin est l'une des communes les plus élevées de Loire-Atlantique, le département ne culminant qu'à 117 mètres à Fercé.
La commune se trouve sur le Massif armoricain, ensemble montagneux très ancien et très érodé, qui s'étend du Finistère au bassin parisien. Ce massif est composé de plusieurs unités géologiques parallèles, qui s'étendent sur des axes nord-ouest/sud-est. La commune est située à cheval sur deux de ces unités : l'unité centre-armoricaine, constituée de grès, sur la moitié nord de la commune, et l'anticlinal de Lanvaux, fait de schiste, sur la moitié sud. La faille qui les sépare suit approximativement le cours du Mandit, mais elle passe un peu plus au nord, pour traverser d'ouest en est la Courtais, le bourg et Huon. Les lieux-dits situés au nord du bourg (la Bécassière, la Mariolle, le Bois du Pin, le Bois du Domaine...) sont sur le domaine centre-armoricain, tandis que ceux situés au sud (Rochementru, la Margatière, les Abbayes, le Champ-Breton...) sont sur l'anticlinal de Lanvaux.

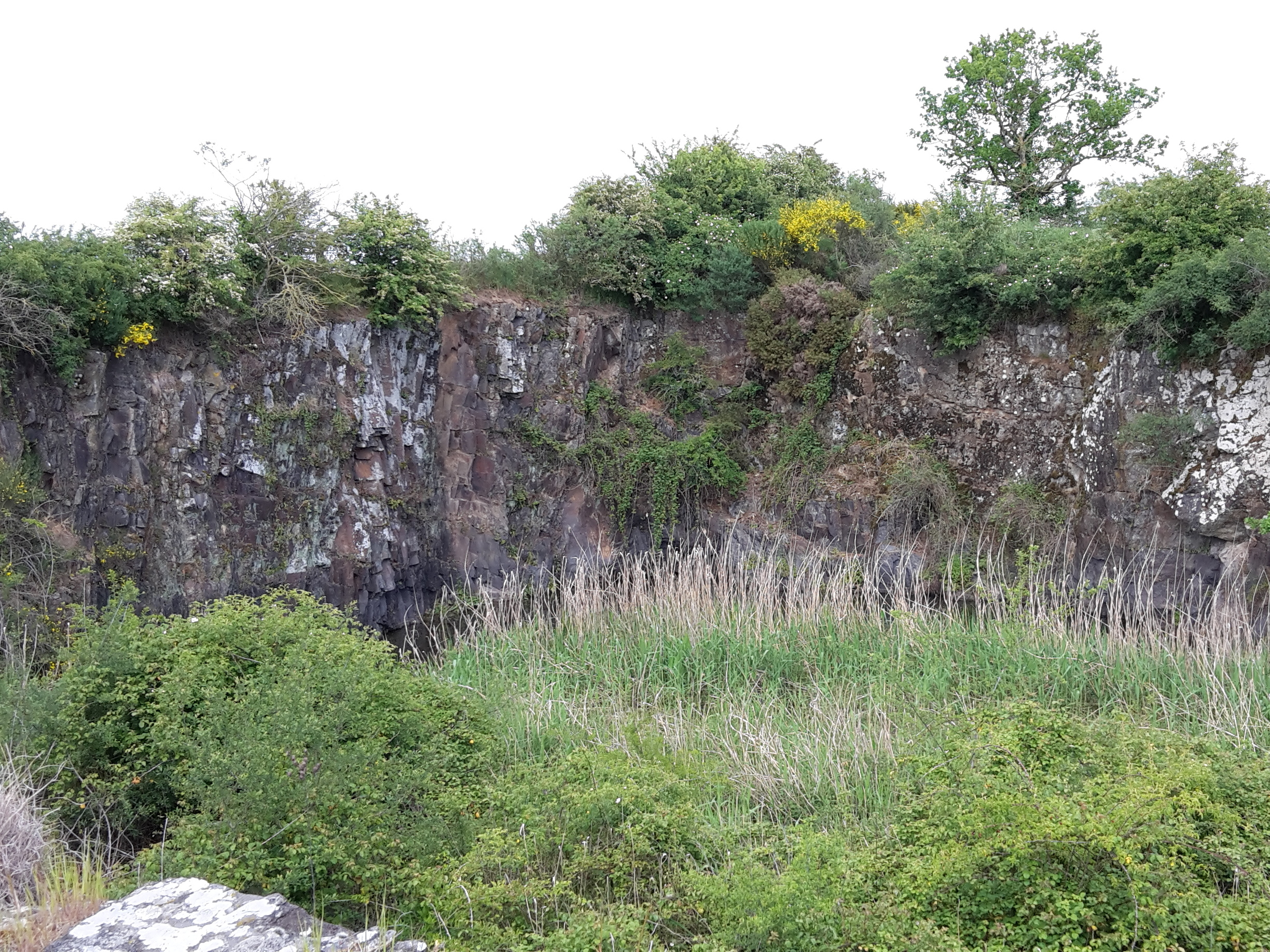
L'ancienne carrière de grès de la Mointière.

Le socle du domaine centre-armoricain, de nature pélitique, remonte au Briovérien. Il est recouvert d'une formation pélito-gréseuse, sur laquelle repose la couche supérieure de grès armoricain et de schiste d'Angers. Au Pin, cette couche comprend en très grande majorité des schistes et des grès à lamines. L'anticlinal de Lanvaux remonte au Paléozoïque inférieur et comprend des schistes et des arkoses surmontés par un complexe de schistes ardoisiers. La vallée du Mandit, qui occupe une dépression sur la partie nord de l'anticlinal, est remplie de sables et argiles du Pliocène et d'alluvions de l'Holocène.
Le relief est plus élevé dans la partie orientale de la commune, et décroît vers l'ouest. Le domaine centre-armoricain comprend les altitudes les plus élevées, mais il est cependant assez plane et forme un plateau aux variations d'altitude faibles. La commune culmine à 91 mètres autour de la Hamonière, sur la limite avec Vritz, tandis que le bourg se trouve autour de 74 mètres, et que le Petit Don coule à environ 59 mètres d'altitude. L'anticlinal de Lanvaux, s'il ne culmine qu'à 58 mètres à Rochementru, se caractérise quant à lui par un relief plus prononcé. La vallée du Mandit forme une dépression descendant brusquement : le ruisseau coule entre 39  et   48 mètres. Au sud, l'anticlinal forme une ligne de crête évidente, s'étendant de la Margatière au Haut-Boulay et séparant Le Pin du Maine-et-Loire,.

### Hydrographie

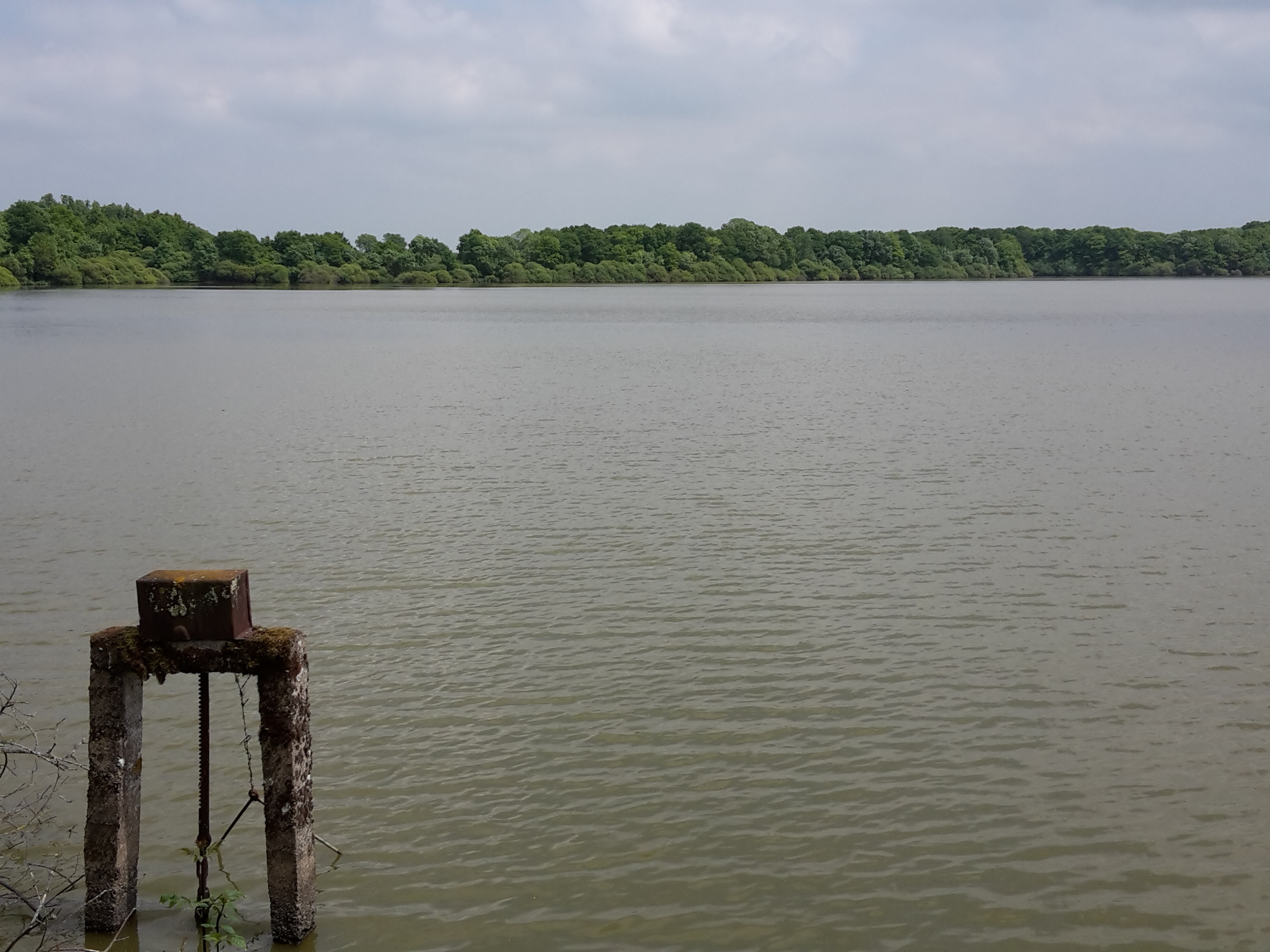
L'étang du Pin vu depuis le déversoir vers le Petit Don.

Le Pin est à cheval sur deux bassins versants, celui de la Vilaine et celui de la Loire. La limite entre les deux correspond à celle des deux domaines géologiques présents sur le sol communal. La moitié nord du territoire du Pin est drainée par le Petit Don, un ruisseau long de 20,3 km qui prend sa source à Challain-la-Potherie puis marque la limite nord du Pin avec Challain et La Chapelle-Glain. Le Petit Don coule vers l'ouest et se jette dans le Don, affluent de la Vilaine, à Petit-Auverné. La moitié sud du territoire est drainée par le Mandit ou les Mandis, également orthographié Mandy, Mandis ou encore Mandie, ruisseau prenant sa source à l'étang de la Bourlière, à Saint-Sulpice-des-Landes et se jetant dans l'Erdre, affluent de la Loire, à Candé. Le Mandit coule d'ouest en est et fait 18,8 km de long. La commune comprend plusieurs mares et étangs, le plus grand étant l'étang du Pin, s'étendant sur 30 hectares. Cet étang, privé, a été formé par un barrage et il alimentait autrefois un moulin à eau. Ses eaux se déversent dans le ruisseau du Moulin du Pin, long de 1,8 km qui lui-même se jette dans le Petit Don.

Cours d'eau du Pin
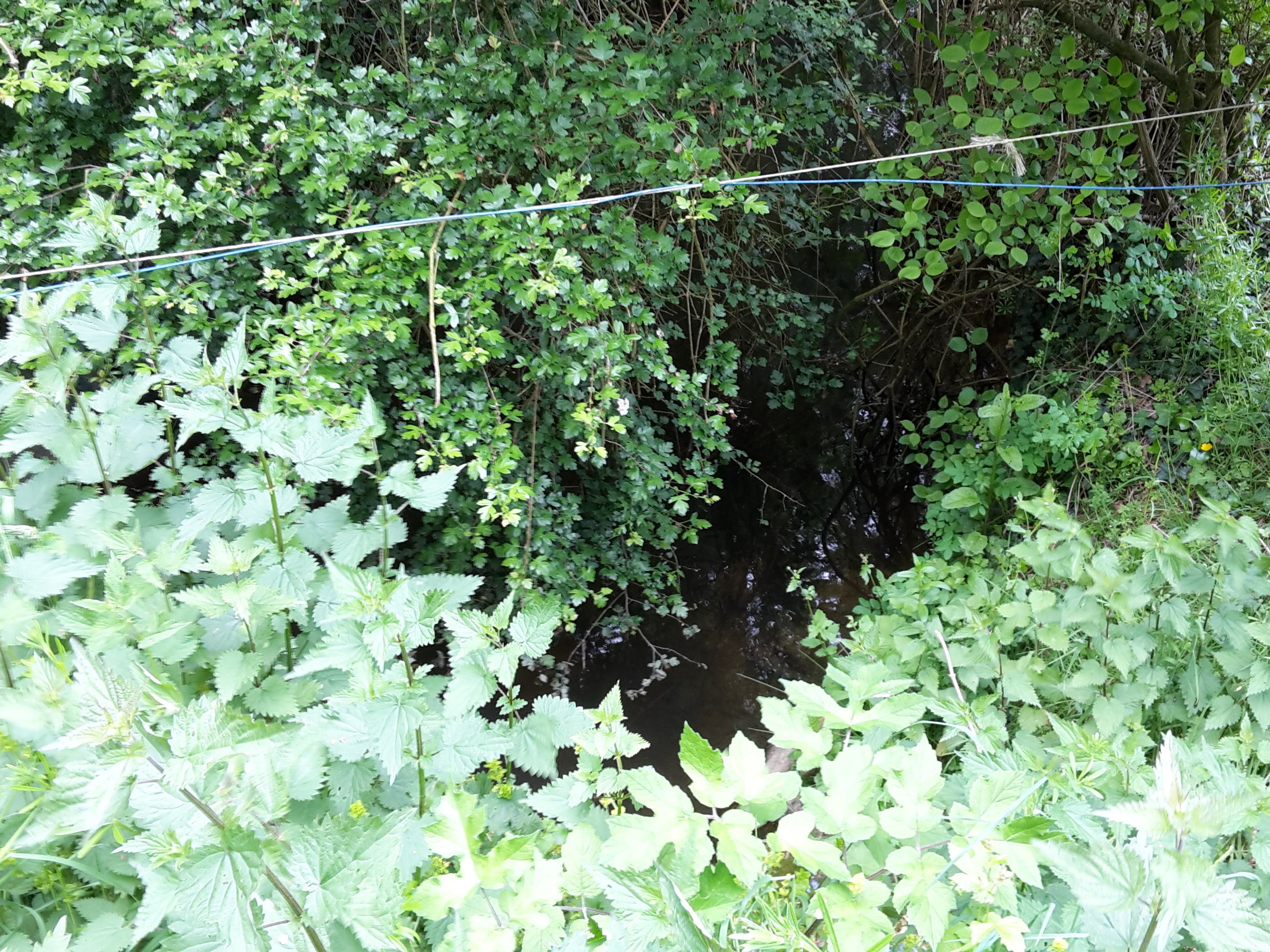
Le Petit Don à la Mariolle.
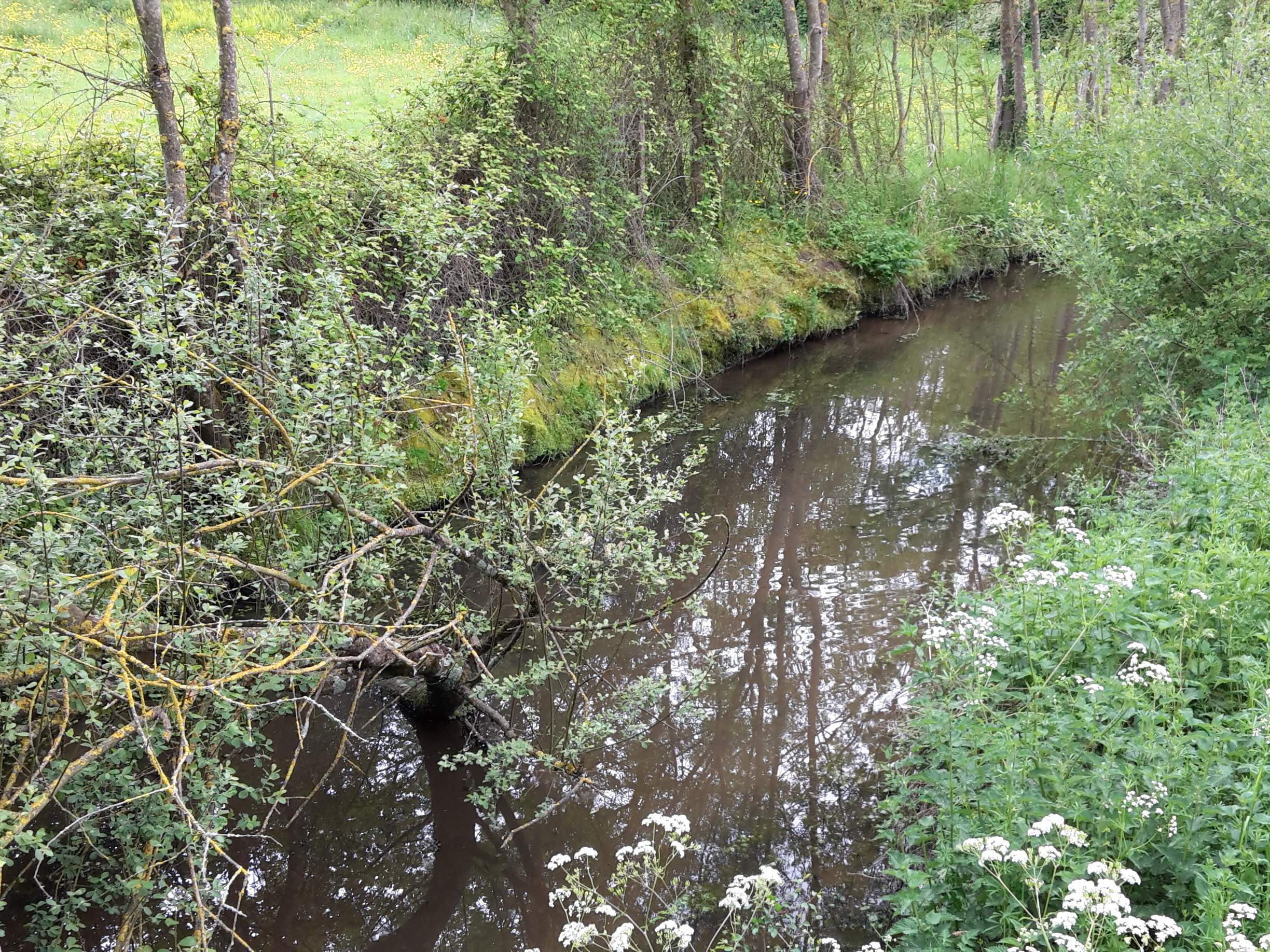
Le Mandit en bas de Rochementru.

### Paysages naturels
Le paysage du Pin est typique des Marches de Bretagne, notamment du pays de Châteaubriant, avec son relief orienté est-ouest, formant des lignes de crêtes qui séparent de petites vallées fluviales. Le paysage présente aussi des spécificités du pays de Segré, notamment l'hétérogénéité des vallons, alternant une trame bocagère dense et des secteurs dénudés par les remembrements, et des ondulations du relief moins régulières.
La commune se trouve en partie sur un plateau agricole autrefois couvert de landes et de forêts, milieux défrichés du Moyen Âge jusqu'au XIXe siècle pour faire place à un bocage serré. Ce bocage a en partie disparu lors des remembrements effectués à la fin du XXe siècle pour agrandir les parcelles agricoles. Le tissu bocager d'origine a cependant été en partie préservé car de nombreuses haies ont été maintenues. Le milieu naturel est plutôt préservé du fait de la faible pression bâtie, et conserve quelques lieux à forte valeur patrimoniale, comme les landes relictuelles de Rochementru, menacées cependant par les brûlis et les décharges sauvages. Le bourg est posé en rebord de plateau, en haut de la vallée du Mandit. Celle-ci, bornée au sud par une ligne de crête dénudée, n'a pas une topographie homogène mais comprend des ondalutions successives.
Le bocage, milieu typique et emblématique de l'Ouest de la France, ne s'est mis en place qu'à l'époque moderne, par étapes. Dans le pays de la Mée, les champs médiévaux étaient plutôt de vastes parcelles ouvertes et communes, appelées des « champagnes » dans la partie orientale de la Mée. La division de ces parcelles en champs privés s'est faite lentement, l'enbocagement commençant à partir du XVIe siècle et la clôture des terrains s'effectuant au XVIIIe siècle. Les étendues de landes ont été conservées pour servir de pacages communs avant d'être partagées puis défrichées au XIXe siècle pour être mises en culture.

Paysages du Pin
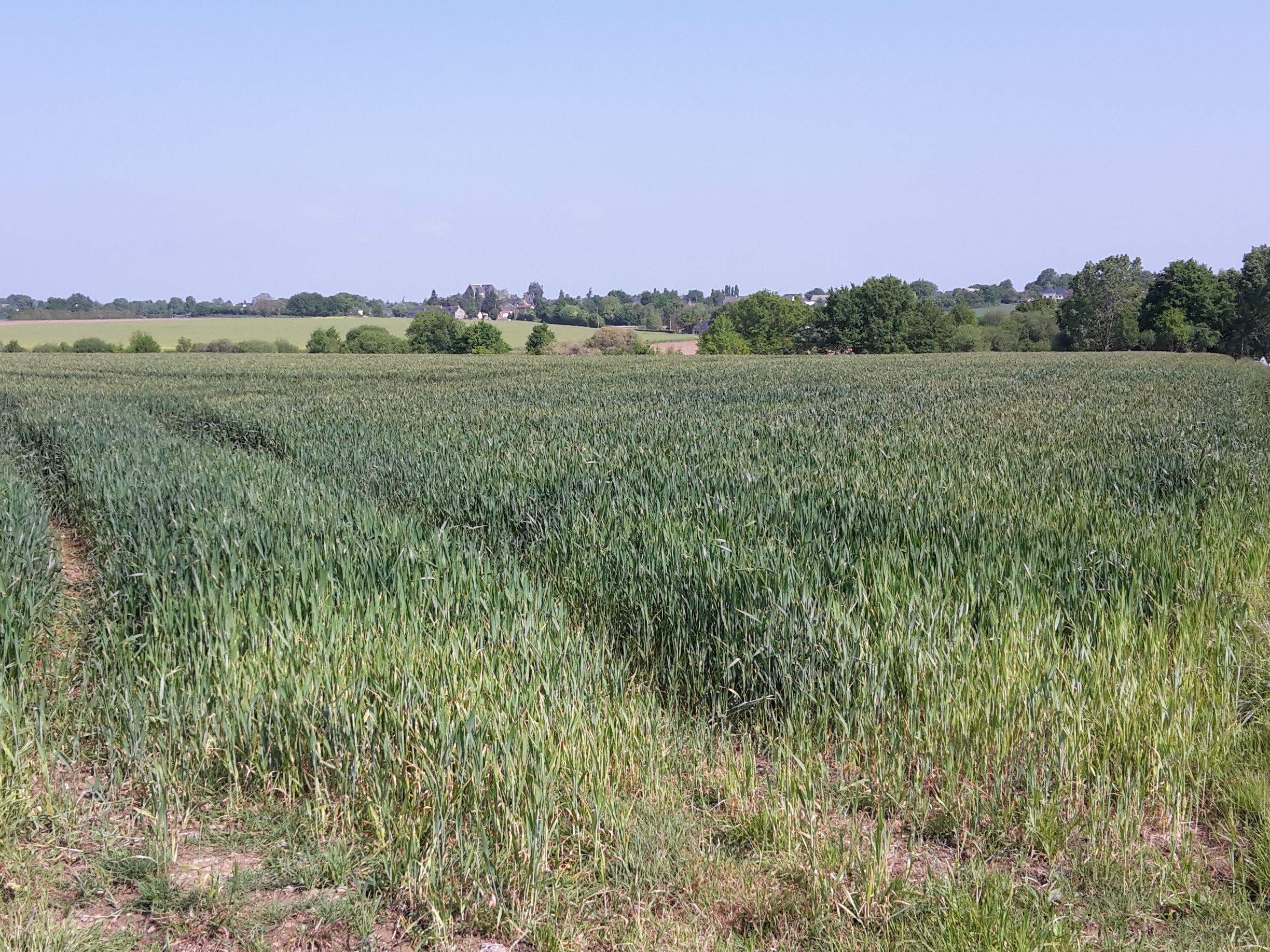
Paysage près du Mandit, le bourg se trouve au fond.
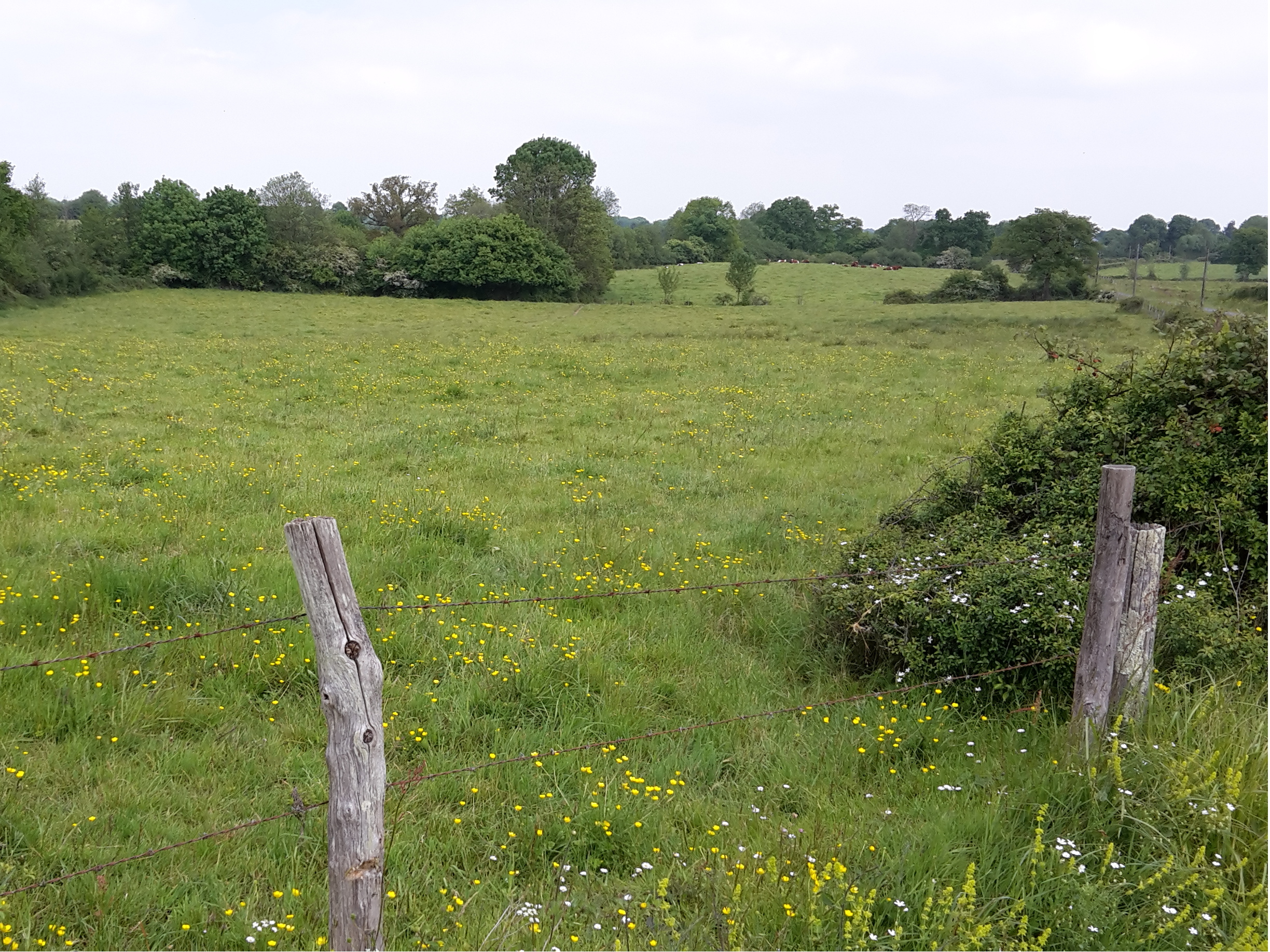
Bocage remembré.
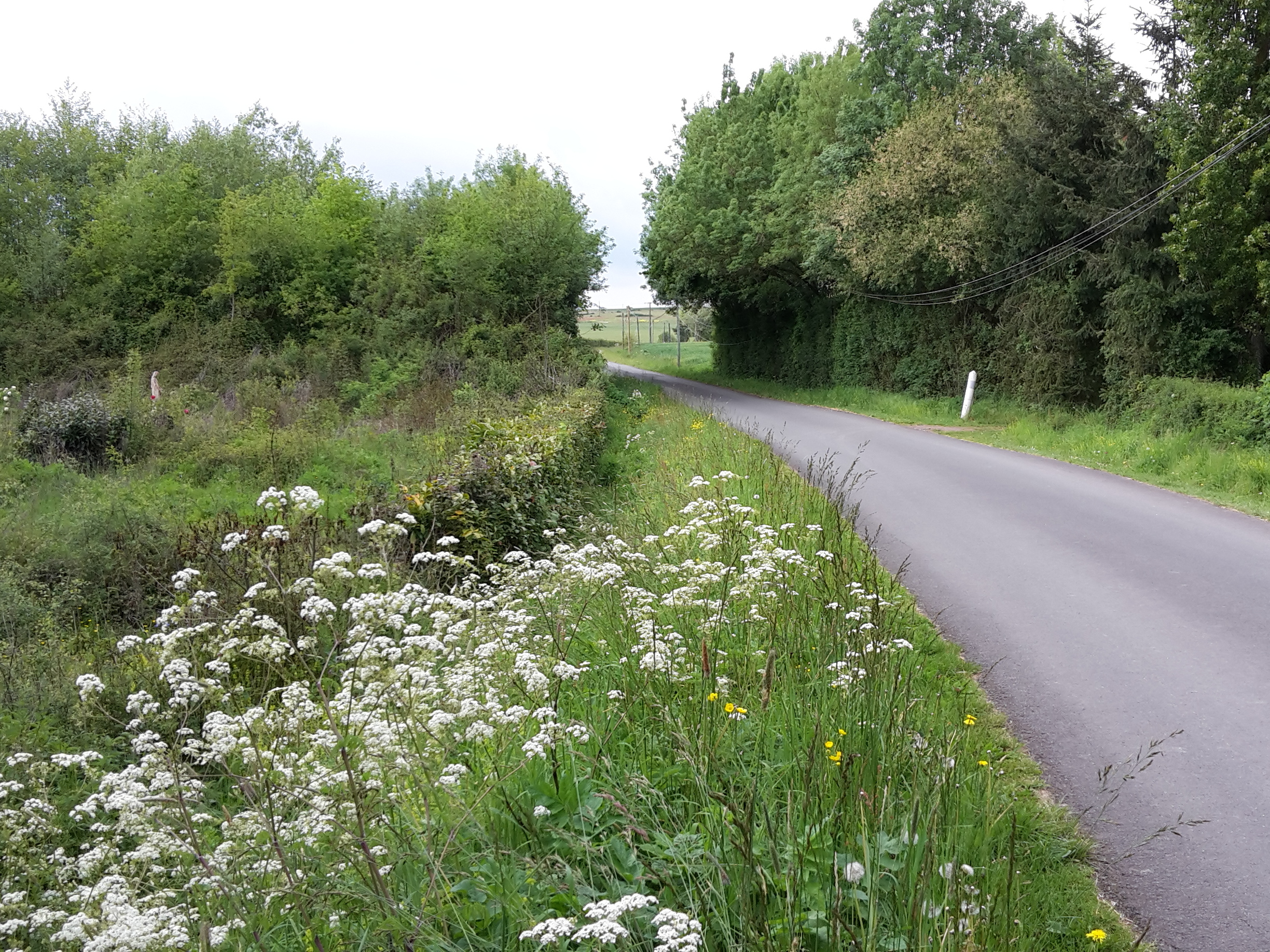
Fond de la vallée du Mandit.
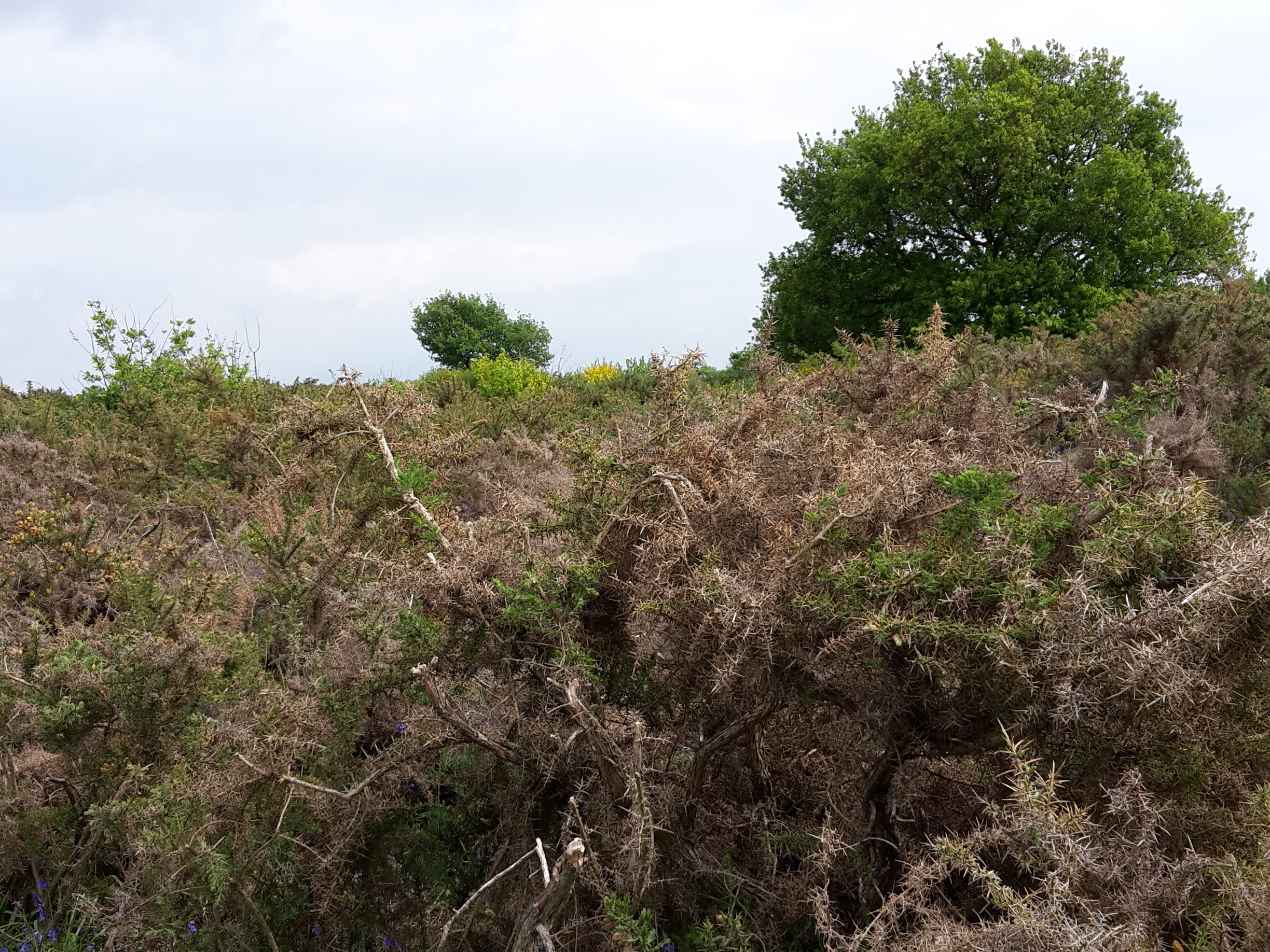
Paysage de landes près de Rochementru.

### Climat
Pour des articles plus généraux, voir Climat des Pays de la Loire et Climat de la Loire-Atlantique.
En 2010, le climat de la commune est de type climat océanique altéré, selon une étude du CNRS s'appuyant sur une série de données couvrant la période 1971-2000. En 2020, Météo-France publie une typologie des climats de la France métropolitaine dans laquelle la commune est exposée à un climat océanique et est dans la région climatique Bretagne orientale et méridionale, Pays nantais, Vendée, caractérisée par une faible pluviométrie en été et une bonne insolation.
Pour la période 1971-2000, la température annuelle moyenne est de 11,6 °C, avec une amplitude thermique annuelle de 13,8 °C. Le cumul annuel moyen de précipitations est de 711 mm, avec 11,9 jours de précipitations en janvier et 6,2 jours en juillet. Pour la période 1991-2020, la température moyenne annuelle observée sur la station météorologique de Météo-France la plus proche, sur la commune d'Angrie à 14 km à vol d'oiseau, est de 12,3 °C et le cumul annuel moyen de précipitations est de 710,5 mm,. Pour l'avenir, les paramètres climatiques de la commune estimés pour 2050 selon différents scénarios d'émission de gaz à effet de serre sont consultables sur un site dédié publié par Météo-France en novembre 2022.

## Urbanisme

### Typologie
Au 1er janvier 2024, Le Pin est catégorisée commune rurale à habitat dispersé, selon la nouvelle grille communale de densité à sept niveaux définie par l'Insee en 2022.
Elle est située hors unité urbaine. Par ailleurs la commune fait partie de l'aire d'attraction d'Ancenis-Saint-Géréon, dont elle est une commune de la couronne,. Cette aire, qui regroupe 12 communes, est catégorisée dans les aires de 50 000 à moins de 200 000 habitants,.

### Occupation des sols
L'occupation des sols de la commune, telle qu'elle ressort de la base de données européenne d’occupation biophysique des sols Corine Land Cover (CLC), est marquée par l'importance des territoires agricoles (95,9 % en 2018), une proportion sensiblement équivalente à celle de 1990 (96,3 %). La répartition détaillée en 2018 est la suivante : 
terres arables (39,9 %), prairies (39,6 %), zones agricoles hétérogènes (16,4 %), zones urbanisées (1,5 %), forêts (1,3 %), eaux continentales (1,3 %). L'évolution de l’occupation des sols de la commune et de ses infrastructures peut être observée sur les différentes représentations cartographiques du territoire : la carte de Cassini (XVIIIe siècle), la carte d'état-major (1820-1866) et les cartes ou photos aériennes de l'IGN pour la période actuelle (1950 à aujourd'hui).

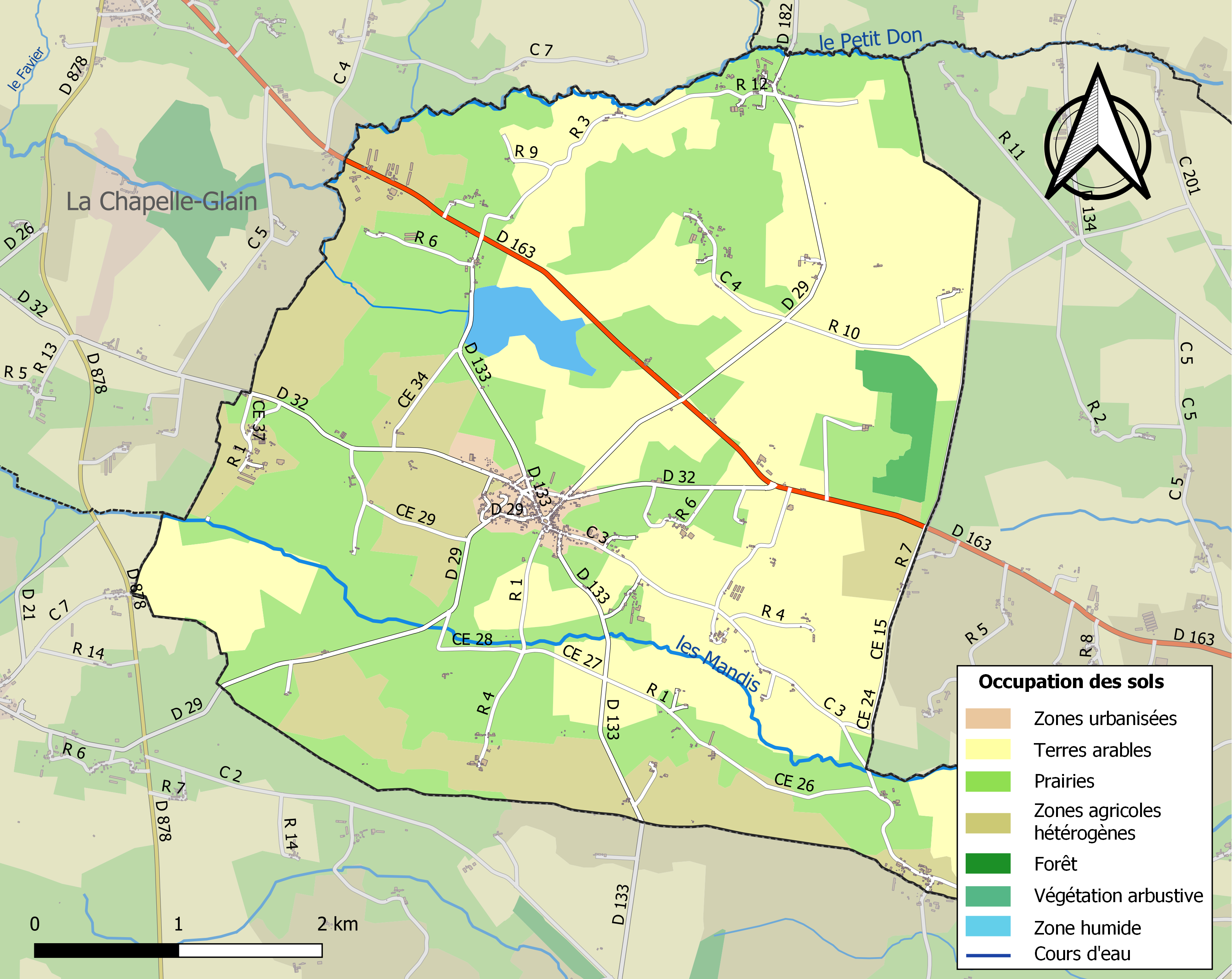
Carte des infrastructures et de l'occupation des sols de la commune en 2018 (CLC).

### Habitat et logement

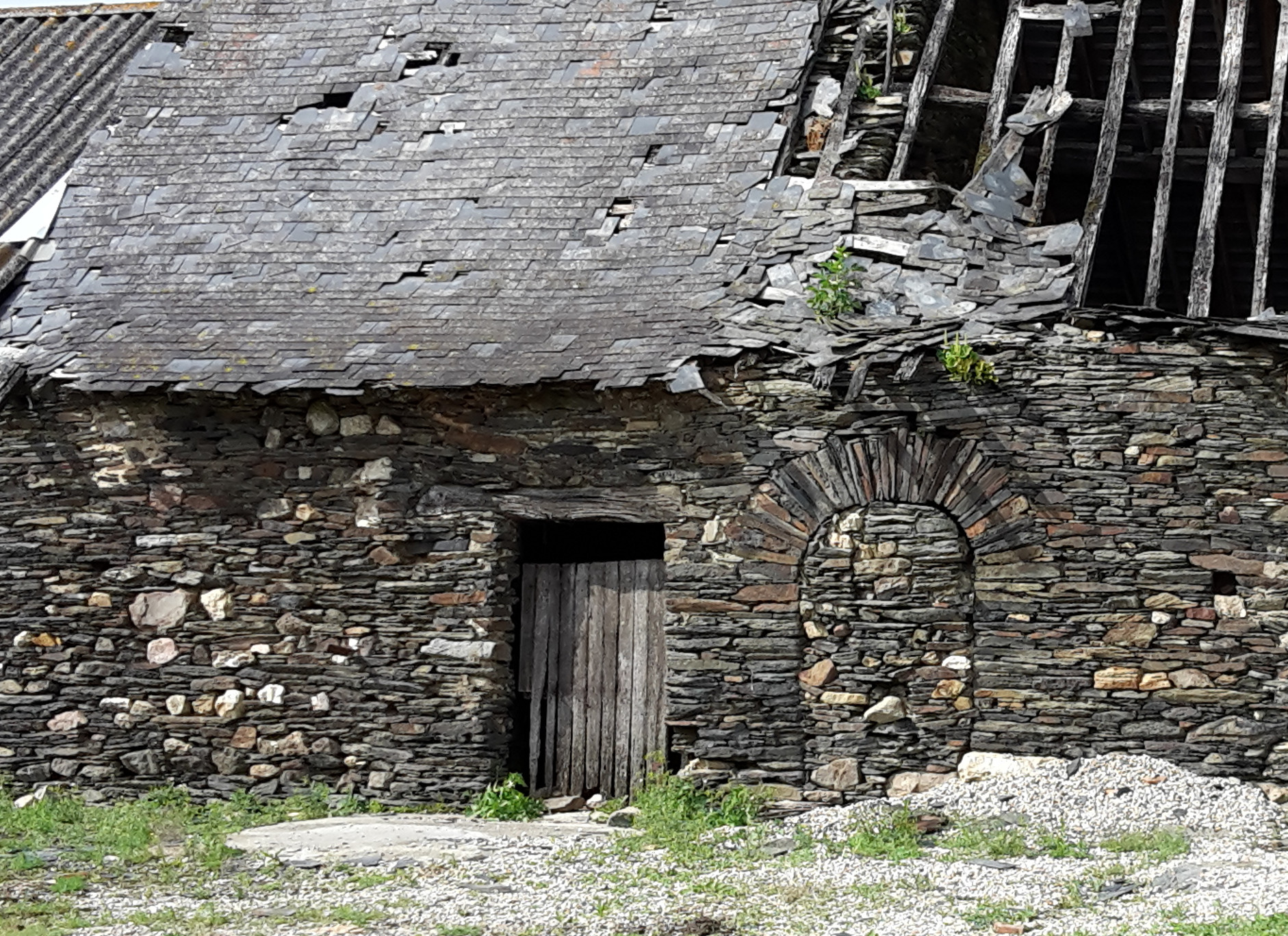
Architecture traditionnelle en schiste ardoisier, grès roux et quartz.

La commune comprend un habitat très dispersé, avec un bourg, situé au centre du territoire, et de nombreux lieux-dits à la taille variable. Le bourg présente un urbanisme en étoile, avec des rues rayonnant autour de l'église, tandis que les hameaux de la commune comprennent une ou plusieurs fermes, anciennes ou encore en activité. Le bâti est plutôt ancien, les maisons antérieures à 1919 représentant 42 % des habitations. La commune est en zone de sismicité 2 et elle n'est pas concernée par l'atlas des risques majeurs de Loire-Atlantique.
L'architecture traditionnelle est typique de cette partie de la Bretagne historique, et se retrouve dans l'ensemble du pays de la Mée. Elle fait également écho à l'architecture du pays rennais. Les constructions sont sombres, avec des murs en schiste ardoisier ou en grès roux et des toitures en ardoise. Le schiste, omniprésent dans le sous-sol, a aussi servi à la confection de clôtures appelées « palis », de croix de chemin, de tombes, de puits, de fours à pain et d'auges à cochons. Les lignes architecturales sont sobres et sévères, avec des longères à un seul niveau, abritant dans le même édifice habitation humaine et pièces à usage agricole. Des appentis sont parfois ajoutés à cette construction principale. Les constructions plus récentes se trouvent surtout dans le bourg, où des lotissements ont été créés, par exemple celui des Marronniers en 1985, et le Clos des Vignes en 2014. L'architecture contemporaine ne reprend pas les formes traditionnelles, et utilise des enduits clairs qui tranchent avec les couleurs des édifices plus anciens. Les paysages sont marqués par la construction de nouveaux équipements agricoles, notamment des hangars hors-sol et des bâtiments au profil industriel.
En 2013, le nombre total de logements dans la commune était de 363, alors qu'il était de 297 en 1999. Parmi ces logements, 85,1 % étaient des résidences principales, 8,5 % des résidences secondaires et 6,3 % des logements vacants. Ces logements étaient pour 98,6 % d'entre eux des maisons individuelles et pour 1,1 % des appartements. La proportion des résidences principales, propriétés de leurs occupants était de 77,5 %, en hausse sensible par rapport à 1999 (74,3 %). La part de logements HLM loués vides était de 5,6 % contre 6,6 %, leur nombre étant constant 17 contre 18.
|                                                        | Le Pin | Loire-Atlantique |
| ------------------------------------------------------ | ------ | ---------------- |
| Part des résidences principales (en %)                 | 85,0   | 84,0             |
| Part des logements vacants (en %)                      | 6,4    | 5,7              |
| Part des ménages propriétaires de leur logement (en %) | 77,4   | 62,4             |

### Voies de communication et transport

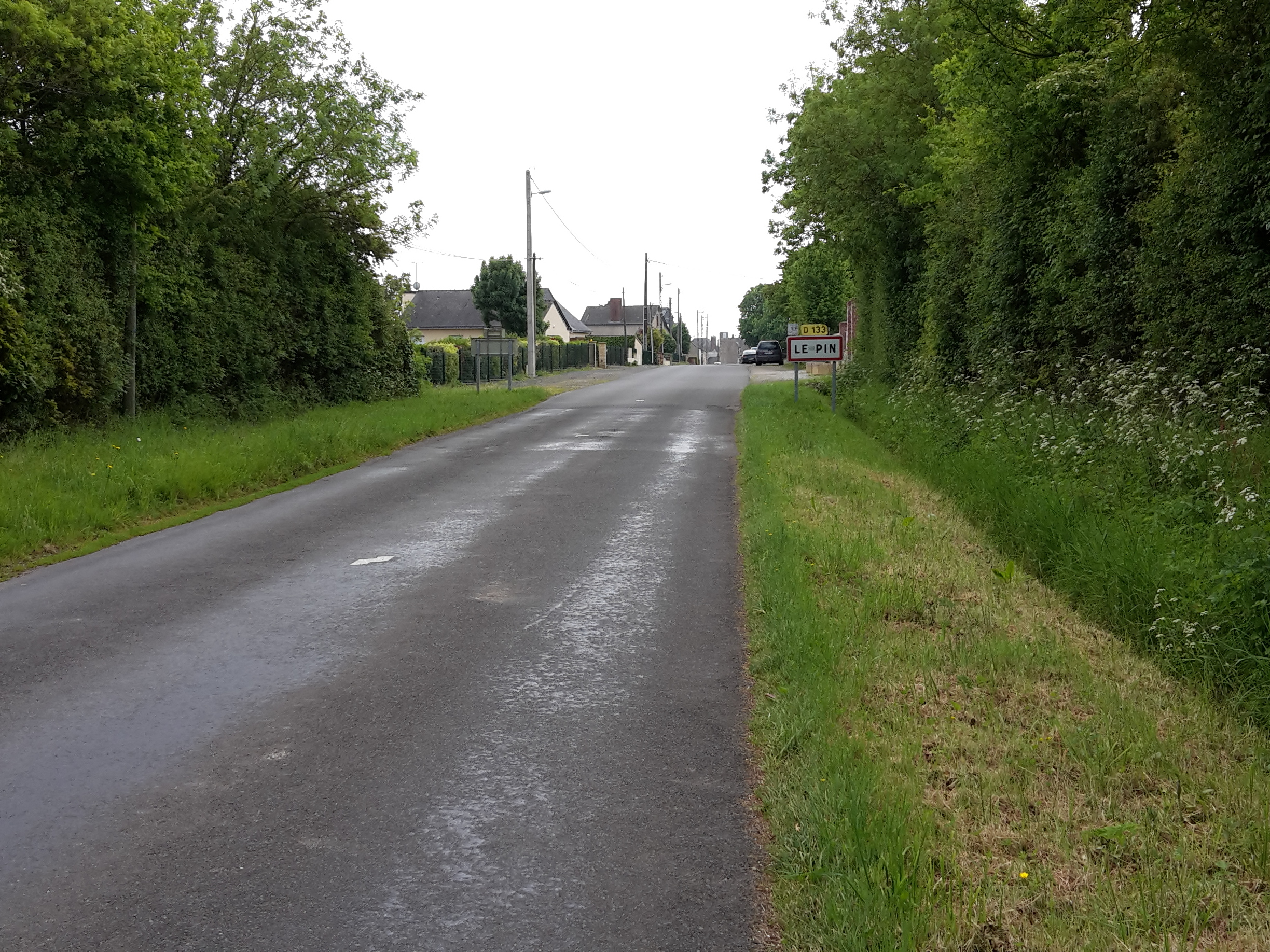
Entrée du bourg du Pin sur la D133.

La commune du Pin est traversée par la route départementale 163, ancienne route nationale 163, qui relie Angers à Rennes en passant par Châteaubriant. Cette route est surnommée Voie de la Liberté car elle correspond à l'itinéraire de la 3e armée américaine conduite par le Général Patton lors de la Libération en 1944. Des bornes commémoratives ont été placées tous les kilomètres. La route ne passe pas par le bourg, situé en retrait. Elle permet notamment de relier Le Pin aux communes voisines de La Chapelle-Glain et Vritz puis Candé. D'autres routes départementales relient le bourg aux villages des alentours, comme la D29 pour Saint-Sulpice-des-Landes et la D133 pour Freigné.
La commune du Pin n'est pas desservie par les transports en commun. Les gares SNCF les plus proches sont celles de Châteaubriant et d'Ancenis. La première est située à 24 km, sur les lignes de Châteaubriant à Rennes et de Nantes à Châteaubriant, la seconde est à 30 km, sur la ligne de Tours à Saint-Nazaire. Le réseau d'autocars du Conseil départemental de la Loire-Atlantique, Lila, possède des arrêts à Saint-Mars-la-Jaille, distante de 10 km, sur les lignes 60 et 46, qui relient cette commune à Nantes. La commune du Pin est traversée par la ligne d'autocars 18 du réseau TER Pays de la Loire, reliant Angers à Châteaubriant, mais celle-ci ne possède aucun arrêt. Le plus proche est à La Chapelle-Glain. L'aéroport le plus proche du Pin est l'aéroport de Nantes-Atlantique, distant de 74 km.

## Toponymie

### Le Pin

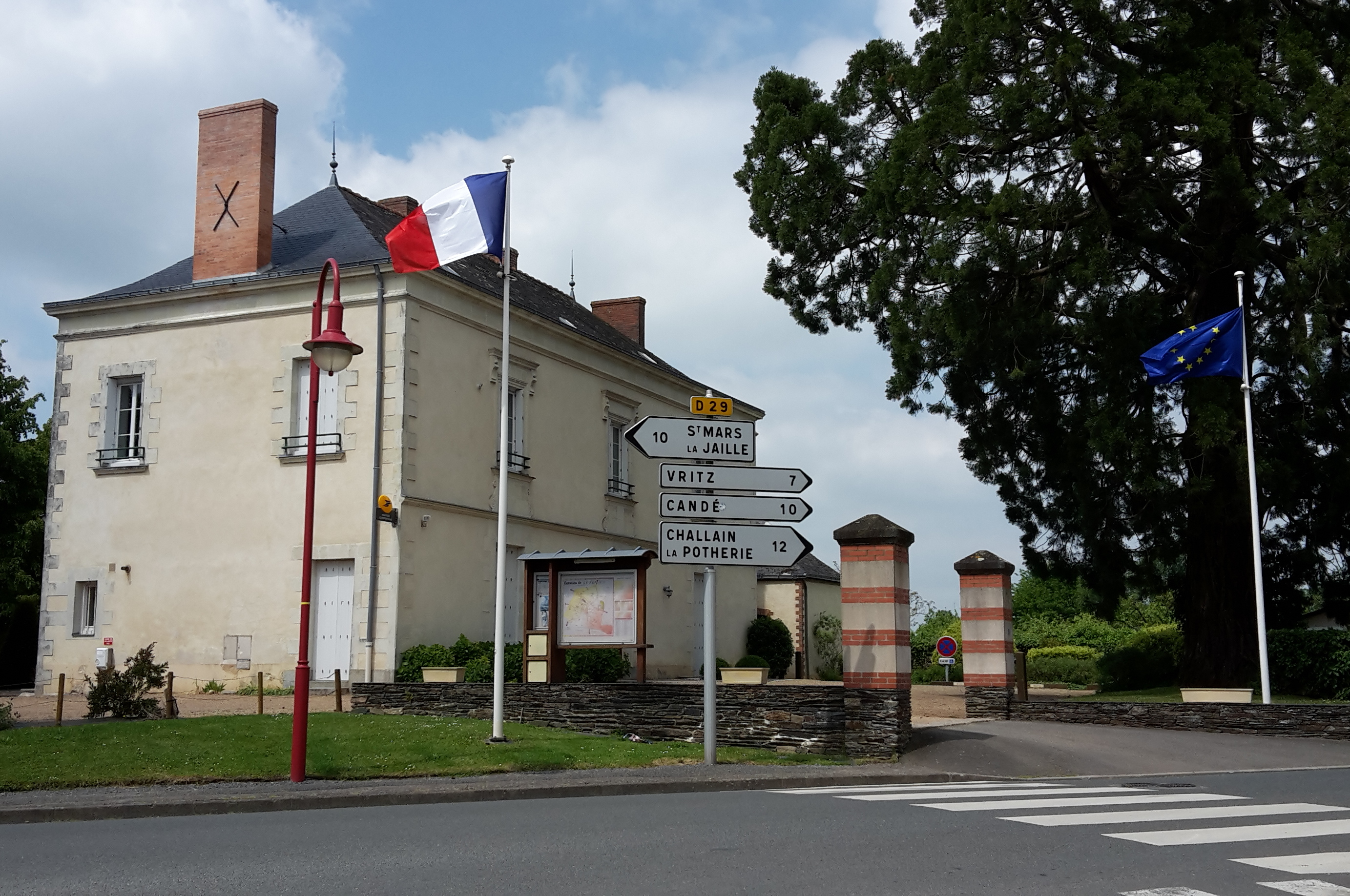
La mairie du Pin au pied du séquoia géant planté en 1860.

Le Pin est mentionné pour la première fois sur un chirographe de 1149, conservé aux archives départementales de Maine-et-Loire. Ce document réglait un différend entre deux abbayes d'Angers, Saint-Nicolas et Toussaint, laissant à cette dernière tous les droits sur la paroisse et le prieuré du Pin. Dans ce document, rédigé en latin, l'église Saint-Lambert du Pin est mentionnée comme ecclesia Sancti Lamberti de Pinu. Le nom de la localité est ensuite attesté sous les formes Le Pin en 1287, parochia du Pin en 1559, eclesia du Pin en 1582, église du Pin en 1583 et en 1622.
Le Pin doit son nom à un pin remarquable. Cet arbre, devenu peut-être imposant et gardant ses aiguilles en hiver, aurait été un repère important dans le paysage, étant donné qu'il n'existe aucune espèce de pin ou de sapin indigène à la région.
Le Pin possède un nom en gallo, la langue d'oïl locale, écrit Le Pein selon l'écriture ELG et L'Piñ selon l'écriture MOGA. En gallo, le nom de la commune se prononce [lpɛ̃],.
 Le nom de la commune a été traduit Ar Bineg en breton.

### Rochementru

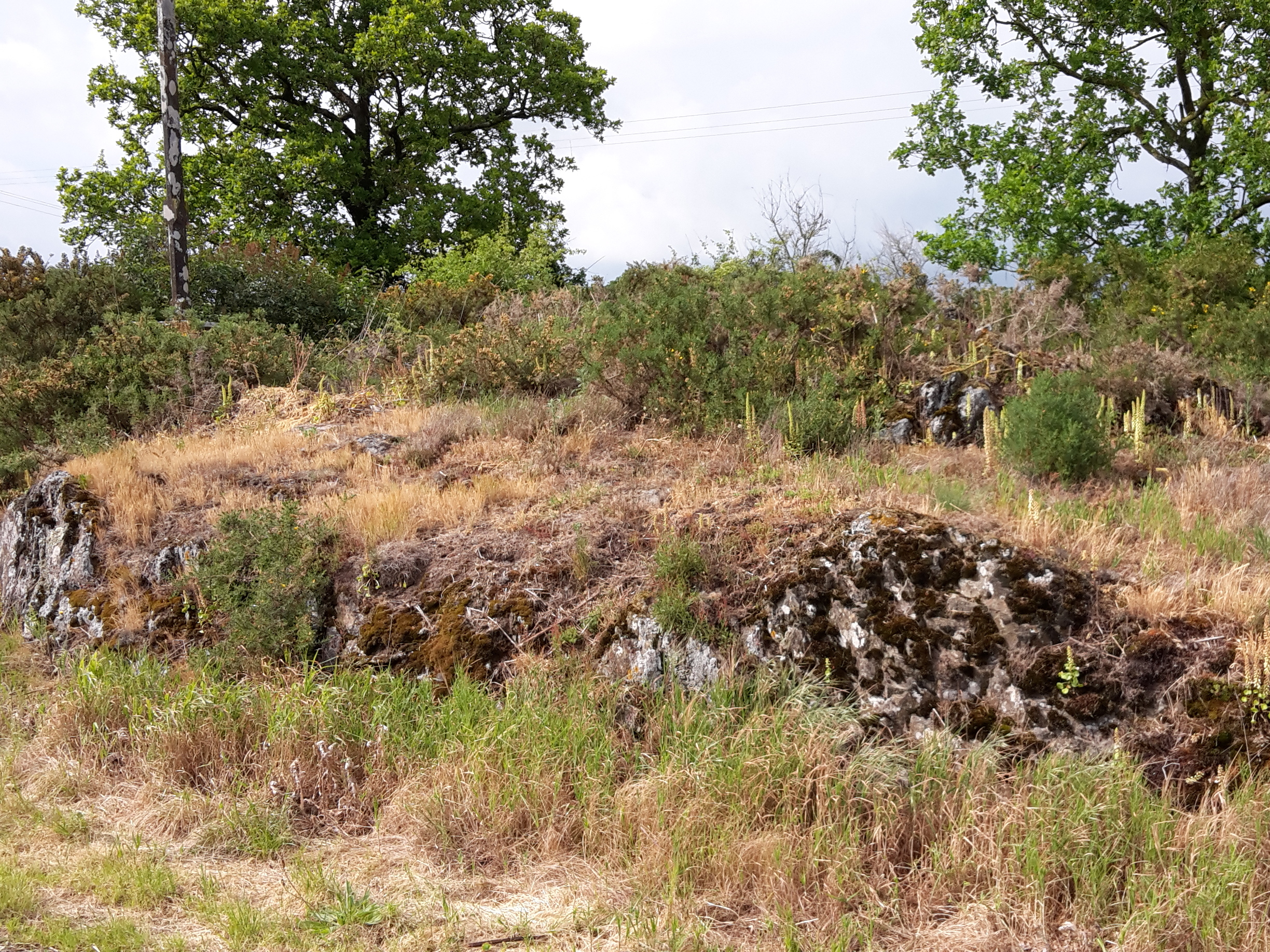
Affleurement de schiste à Rochementru.

Rochementru, ancienne commune fusionnée avec Le Pin en 1831, est mentionnée comme Rocha Ermentrivi en 1245, puis Rocha Mentrudi en 1653. La variante Rochetru, employée familièrement par les habitants, est attestée pour la première fois en 1711. Le nom du village comprend deux éléments. Le premier, roche, est relatif à la nature du sol, le village étant construit sur de vastes affleurements de schiste ardoisier. Le second élément -mentru semble représenter un nom de personne qui pourrait être un homme appelé Ermentrivus, mais cet anthroponyme n'étant pas référencé, il s'agit vraisemblablement d’une cacographie pour Ermentrudis, c'est-à-dire Ermentrude nom de femme d'origine germanique, comme la femme de Charles II le Chauve, et que l'on retrouve par exemple dans l'ancien toponyme Émendreville (Rouen, Ermentrut villa vers 1024).

### Autres toponymes
La grande majorité des lieux-dits des environs de Candé portent le nom d'anciens propriétaires ou résidents. La plupart de ces toponymes se terminent en -ière, -ais, ou -aie et sont d'origine médiévale. Ceux qui sont dérivés avec le suffixe -ière paraissent les plus anciens et remontent aux XIIe et XIIIe siècles, tandis que les autres sont postérieurs. Au Pin, la plupart des noms de lieux-dits sont effectivement formés à partir d'un nom de famille : la Babinais dérive de Babin, la Bécassière de Bécasse, la Bellangerais de Bellanger, la Bouriquais de Bouric, la Bussonnière de Busson, la Cadoraie de Cadot, la Dabonnetière de Dabouis, la Cosnerie de Cosnier, la Janais de Jan, la Sardière (autrefois Fessardière) de Fessard (graphie ancienne Fessart), la Riffetais de Rivet et la Rougerais de Rougier. Les Esnaudais pourraient dériver du patronyme Esnault, tandis que la Psiquais, autrefois appelée Spésicais ou Spiquais, pourrait provenir du nom Besic ou bien de spica, spicata, et signifierait alors « terre riche en épis ». Huon est un nom de personne, cas régime du nom Hue, pris absolument. Il s'agit d'une variante du nom de personne Hugues.
Après les patronymes, les plantes sont la deuxième source de toponymes au Pin, la Bruère, terre de bruyères ou de tourbe, le Boulay, lieu planté de bouleaux, le Houssais, lieu planté de houx. Les autres lieux-dits ont des toponymes d'origines plus variées. Les Bouillons et la Margatière désigneraient des lieux humides, la Courtais, la Courtillais et la Cour de l'Isle sont dérivés du bas latin curtis ou cort(em) signifie « cour de ferme, ferme », Jochepie serait l'endroit où « se juchent les pies », l'origine des toponymes le Menay et la Mortrais est obscure. La Mariolle évoquerait une statue de la Vierge Marie ou viendrait du gaulois maro-ialo, soit « la grande clairière », et les Abbayes sont d'anciennes métairies tenues par des abbayes angevines.

## Histoire

### Premières occupations
Le territoire communal est habité depuis le Néolithique au moins, comme en témoignent les haches en pierre polie découvertes près du cours du Mandit, autour de Rochementru. L'une d'elles a été datée de 7000 à 2000 ans avant l'ère chrétienne. Un alignement de menhirs de quartz subsiste à Bennefraye, non loin de là, sur le territoire de Freigné.
Jusqu'au Moyen Âge, la région reste très peu peuplée et les traces d'occupation humaine sont rares. Aucun vestige de l'époque romaine n'a été découvert au Pin. La population de cette partie des Marches de Bretagne, peu nombreuse, semble avoir poursuivi pendant l'Antiquité une économie de chasse et de cueillette et avoir prolongé un habitat typique de l'Âge du fer. Une voie romaine reliant Candé à Blain et passant par Rochementru a peut-être existé, mais il s'agit plus vraisemblablement d'un chemin d'origine médiévale. Pendant l'Antiquité, la région du Pin se trouve aux confins des territoires des peuples gaulois Namnètes et Andécaves, dont les capitales respectives sont Nantes et Angers. La frontière entre les deux territoires est floue, il s'agit plutôt d'une zone tampon. Après la fin de la domination romaine, ces territoires sont occupés par les Francs. Ils deviennent les comtés de Nantes et d'Angers, la limite entre les deux se fixant sur le tracé de la future frontière entre l'Anjou et la Bretagne. Cette frontière demeure cependant flexible, la paroisse angevine de Freigné étant placée par exemple dans le diocèse de Nantes dès le règne de Charles III le Gros. Le comté de Nantes est envahi par les Bretons du roi Nominoë au IXe siècle. Une légende raconte que celui-ci, vainqueur de Charles le Chauve, serait passé par le lieu-dit le Champ-Breton.

### Moyen Âge

#### Fondation du Pin et de Rochementru

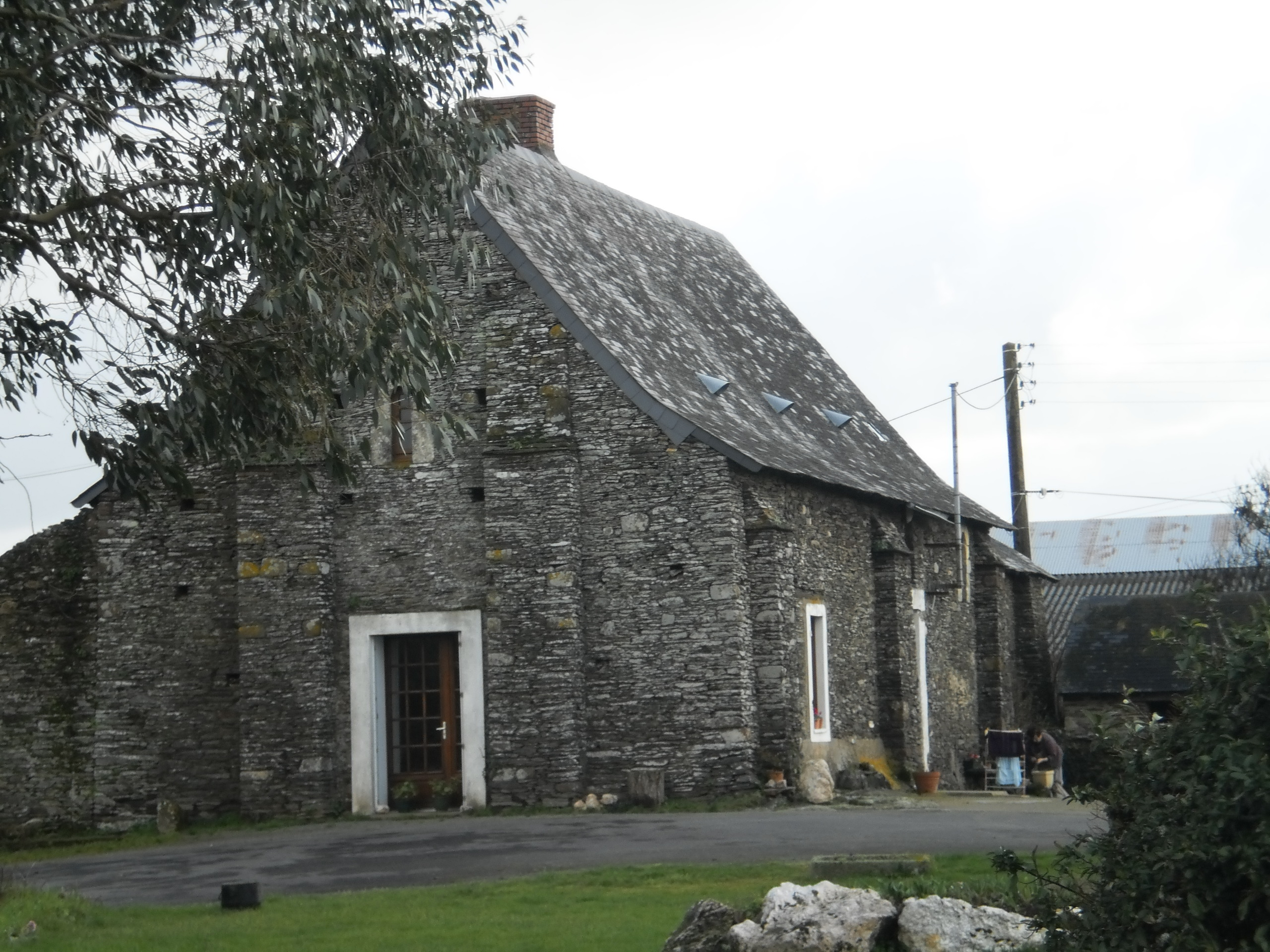
L'ancienne église de Rochementru, fondée au XIe siècle.

Vers l'An Mil, alors que les Capétiens s'installent au pouvoir et que la France adopte la féodalité, la région est progressivement colonisée et aménagée. Le Pin se trouve alors dans une zone reculée et mal défendue, éloignée des places fortes de Châteaubriant ou d'Ancenis. La faible population est majoritairement restée païenne, et ce sont d'abord les religieux qui implantent leur présence. Sous l'autorité de grandes abbayes, ils fondent de petits établissements pour mener à bien l'évangélisation du territoire. Robert d'Arbrissel aurait prêché dans les forêts situées entre l'Anjou et la Bretagne en 1095.
Le Pin serait apparu à cette époque : des moines défricheurs bénédictins provenant de l'abbaye Saint-Nicolas d'Angers se seraient installés au Pin et y auraient fondé une paroisse et un prieuré. Le schéma est courant dans cette partie des Marches de Bretagne : les paroisses de Vritz, La Chapelle-Glain ou encore Bonnœuvre sont nées elles-aussi avec la fondation d'un prieuré par des moines à cette époque. La titulature de la paroisse du Pin et de son église, « Saint Lambert », permet de penser que la fondation a eu lieu au XIe siècle. Le culte de ce Saint est en effet devenu populaire en Anjou sous Geoffroy Martel, comte de 1040 à 1060. D'autres paroisses à la même titulature, comme Saint-Lambert-du-Lattay et Saint-Lambert-la-Potherie, remontent également au XIe siècle. Les moines de Saint-Nicolas ont aussi fondé au Pin deux métairies qui ont donné naissance au lieu-dit les Abbayes, situé au sud du bourg. Le prieuré et la paroisse passent assez rapidement sous la domination de l'abbaye Toussaint d'Angers, tenue par des clercs réguliers de l'Ordre de Saint-Augustin. En 1149, un chirographe est signé entre Saint-Nicolas et Toussaint pour laisser la totalité des établissements religieux du Pin à ces derniers. Les moines de Saint-Nicolas ont quitté les lieux à une date inconnue. Le Pin n'est pas le seul prieuré-cure à être passé aux mains de clercs réguliers pendant cette période puisque c'est aussi le cas de Vritz et de la Chapelle-Glain.
La paroisse de Rochementru apparaît à la même période, avec la création d'un hospice religieux. Il est dédié à Sainte Madeleine et comprend une église. L'hospice sert à soigner gratuitement les malades de la région, et notamment les lépreux, qui sont alors soumis à une ségrégation sociale. L'ancienne église de Rochementru, toujours visible, remonte vraisemblablement en partie à cette époque. Le fondateur de l'hospice est inconnu. Il pourrait s'agir d'un seigneur local, car le titre de curé de Rochementru s'accompagnait de celui de baron, ou bien des religieux de l'abbaye Toussaint d'Angers, qui ont créé des établissements de charité à travers l'Anjou à cette époque. Dans le cas où l'hospice a été fondé par un seigneur local, il pourrait s'agir d'un ancêtre du chevalier Chotard de Vritz, qui manifeste des droits de prétention sur la baronnie de Rochementru en 1245. Ce seigneur fondateur aurait alors peut-être offert l'hospice à l'abbaye Toussaint en 1074 pendant la réforme grégorienne, et aurait laissé au prieur le titre de baron.

#### Bas Moyen Âge

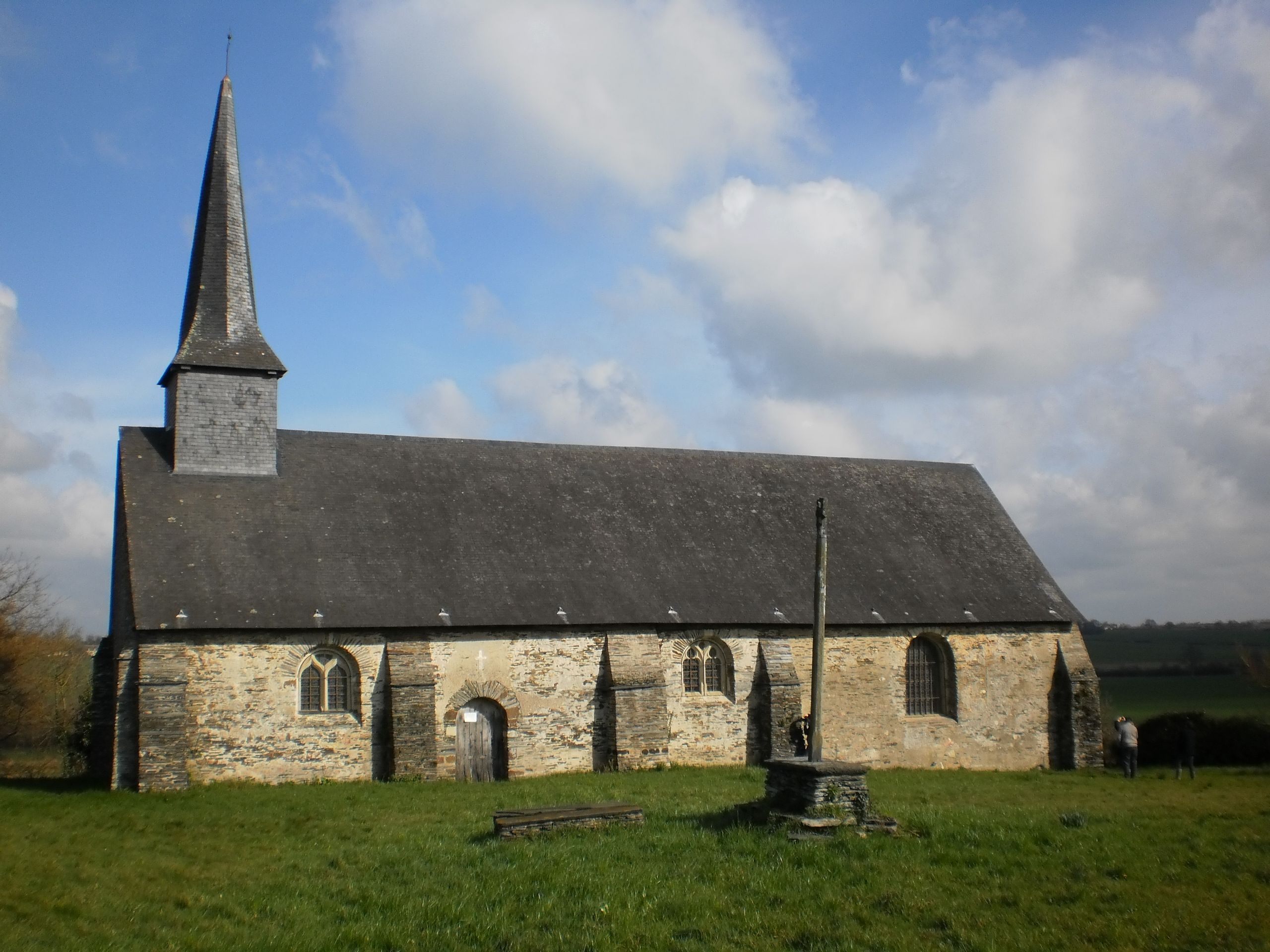
L'ancienne église de Saint-Sulpice-des-Landes a dépendu de la cure du Pin de 1497 à 1767.

La paroisse voisine de Saint-Sulpice est apparue d'une manière similaire au Pin et à Rochementru, autour du monastère bénédictin de Sainte-Marie-des-Landes, fondé par l'abbaye de Marmoutier et existant depuis 1151 au moins. Les moines sont angevins et ils ne dépendent pas du diocèse de Nantes, dont la paroisse fait pourtant partie. Par conséquent, les Saint-Sulpiciens ne peuvent pas recevoir leurs sacrements dans leur église, et doivent donc faire appel au prieur du Pin. Un accord passé en 1497 permet à un prêtre du Pin de venir célébrer les messes et donner les sacrements à Saint-Sulpice. Néanmoins, les habitants doivent toujours venir au Pin pour les grandes fêtes et doivent verser une rente de 30 sous chaque année. Les habitants de Saint-Sulpice rechignent parfois à payer cette rente, et la trace de dix procès pour non-paiement est conservée aux archives du Pin. Les prieurs du Pin et de Rochementru sont nommés par une abbaye angevine, mais contrairement aux moines de Saint-Sulpice, ce sont des clercs et ils sont reconnus par l'évêque de Nantes dont ils dépendent.
En dehors des fondations religieuses, Le Pin comprend aussi au Moyen Âge une seigneurie, la Babinais. Celle-ci est mentionnée une première fois en 1275, année où elle appartient à un certain Jean Babin, sieur de Landamere à Essé en Bretagne. En 1305, la terre passe à Jean de Coësmes, qui avait épousé Thomasse Babin. Le seigneur de la Babinais est vassal de celui de la Motte-Glain et il a le droit de rendre la justice. La maison de la Babinais, aujourd'hui simple ferme, semble avoir été un véritable manoir fortifié, et une tour d'angle subsiste. La Babinais possédait aussi une chapelle.
À la fin du Moyen Âge, les Marches de Bretagne souffrent des conflits récurrents (guerre de Cent Ans avec l'Angleterre, guerre de succession de Bretagne, guerre folle entre la France et la Bretagne…) et de la peste, qui sévit en 1348, en 1363, puis de 1462 à 1484. En 1473, la région est si appauvrie que le fouage, impôt sur les foyers, est supprimé pour certaines paroisses dont Le Pin fait partie.

### Époque moderne

#### Situation administrative et militaire

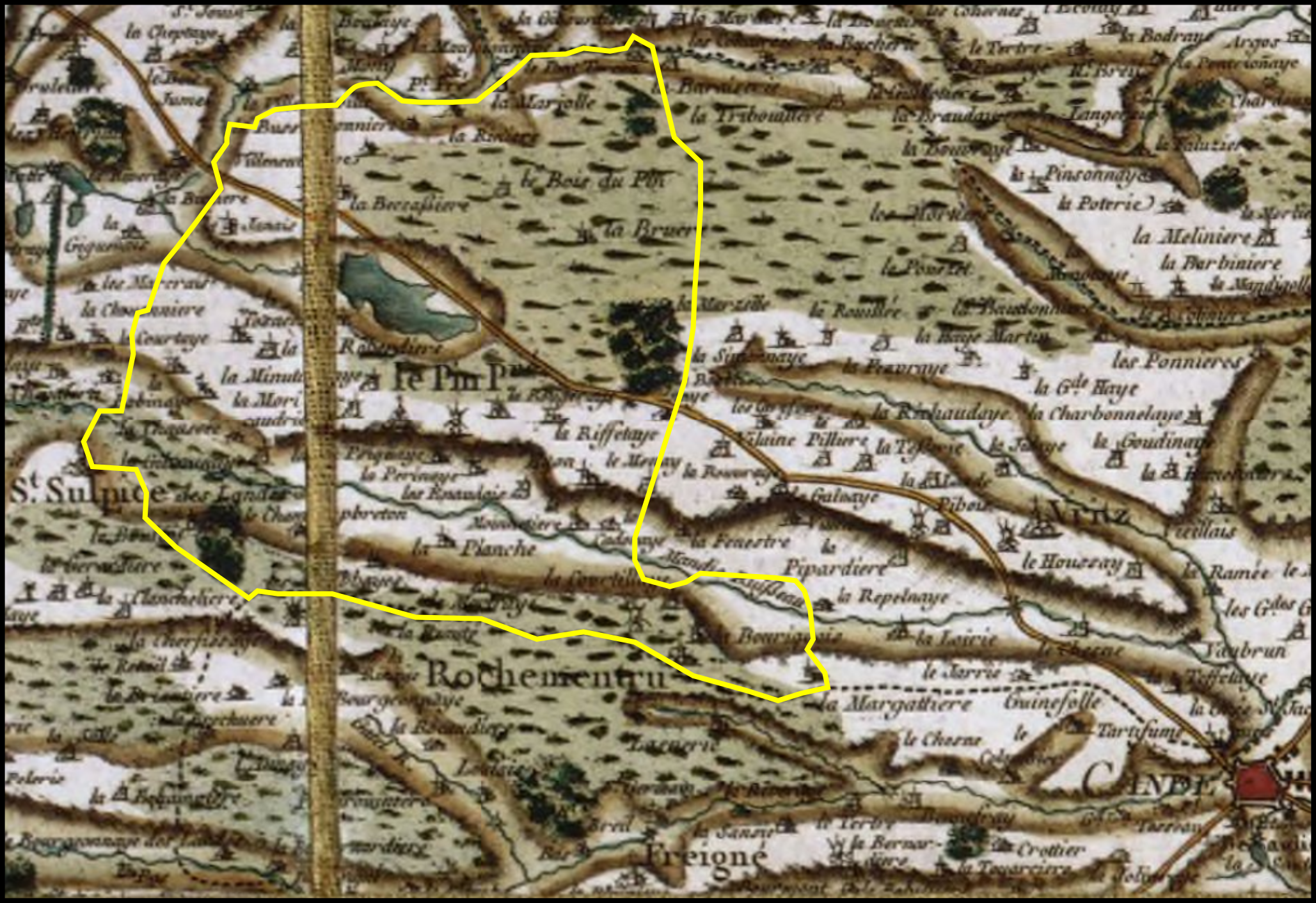
Le Pin et Rochementru sur la carte de Cassini, publiée vers 1767. Les contours de la commune actuelle sont indiqués en jaune, les tirets noirs symbolisent la limite entre la Bretagne et l'Anjou, et les étendues vertes correspondent aux landes.

L'Union de la Bretagne à la France, définitivement scellée en 1532, place Le Pin sous la souveraineté du roi de France, mais la Bretagne conserve ses privilèges et son administration. Jusqu'à la Révolution, Le Pin et Rochementru dépendent du diocèse de Nantes sur le plan religieux, et de l'Intendance de Bretagne et du Parlement de Bretagne, siégeant tous deux à Rennes, sur les plans fiscal et judiciaire,. Le Pin et Rochementru, ainsi que la paroisse voisine de Vritz, forment une encoche bretonne presque entièrement entourée par l'Anjou. Elles sont incluses dans la seigneurie bretonne de la Roche-en-Nort. Celle-ci, formée autour de Nort-sur-Erdre, s'est constituée au XVe et XVIe siècles en détachement de la seigneurie de La Roche-Bernard. Érigée en baronnie en 1641 puis en comté en 1713, la Roche-en-Nort a une taille considérable bien qu'elle ne comprenne que des « fiefs volants », disséminés dans cette partie de la Bretagne. En plus du Pin, de Rochementru et de Vritz, elle comprend notamment Saint-Julien-de-Vouvantes, Nozay, Quilly, Louisfert, Anetz ou encore Saint-Aubin-des-Châteaux. Au Pin, le château de la Babinais relève de la Roche-en-Nort, mais aussi de la Motte-Glain. Le prieur-baron de Rochementru relève également de la Roche-en-Nort et fait en outre aveu au roi de France, aux seigneurs du Breil à Freigné, de Vritz et de la Motte-Glain. La baronnie de Rochementru comprend en plus du bourg, les fiefs de la Bouriquais, de la Courtillais, des Mandis et de la Margatière.
Le château de la Babinais est reconstruit en 1602, mais des changements incessants de propriétaires précipitent sa dégradation. En effet, au cours du XVIIe siècle, il est acheté par diverses familles bourgeoises de Nantes, les Lelou, Dubois-Hux et Santo-Domingo, qui souhaitent ainsi s'intégrer à l'aristocratie, mais se rendent peu au Pin, paroisse éloignée de chez eux, et négligent rapidement leurs terres. Le lieu est encore mentionné comme « château de la Babinais » en 1785, mais des chanoines rapportent un état de ruine avancé en 1695. Les terres de la Babinais sont définitivement rachetées par le marquis de Rochequairie, seigneur de la Motte-Glain, en 1775. L'étang du Pin est également possession du seigneur de la Motte-Glain, et sert depuis une date inconnue à actionner un moulin à eau banal, mentionné pour la première fois en 1686. D'autres moulins existent aussi au Pin, notamment le moulin à vent de Cherfissais, mentionné en 1634 et actif jusqu'en 1960. Rochementru possède également un moulin banal, appartenant au prieur-baron de la paroisse, et qui a fonctionné jusqu'en 1962, à l'électricité. Le village de Rochementru comprend aussi le moulin de Cotterel, ou Moulin Brûlé, mentionné au XVIIe siècle mais alors en mauvais état.
Lors des guerres de religion, la paroisse du Pin et sa trève de Saint-Sulpice restent attachées au camp catholique, mais des heurts entre partisans d'Henri IV et Ligueurs ont lieu dans les environs, au château de Saint-Mars-la-Jaille et au château de La Saulaie. Le Pin dépend du château de la Motte-Glain, tenu par les hommes du Duc de Mercœur, le dernier chef Ligueur à accepter l'autorité d'Henri IV. Pour l'entretien des troupes, les habitants du Pin doivent fournir 49 livres et 12 sous en 1595. Une garnison de cavaliers est attestée au Pin de 1660 à 1723. La paroisse se trouvant à la frontière entre les provinces de Bretagne et d'Anjou, elle fait partie de la zone d'action de contrebandiers, et notamment de faux-sauniers qui font un commerce illégal du sel, soumis à un impôt, la gabelle, en Anjou mais pas en Bretagne. Ces cavaliers logent probablement aux Grandes Maisons, des bâtiments situés en sortie de bourg, disparus au début du XXIe siècle. La faux-saunerie ne semble pas avoir été très active au Pin puisque seuls deux contrebandiers y ont été arrêtés au XVIIIe siècle, contre 59 à Vritz.

#### Société d'Ancien régime

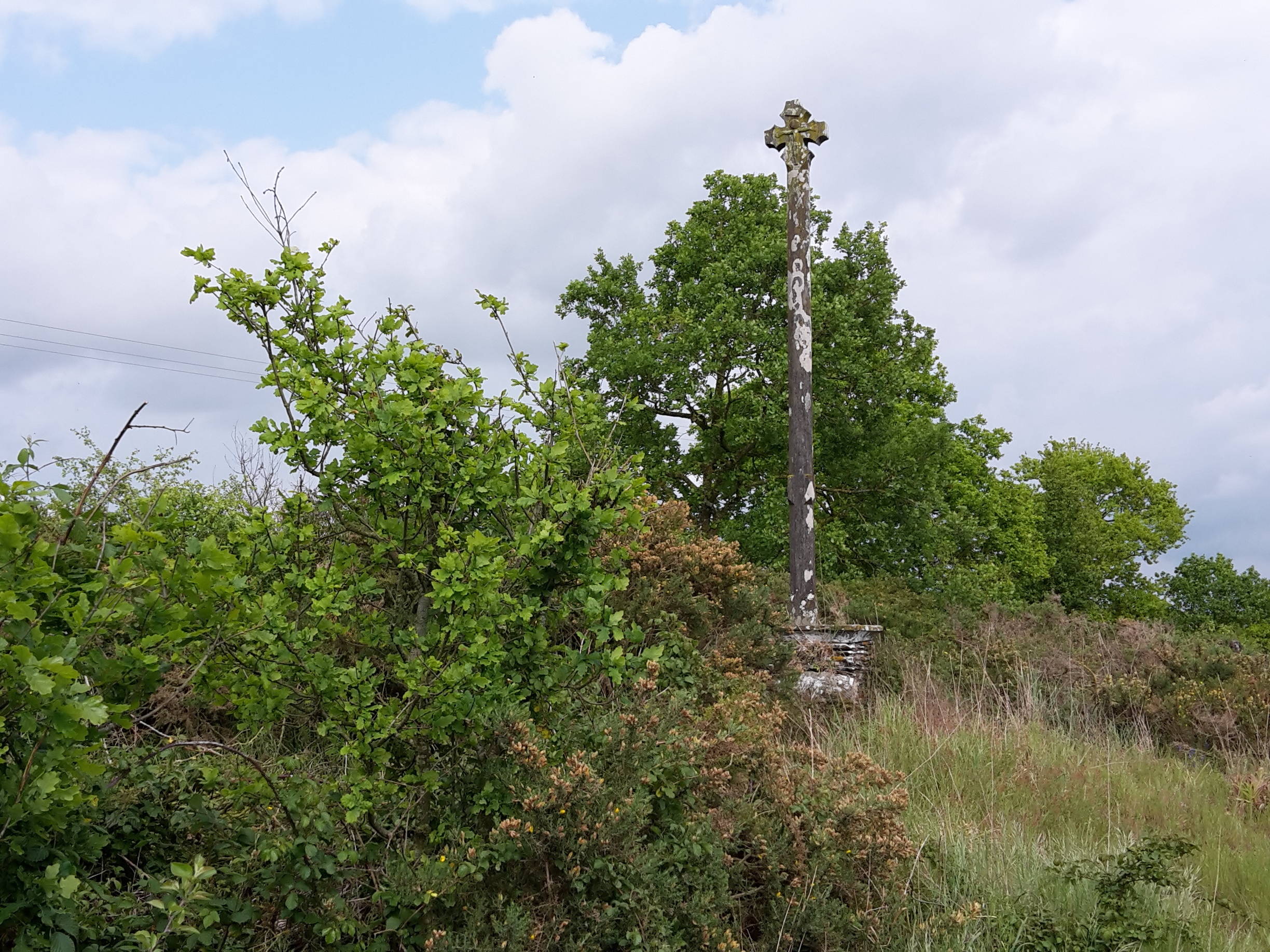
La Croix de Bon Conseil, érigée à Rochementru en 1605.

La population des paroisses du Pin et de Rochementru ensemble peut être estimée entre 700 et 900 habitants à la fin du XVIe siècle. Chaque année, il y a en moyenne deux mariages à Rochementru et six au Pin. La population des deux paroisses atteint un pic de 1 200 habitants dans la seconde partie du XVIIe siècle.
L'essentiel de la population d'Ancien régime vit de l'agriculture. La commune comprend ainsi une majorité de laboureurs, mais aussi des métiers annexes comme quelques forgerons et tanneurs, et de rares artisans, essentiellement des sabotiers, menuisiers et cordonniers. Le bourg du Pin comprend quelques aubergistes. La paroisse a compté aussi jusqu'à sept tisserands au XVIIIe siècle, ceux-ci travaillant la laine, le lin et le chanvre produits par les fermes, faisant ensuite vérifier leurs toiles à Candé comme leur règlement le leur imposait. La plupart des Pinoises sont décrites comme fileuses dans les registres paroissiaux. Le Pin compte aussi au XVIIe siècle et au XVIIIe siècle quelques notaires, qui sont en fait des propriétaires vivant des prêts qu'ils font aux autres habitants et qui occupent également des fonctions d'écrivains publics, la majorité de la population d'alors étant illettrée. Les terres sont travaillées selon le système archaïque de l'assolement biennal, qui fait alterner année de culture et année de jachère.
À la fin du XVIIIe siècle, Le Pin est décrite par le Dictionnaire historique et géographique de la province de Bretagne comme une paroisse de 900 habitants dont la cure est un prieuré de l'abbaye Toussaint d'Angers, dont les terres comprennent un grand étang, quelques bois et grandes étendues de landes, qui pourraient être cultivées et ainsi offrir une vie plus confortable aux habitants. Ceux-ci sont décrits comme peu actifs et vivant dans la pauvreté. Le Dictionnaire mentionne 200 habitants à Rochementru, paroisse dont la cure est également un prieuré de l'abbaye Toussaint. Son territoire est étroit et mal cultivé, avec beaucoup de landes. En 1755, le prieur de Rochementru se plaint auprès de l'archidiacre de La Mée de l'état déplorable de sa paroisse, où les brebis broutent dans le cimetière, et où l'église tombe en ruines. Alors que de nombreuses paroisses de la région ont été fondées par des abbayes qui y ont placé des prieurs, la plupart se sont sécularisées au XVIIe siècle et le Pin et Rochementru font partie des dernières à avoir un prieuré-cure. En 1765, cependant, l'abbaye Toussaint cesse de maintenir un prieur à Rochementru, en raison de la population très faible et de la pauvreté du lieu, et le curé est désormais un clerc séculier. Rochementru est alors la plus petite paroisse du diocèse de Nantes, après celle de Saint-Jean-en-Saint-Pierre à Nantes. Saint-Sulpice-des-Landes, trève du Pin depuis le Moyen Âge, obtient quant à elle une cure indépendante en 1767.

### Révolution

Carte de la Vendée militaire et de l'itinéraire de la Virée de Galerne. Le repli en Loire-Atlantique est indiqué par les flèches bleues.

Les cahiers de doléances écrits en 1789 pour les paroisses du Pin et de Rochementru expriment les mêmes revendications de la part de la population locale : par exemple que les impôts soient les mêmes pour tous, que les unités de mesure soient réformées, que les terres puissent être échangées entre paysans sans payer de taxe au seigneur. En revanche les locaux restent attachés aux particularités bretonnes, et notamment aux exemptions d'impôts. Les habitants de Rochementru avancent d'ailleurs que ces exemptions compensent la pauvreté de leurs terres, qui sont bien moins bonnes qu'ailleurs en France.
Pendant la Révolution, les paroisses du Pin et de Rochementru deviennent des communes. Elles sont placées dans le canton de Vritz. Cette commune est alors la plus peuplée, avec 1 901 habitants, devant Saint-Sulpice, 814, Saint-Mars-la-Jaille, 798, Le Pin, 757, et Rochementru, 103. Cependant, Le Pin tente vainement de récupérer le statut de chef-lieu de canton, en avançant que sa situation géographique est plus centrale. Le canton de Vritz est finalement remplacé par celui de Saint-Mars-la-Jaille en 1801.
En 1790, les fermes des Abbayes, qui étaient des métairies dépendant de l'abbaye Toussaint d'Angers, sont vendues comme bien national. L'année suivante, ce sont les propriétés ecclésiastiques de Rochementru qui sont vendues, l'église, le cimetière et l'ancien prieuré devenant des propriétés privées. En 1793, la région est secouée par le retour des Chouans de leur Virée de Galerne. Ceux-ci reviennent de Granville où ils espéraient obtenir le secours des Anglais, mais ils ont été défaits par les troupes républicaines. Lors de leur repli en Loire-Atlantique, ils se livrent à des pillages et commettent des dommages importants dans les forêts. Le Pin n'est pas particulièrement un repère chouan, contrairement à Vritz. Les Chouans de 1793 sont souvent des anciens faux-sauniers, et leur forte présence à Vritz explique le caractère chouan de la commune, tandis que leur nombre est toujours resté modeste au Pin. 64 Chouans ont été dénombrés à Vritz, et 28 au Pin. L'église du Pin est incendiée en 1794 par des Royalistes de la commune, qui pensent que le lieu est un refuge pour les Républicains, le curé ayant prêté serment à la République. Le 25 mars 1795, des volontaires républicains en stationnement à Candé dérobent les objets les plus précieux conservés par la paroisse, notamment une croix en argent et d'autres objets liturgiques.

### Époque contemporaine

#### De l'Empire à la monarchie de Juillet

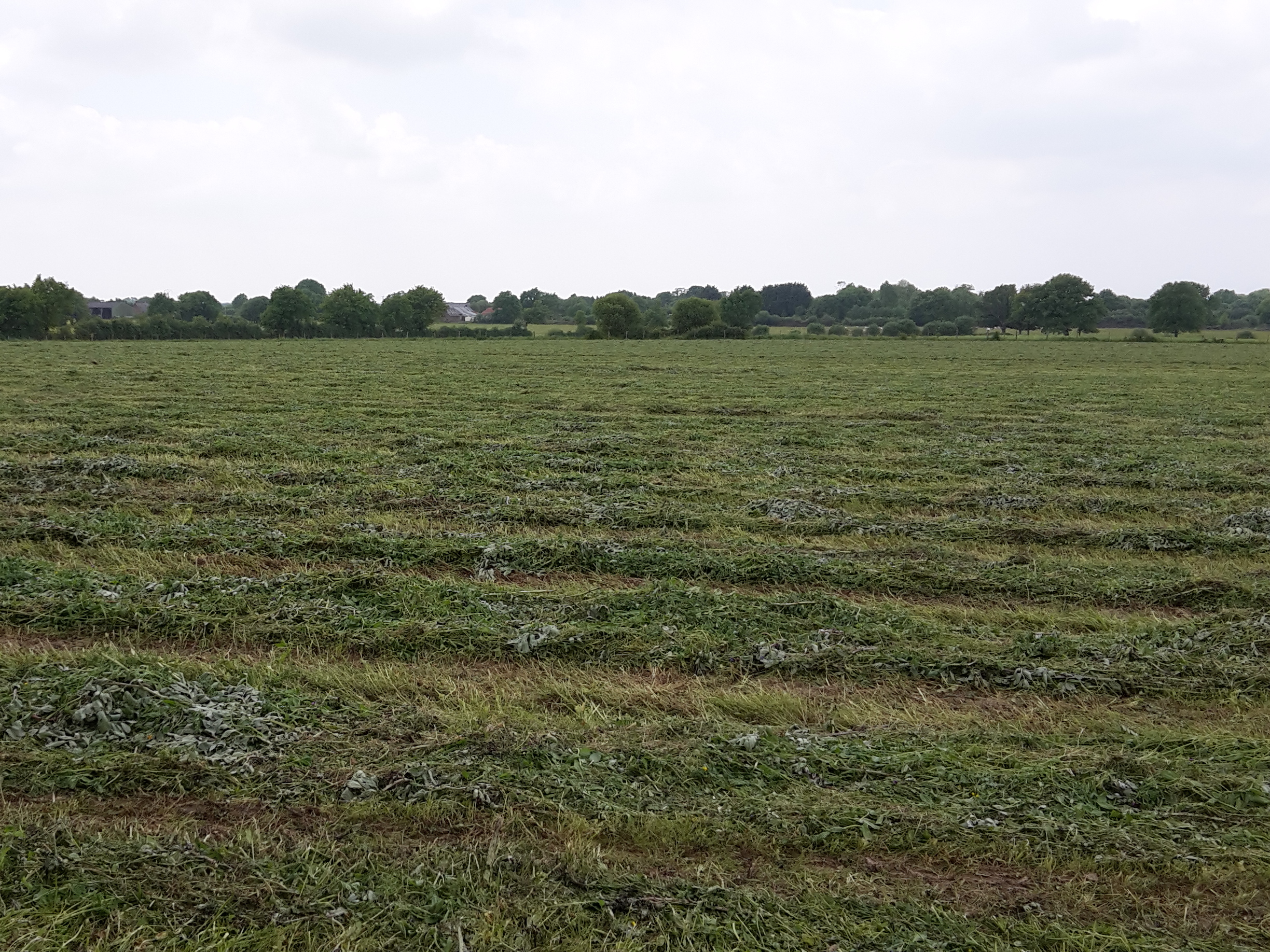
Paysage plat du nord de la commune, couvert de landes jusqu'aux grands défrichements du XIXe siècle.

Après la Révolution, Le Pin est fortement appauvri. L'église incendiée ne peut plus être utilisée, et le culte doit être célébré dans la grange du curé. Le marquis de Rochequairie finance cependant un projet de nouvelle église, et des plans sont dessinés en 1810. Le nouvel édifice est inauguré en 1827. Il suit partiellement l'architecture de l'ancienne église, et reste de dimensions modestes. Le roi Charles X participe au financement de la cloche à hauteur de 200 francs. Le cimetière, qui se trouvait à l'origine autour de l'église, a été déplacé après l'incendie à l'emplacement de la salle des fêtes actuelle. Il trouve son emplacement définitif en 1856.
La paroisse de Rochementru, trop petite pour être viable, n'est pas recréée en 1801, lors de la mise en place du régime concordataire, et son territoire est rattaché à la paroisse du Pin. La commune de Rochementru est cependant conservée dans un premier temps mais elle ne parvient jamais à se réorganiser après la Révolution. Le maire du Pin est désigné pour être également maire de Rochementru, et en 1831, il décide la fusion des deux communes. Les deux conseils municipaux se prononcent et le rattachement de Rochementru au Pin est voté, avec une courte majorité de 5 contre 4, et une abstention. Le rattachement est officialisé par ordonnance royale le 13 octobre de la même année. Il faut cependant attendre 1855 pour que soit construit le premier chemin praticable en toute saison entre les bourgs du Pin et de Rochementru. Avant cette date, Rochementru vit en quasi autarcie une partie de l'année.
Le défrichement des vastes étendues de landes est entrepris pendant la première moitié du XIXe siècle. La municipalité organise une première vente aux enchères en 1810, mais celle-ci tourne au fiasco et les travaux de mise en culture se poursuivent encore trente ans plus tard. Ces landes, s'étendant autour de la route de Rennes, entre la Mariolle, le Bois du Pin, la Rougeraie, la Minutais et le bourg, forment des étendues ouvertes, couvertes d'ajonc, de genêt et de fougère, où paissent les moutons et quelques vaches. Selon la coutume, ces terres sont ouvertes à tous les habitants, qui y laissent leurs bêtes et y récoltent du petit bois. Les défrichements s'accélèrent en 1843 avec le partage des dernières landes communes. Les quatre derniers fiefs ainsi défrichés sont la Rougerais, la Riffetais, Rouaudjeu, et Fastins près du bourg, où le cimetière est ensuite aménagé. En 1832, le Pin est couvert à un tiers de bois, le reste étant des terres labourables et des landes en défrichement. La population produit du froment, du seigle, du blé noir, des châtaignes et des pommes de terre. Une foire se tient le 17 septembre, jour de la Saint-Lambert. En 1832 également, Rochementru est signalé comme mal cultivé et largement couvert par les landes, la population y fait du cidre. Le Dictionnaire des lieux habités de Loire-Inférieure, publié en 1857, montre qu'à cette époque le bourg du Pin ne comprend qu'une petite partie de la population, 118 habitants, alors qu'il y en a 109 à Rochementru, et que de nombreux hameaux comprennent plusieurs dizaines de personnes, comme la Margatière, 83 habitants, la Mariolle, 79, la Mortrais, 63, la Rougerais, 41, la Périnais, 39, et le Bois du Domaine, 33.

#### Modernisation et exode rural

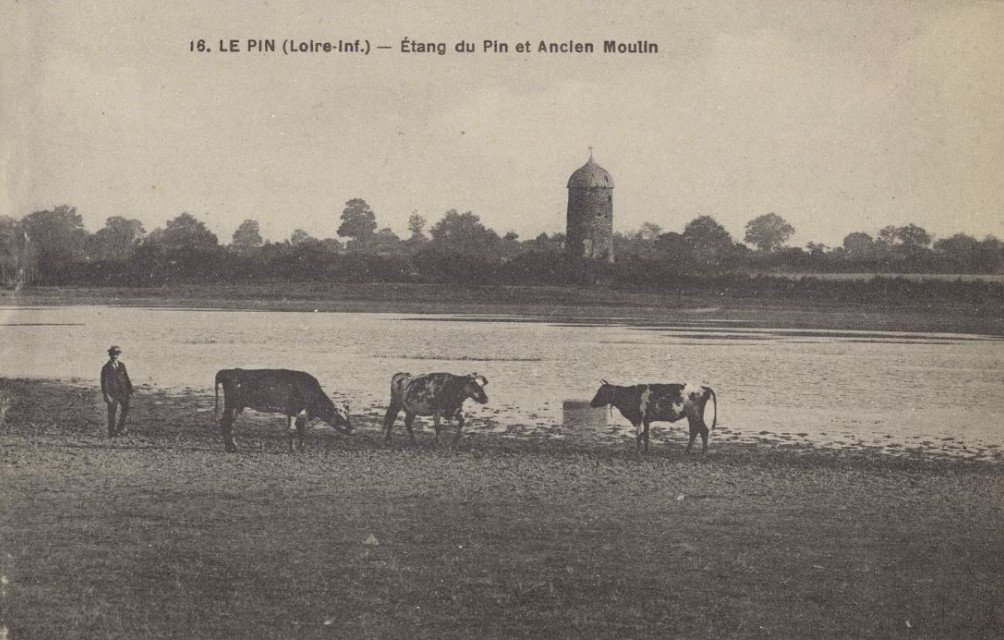
L'étang du Pin au début du XXe siècle, avec le Moulin Neuf, disparu depuis.

La première école de la commune est ouverte en 1837, et une deuxième école, destinée aux filles, est fondée en 1862. D'autres équipements sont créés au tournant du XXe siècle : un bureau de poste en 1884, le plus proche jusqu'alors étant celui de Saint-Mars-la-Jaille, distant de 10 kilomètres, une nouvelle église en 1905 et un téléphone public en 1908. L'électricité est installée au bourg en 1925. La commune échoue cependant à obtenir une gare. En 1888, la compagnie du Tramway d'Erbray ouvre une ligne entre Châteaubriant et La Chapelle-Glain, tandis que la gare de Freigné, sur la ligne de Segré à Nantes-État, ouvre en 1889. En 1908, le conseil municipal du Pin étudie la prolongation de la ligne de tramway de La Chapelle-Glain jusqu'à Candé, permettant ainsi la desserte de la commune, et fournissant un moyen idéal pour transporter les bestiaux élevés au Pin jusqu'aux marchés de Candé et Châteaubriant. Le projet est officialisé en 1912, mais la Première Guerre mondiale entraîne son abandon.
En 1891, la commune atteint son maximum de population, avec 1 380 habitants. Elle est cependant touchée par la désertification des campagnes dès la fin du XIXe siècle. La baisse démographique se poursuit jusqu'en 1990, lorsque la commune ne compte plus que 604 habitants. La Première Guerre mondiale, qui mobilise 286 Pinois, entraîne la mort de 63 hommes soit 5 % de la population. Le maire et son adjoint font partie des victimes. La mobilisation de la Seconde Guerre mondiale en 1940 fait deux victimes au Pin. La région est libérée par l'armée américaine le 4 août 1944, et les Américains établissent un camp provisioire au Bois du Domaine.

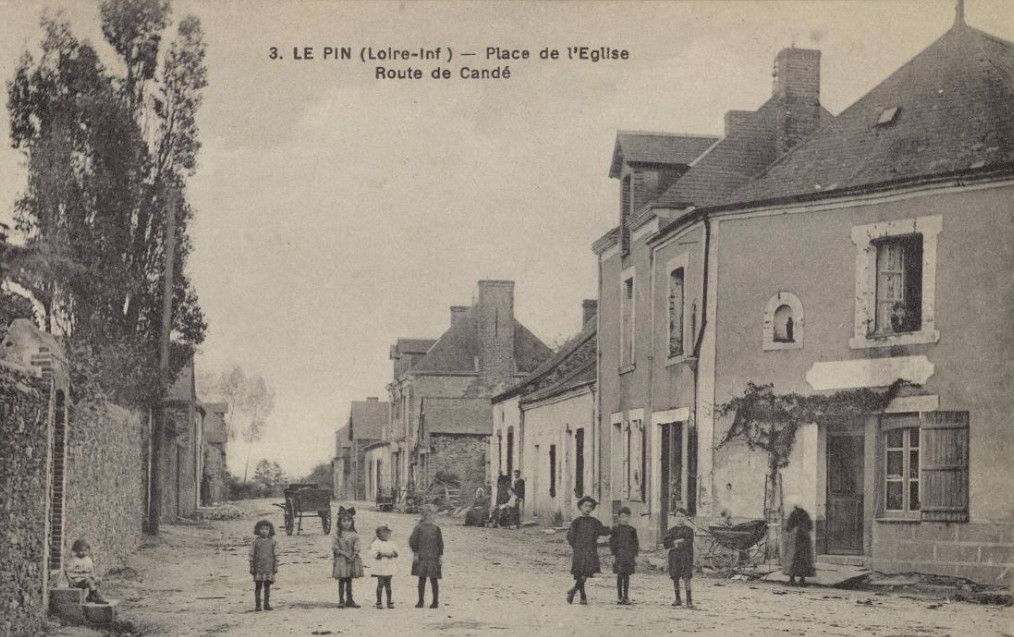
La route de Candé dans le bourg au début du XXe siècle.

Dans les années 1950, les routes de la commune sont empierrées et peu à peu goudronnées. Un service de collecte des ordures et le tout à l'égoût voient le jour en 1966. La foire de la Saint-Lambert disparaît en 1984, année de l'ouverture du Manhattan, discothèque qui remplace les traditionnels bals populaires,. La commune reste très agricole, et si le nombre d'exploitations baisse continuellement, celles-ci ont une surface de plus en plus vaste. Les 118 exploitations de 1970 ont une surface maximale de 30 hectares, soit le double de l'entre-deux-guerres et quatre fois plus qu'en 1900. Néanmoins, le territoire est peu adapté aux techniques agricoles modernes. Les champs sont petits et éparpillés, accessibles grâce à des droits de passage et des chemins anciens. Les communes de la région sont peu à peu remembrées à partir de 1950 afin de simplifier la situation et d'agrandir les parcelles. Au Pin, l'influence conservatrice ralentit les projets de remembrement, et les débats sont houleux. Ces projets sont finalement réalisés à la fin des années 1980.
Le début du XXIe siècle connaît un léger redressement démographique, alors que la Loire-Atlantique dans son ensemble connaît une hausse de population. Le Pin gagne 200 habitants entre 1999 et 2014, soit une hausse de 33 %. La commune conserve cependant sa dominante agricole, et la population active de la commune travaille en majorité à l'extérieur (73 % en 2013).
En 2016, alors que les communes de l'ancien canton de Saint-Mars-la-Jaille réfléchissent sur un projet de fusion pour former une commune nouvelle, l'équipe municipale du Pin s'est prononcée contre le projet. Le Pin ne fait donc pas faire partie de la nouvelle commune, baptisée Vallons-de-l'Erdre et créée au 1er janvier 2018, qui rassemble Bonnœuvre, Maumusson, Saint-Mars-la-Jaille, Saint-Sulpice-des-Landes, Vritz et la commune de Freigné, auparavant située en Maine-et-Loire. Les élus pinois n'ont pas été favorables à la fusion parce qu'ils venaient d'être élus et voulaient mener à bien leurs propres projets, sans s'investir au-delà de la commune.
Quelques dates de l'histoire du Pin.
■ Quelques dates de l'histoire de France et de Bretagne -  ■ Histoire politique du Pin - ■ Histoire architecturale du Pin

## Politique et administration

### Rattachements administratifs et électoraux

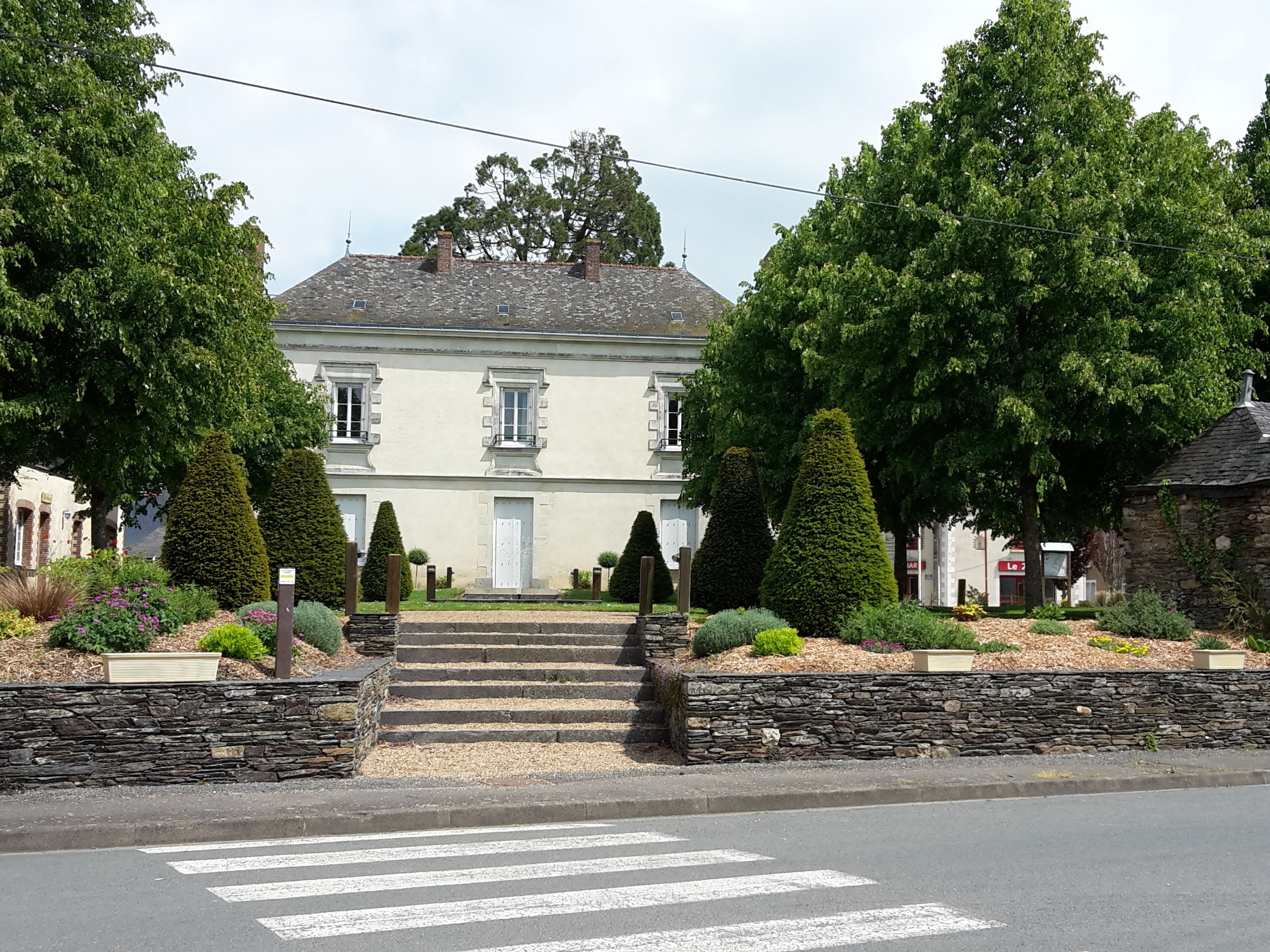
La mairie, installée dans l'ancien presbytère.

Le Pin a initialement fait partie du canton de Vritz en 1793, puis la commune a rejoint le nouveau canton de Saint-Mars-la-Jaille en 1801. Le redécoupage cantonal de 2014 a fait disparaître ce dernier, et Le Pin est désormais l'une des 21 communes qui composent le canton d'Ancenis. Elle est rattachée à l'arrondissement de Châteaubriant-Ancenis depuis 2017 et la suppression de l'arrondissement d'Ancenis. Le Pin fait partie de la sixième circonscription de la Loire-Atlantique.
Le Pin est du ressort des juridictions de Nantes et de la cour d'appel de Rennes.

### Tendances politiques et résultats
L'électorat pinois favorise toujours majoritairement la droite républicaine. Aux élections régionales de 2010, Le Pin a d'ailleurs offert son meilleur score en Loire-Atlantique au candidat de l'UMP Christophe Béchu au premier comme au deuxième tour.

#### Scrutins nationaux les plus récents
À l'élection présidentielle de 2017, les électeurs de la commune ont placé en tête au premier tour François Fillon (LR), qui a obtenu 28,84 % des suffrages, devançant Marine Le Pen (FN) avec 22,56 %, Emmanuel Macron (EM) avec 20 %, et Jean-Luc Mélenchon (FI) avec 14,65 %. Le taux de participation au premier tour s'élevait à 84,06 %. Au second tour, les électeurs ont favorisé Emmanuel Macron (63,79 %) face à Marine Le Pen (36,21 %). Le taux de participation au second tour s'élevait à 78,18 %.
Aux élections législatives de 2017, le candidat d'En Marche ! Yves Daniel arrive en tête au premier tour avec 37,3 % des voix, devant Michel Hunault (LR) avec 27,78 % et Brigitte Nedelec (FN) avec 14,29 %. Le second tour confirme cette tendance, Yves Daniel devançant Michel Hunault (53,95 % contre 46,15 %) et étant élu avec 61,79 % des voix sur l'ensemble de la circonscription.

#### Élection municipale la plus récente
Comme pour toutes les communes françaises comptant entre 500 et 1 500 habitants, le conseil municipal est constitué de quinze membres en 2014.
Lors de l'élection municipale de 2014, les quinze conseillers ont été élus au premier tour, avec un taux de participation de 72,87 %.

### Liste des maires
| Période                                  | Période | Identité              | Étiquette | Qualité |
| ---------------------------------------- | ------- | --------------------- | --------- | ------- |
| 1791                                     | 1801    | Nicolas Moutel        |           |         |
| 1801                                     | 1801    | François Lodé         |           |         |
| 1801                                     | 1831    | même maire que Le Pin |           |         |
| Les données manquantes sont à compléter. |         |                       |           |         |

| Période                                  | Période  | Identité                        | Étiquette | Qualité |
| ---------------------------------------- | -------- | ------------------------------- | --------- | ------- |
| 1791                                     | 1812     | Jean Tessier                    |           |         |
| 1812                                     | 1858     | Jean René Derouet               |           |         |
| 1860                                     | 1870     | Jean Baptiste Mathurin Fourrier |           |         |
| 1870                                     | 1888     | René Marin (père)               |           |         |
| 1888                                     | 1908     | René Marin (fils)               |           |         |
| 1908                                     | 1914     | René Marin (petit-fils)         |           |         |
| 1919                                     | 1947     | Mathurin Marin                  |           |         |
| 1947                                     | 1953     | Louis Barbier                   |           |         |
| 1953                                     | 1977     | Julien Bazile                   |           |         |
| 1977                                     | 1995     | Alexis Le Bihan                 | DVG       |         |
| 1995                                     | 2014     | André Hamon                     |           |         |
| 2014                                     | En cours | Maxime Poupart                  |           |         |
| Les données manquantes sont à compléter. |          |                                 |           |         |

### Intercommunalité
Le Pin est membre de la communauté de communes du pays d'Ancenis (COMPA), qui est constituée de vingt-neuf communes regroupées autour d'Ancenis et qui correspondent à l'ancien arrondissement d'Ancenis. La commune est représentée au conseil intercommunal par le maire et deux élus communautaires. La communauté de communes a été créée en 1999-2000 mais les communes qui en font partie étaient déjà unies depuis 1977 au sein d'un établissement public de coopération intercommunale, puis d'un syndicat mixte et d'un district. La COMPA agit dans de nombreux domaines, dont le développement économique, le transport, l'aménagement du territoire, le logement, la protection de l'environnement, la culture, etc.
Le Pin fait également partie du Syndicat intercommunal à vocation multiple de Saint-Mars-la-Jaille, qui regroupe les communes de l'ancien canton de Saint-Mars-la-Jaille. Ce SIVOM apporte un soutien aux associations du territoire et propose des animations pour la jeunesse et gère des équipements pour personnes handicapées. La commune est enfin membre du Syndicat intercommunal d'alimentation en eau potable d'Ancenis (SIAEP) et du Syndicat départemental d'énergie de Loire-Atlantique (SYDELA) qui organise la distribution d'électricité et de gaz.

### Politique environnementale
La communauté de communes du pays d'Ancenis est responsable de l'assainissement des eaux usées et du traitement des déchets ménagers. Le Pin possède une station d'épuration par lagunage naturel, située à la Perrinais près du Mandit et ouverte en 1988. Elle a une capacité de 600 EH (équivalent-habitant). Le service d'eau est alimenté par un captage situé à Saint-Sulpice-des-Landes, dans un aquifère contenu dans du calcaire coquiller tertiaire.
La déchèterie la plus proche des celle des Riantières à Saint-Mars-la-Jaille. La collecte des ordures ménagères se fait en porte à porte au moyen de bacs à puce électronique tandis que les déchets recyclables sont également collectés en porte à porte, en sac jaune. Ces deux types de déchets peuvent également être déposés en apport volontaire, tout comme le verre et le papier.

### Finances locales
Le tableau ci-dessous présente l'évolution de la capacité d'autofinancement, un des indicateurs des finances locales du Pin, sur une période de dix ans :
|                      | 2006 | 2007 | 2008 | 2009 | 2010 | 2011 | 2012 | 2013 | 2014 | 2015 |
| -------------------- | ---- | ---- | ---- | ---- | ---- | ---- | ---- | ---- | ---- | ---- |
| Le Pin               | 116  | 128  | 126  | 95   | 93   | 73   | 114  | 56   | 152  | 146  |
| Moyenne de la strate | 151  | 152  | 151  | 147  | 150  | 168  | 168  | 156  | 149  | 149  |

| ■ CAF du Pin ■ CAF moyenne de la strate |

Au cours des dix dernières années, la capacité d'autofinancement de la commune est toujours positive. Elle reste néanmoins en dessous de la valeur moyenne de la strate des communes comparables avant de s'en rapprocher fortement en 2014 et 2015. Le fonds de roulement reste positif sur toute la période considérée ; il en est de même du résultat comptable, cependant en dessous de la moyenne de la strate, sauf pour 2014 et 2015,.

## Population et société

### Démographie

#### Évolution démographique

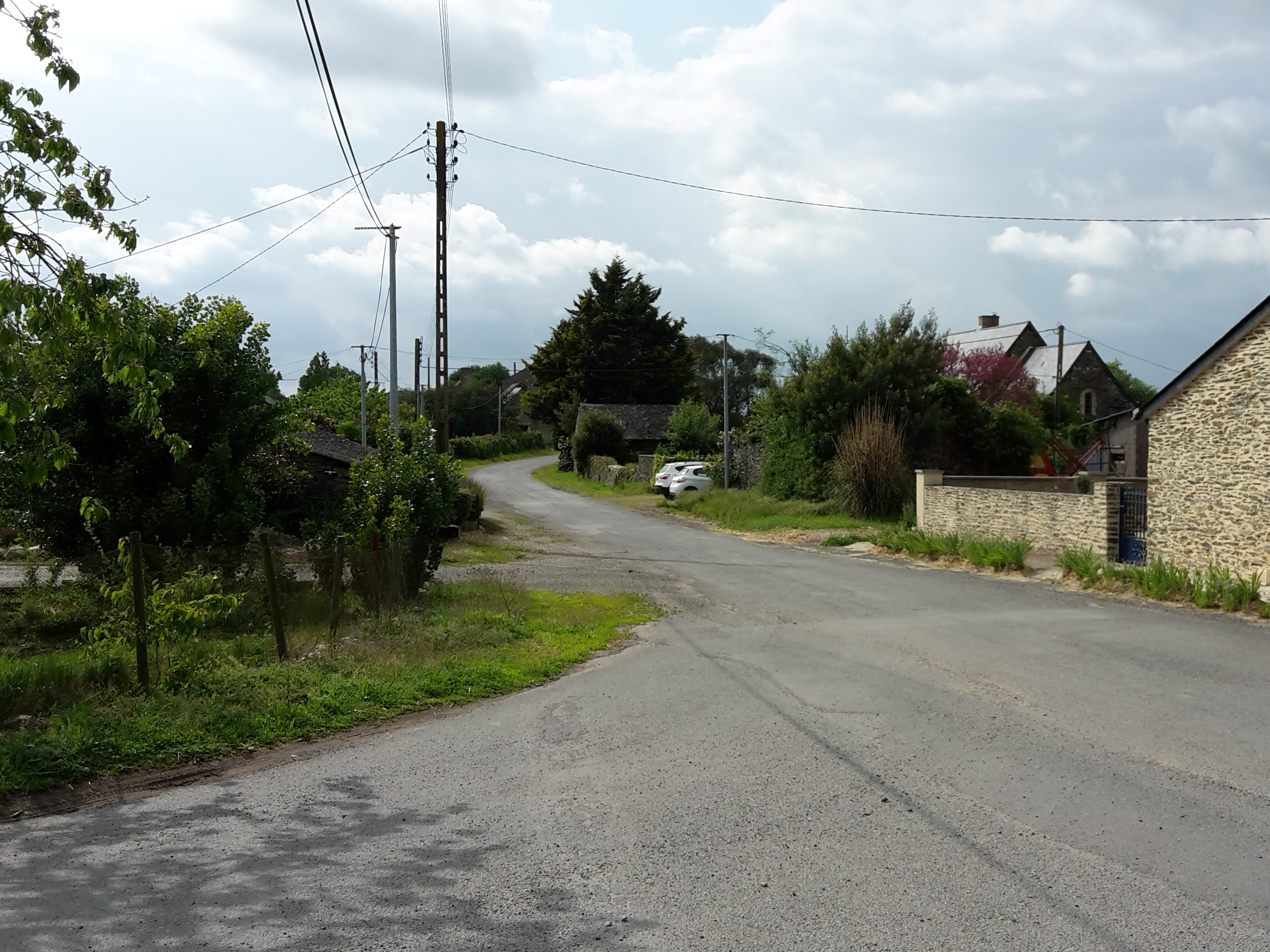
Le vieux village de Rochementru.

Avant la mise en place des recensements à partir de la Révolution française, la population des paroisses du Pin et de Rochementru peut être estimée en étudiant les registres paroissiaux qui consignent les naissances, mariages et décès. Les registres conservés les plus anciens remontent à 1529 pour Rochementru et 1559 pour Le Pin. La population des deux paroisses peut être estimée à environ 750 habitants en 1566, 850 en 1601, 1 070 en 1651, 1 200 en 1701 et 1 100 en 1751.
Les deux paroisses sont devenues deux communes différentes à la Révolution, avant d'être réunies en 1831. Les données des tableaux ci-dessous concernent la commune du Pin seule avant 1831, et les deux communes fusionnées après 1831. En 1793, date du premier recensement, Rochementru comptait 103 habitants, en 1800, 120, en 1806, 200, en 1821, 212, en 1831, 211. Le rattachement de Rochementru au Pin en 1831 explique la croissance démographique du Pin entre les recensements de 1831 et 1836, lorsque la population passe de 884  à   1 115 habitants. La croissance démographique au Pin fut soutenue pendant presque tout le XIXe siècle, mais après un pic en 1891, elle connaît l'exode rural et une baisse inexorable de population jusqu'au début du XXIe siècle. La commune connaît alors une nouvelle croissance de la population, due à un solde migratoire devenu positif, et à un solde naturel plus élevé. Le taux de natalité de la commune entre 1968 et 1975 (20,5 ‰) était supérieur à la moyenne nationale (16,9 ‰) et départementale (18,6 ‰), mais il a ensuite descendu jusqu'à 12 ‰ pour la période 1990-1999, se rapprochant des moyennes nationale (12,9 ‰) et départementale (12,8 ‰) pour la même période. Alors que ces mêmes moyennes ont stagné, le taux du Pin est ensuite monté au-delà de 17 ‰ pour la période 1999-2013. Entre 1968 et 2013, le taux de mortalité a quant à lui baissé de la même façon qu'aux niveaux départemental et national, pour atteindre 6,5 ‰ pour la période 2008 à 2013 (France : 8,5 ‰, Loire-Atlantique : 7,8 ‰).
L'évolution du nombre d'habitants est connue à travers les recensements de la population effectués dans la commune depuis 1793. Pour les communes de moins de 10 000 habitants, une enquête de recensement portant sur toute la population est réalisée tous les cinq ans, les populations de référence des années intermédiaires étant quant à elles estimées par interpolation ou extrapolation. Pour la commune, le premier recensement exhaustif entrant dans le cadre du nouveau dispositif a été réalisé en 2007.

En 2022, la commune comptait 829 habitants, en évolution de +7,66 % par rapport à 2016 (Loire-Atlantique : +6,68 %, France hors Mayotte : +2,11 %).
| 1793 | 1800 | 1806 | 1821 | 1831 | 1836  | 1841  | 1846  | 1851  |
| ---- | ---- | ---- | ---- | ---- | ----- | ----- | ----- | ----- |
| 757  | 727  | 824  | 866  | 884  | 1 115 | 1 069 | 1 073 | 1 180 |

| 1856  | 1861  | 1866  | 1872  | 1876  | 1881  | 1886  | 1891  | 1896  |
| ----- | ----- | ----- | ----- | ----- | ----- | ----- | ----- | ----- |
| 1 247 | 1 313 | 1 362 | 1 435 | 1 456 | 1 433 | 1 457 | 1 380 | 1 350 |

| 1901  | 1906  | 1911  | 1921  | 1926  | 1931  | 1936 | 1946 | 1954 |
| ----- | ----- | ----- | ----- | ----- | ----- | ---- | ---- | ---- |
| 1 345 | 1 273 | 1 211 | 1 107 | 1 028 | 1 016 | 953  | 916  | 852  |

| 1962 | 1968 | 1975 | 1982 | 1990 | 1999 | 2006 | 2007 | 2012 |
| ---- | ---- | ---- | ---- | ---- | ---- | ---- | ---- | ---- |
| 816  | 752  | 698  | 680  | 602  | 602  | 681  | 692  | 792  |

| 2017 | 2022 | - | - | - | - | - | - | - |
| ---- | ---- | - | - | - | - | - | - | - |
| 754  | 829  | - | - | - | - | - | - | - |

|                                           | 1968 - 1975 | 1975 - 1982 | 1982 - 1990 | 1990 - 1999 | 1999 - 2008 | 2008 - 2013 |
| ----------------------------------------- | ----------- | ----------- | ----------- | ----------- | ----------- | ----------- |
| Taux de variation annuel de la population | - 1,1 %     | - 0,4 %     | - 1,5 %     | + 0,0 %     | + 1,7 %     | + 2,7 %     |
| Solde naturel                             | + 0,6 %     | + 0,3 %     | - 0,1 %     | + 0,1 %     | + 1,0 %     | + 1,0 %     |
| Solde migratoire                          | - 1,7 %     | - 0,7 %     | - 1,5 %     | - 0,1 %     | + 0,7 %     | + 1,6 %     |

#### Pyramide des âges
La population de la commune est relativement jeune.
En 2018, le taux de personnes d'un âge inférieur à 30 ans s'élève à 35,9 %, soit en dessous de la moyenne départementale (37,3 %). À l'inverse, le taux de personnes d'âge supérieur à 60 ans est de 22,8 % la même année, alors qu'il est de 23,8 % au niveau départemental.
En 2018, la commune comptait 388 hommes pour 365 femmes, soit un taux de 51,53 % d'hommes, largement supérieur au taux départemental (48,58 %).
Les pyramides des âges de la commune et du département s'établissent comme suit.
| Hommes | Classe d’âge | Femmes |
| ------ | ------------ | ------ |
| 0,8    | 90 ou +      | 0,8    |
| 6,5    | 75-89 ans    | 8,4    |
| 15,0   | 60-74 ans    | 14,1   |
| 21,7   | 45-59 ans    | 21,2   |
| 20,8   | 30-44 ans    | 18,8   |
| 14,8   | 15-29 ans    | 14,2   |
| 20,3   | 0-14 ans     | 22,5   |

| Hommes | Classe d’âge | Femmes |
| ------ | ------------ | ------ |
| 0,6    | 90 ou +      | 1,8    |
| 6      | 75-89 ans    | 8,6    |
| 15,1   | 60-74 ans    | 16,4   |
| 19,4   | 45-59 ans    | 18,8   |
| 20,1   | 30-44 ans    | 19,3   |
| 19,2   | 15-29 ans    | 17,4   |
| 19,5   | 0-14 ans     | 17,6   |

### Enseignement
Le Pin dépend de l'académie de Nantes. La commune compte une école, l'école primaire privée Saint-Joseph. Cette école catholique sous contrat compte environ 80 élèves, répartis entre deux classes de maternelle et deux classes élémentaires. Des écoles publiques se trouvent à Vritz et Saint-Mars-la-Jaille. Le collège le proche se trouve à Saint-Mars-la-Jaille, et les lycées se situent à Châteaubriant.

### Vie culturelle et sportive
Le Pin possède une petite bibliothèque, qui fait partie du réseau Biblio'fil de la communauté de communes du pays d'Ancenis et ouverte quelques matinées par mois. La commune comprend deux salles des fêtes, la salle paroissiale de la Providence, et la salle polyvalente municipale. La commune possède également un stade de football, le stade des Abbayes, et l'étang communal de la Bécassière qui permet la pratique de la pêche. Elle a également aménagé une aire de pique-nique à la Fontaine Cantraie, en dehors du bourg. Trois itinéraires pédestres ont été balisés par la commune : le circuit de l'Ermitage (7 km) dans les landes de Rochementru, le circuit du Bois du Domaine (3,5 km) autour de ce petit domaine forestier privé, et celui de la Fontaine Cantrais (5,4 km), qui fait une boucle à l'ouest du bourg,.
Le Pin partage un club de football avec Vritz, le Football-club Le Pin Vritz (FC LPV), qui comptait 125 licenciés et licenciées en 2016. La vie sportive et culturelle de la commune est animée par le Comité des fêtes, qui organise chaque année un salon « Saveur et plaisirs locaux » qui met en avant les entreprises gastronomiques locales, une chasse aux œufs à Pâques, un rallye à vélo, une course à pied d'obstacles, les Foulées FraPinDingues, ainsi qu'une compétition appelée Pin'tathlon, qui comprend des jeux de pétanque et de palets bretons.

### Santé
Il n'y a pas de médecin ni d'infirmier au Pin, les plus proches sont situés à Saint-Mars-la-Jaille. Des centres hospitaliers sont installés à Ancenis et Châteaubriant.

### Culte
Le Pin fait partie de la paroisse catholique « Nouvelle Alliance Hauts de l'Erdre » dont le territoire couvre ceux de huit autres communes, autour de Saint-Mars-la-Jaille et de Riaillé. Cette paroisse fait partie de la zone pastorale Erdre et Loire, l'une des douze que comprend le diocèse de Nantes. La messe est célébrée en l'église Saint-Lambert le dernier dimanche de chaque mois sauf en été.

### Médias
La commune édite un bulletin mensuel d'informations. La commune est couverte par France 3 Pays de la Loire, par l'édition locale Châteaubriant-Ancenis du journal quotidien Ouest-France, et par l'hebdomadaire L'Éclaireur de Châteaubriant.

## Économie

### Revenus et fiscalité
En 2011, le revenu fiscal médian par ménage était de 26 124 €, ce qui plaçait alors Le Pin au 22 918e rang parmi les 31 886 communes de plus de 49 ménages en métropole. En 2013, le revenu disponible par ménage était de 17 839 € dans la commune contre une moyenne de 20 797 € au niveau départemental.

### Emploi
Les deux tableaux ci-dessous présentent les chiffres-clés de l'emploi au Pin et leur évolution de 2008 à 2013, :
|                               | Le Pin 2008 | Le Pin 2013 | Évolution |
| ----------------------------- | ----------- | ----------- | --------- |
| Population de 15 à 64 ans     | 433         | 498         | + 13 %    |
| Actifs (en %)                 | 76,8        | 73,7        | - 4,2 %   |
| dont :                        |             |             |           |
| Actifs ayant un emploi (en %) | 71,0        | 65,6        | - 8,2 %   |
| Chômeurs (en %)               | 5,9         | 8,1         | + 27,1 %  |

|                                      | Le Pin 2008 | Le Pin 2013 | Évolution |
| ------------------------------------ | ----------- | ----------- | --------- |
| Nombre d'emplois dans la zone        | 111         | 126         | + 11,9 %  |
| Indicateur de concentration d'emploi | 36,2        | 38,4        | + 6 %     |

Entre 2008 et 2013, la population du Pin âgée de 15 à 64 ans a augmenté, mais son taux d'activité et son taux de chômage (selon la définition de l'Insee) ont augmenté. Néanmoins, sur la même période, le nombre d'emplois dans la commune a augmenté, entraînant une hausse de l'indicateur de concentration d'emploi. En 2013, 38,4 % des actifs du Pin travaillent sur place ; les autres actifs pourvus d'un emploi et résidant au Pin travaillent à l'extérieur de la commune, sans plus de précision dans les données de l'Insee.

### Tissu économique
Le tableau ci-dessous détaille le nombre d'entreprises implantées en 2014 au Pin selon leur secteur d'activité et le nombre de leurs salariés, :
|                                                              | Total | %    | 0 salarié | 1 à 9 salariés | 10 à 19 salariés | 20 salariés ou plus |
| ------------------------------------------------------------ | ----- | ---- | --------- | -------------- | ---------------- | ------------------- |
| Ensemble                                                     | 72    | 100  | 59        | 12             | 1                | 0                   |
| Agriculture, sylviculture et pêche                           | 20    | 27,8 | 18        | 2              | 0                | 0                   |
| Industrie                                                    | 7     | 9,7  | 4         | 2              | 1                | 0                   |
| Construction                                                 | 5     | 6,9  | 4         | 1              | 0                | 0                   |
| Commerce, transports, services divers                        | 39    | 47,2 | 30        | 4              | 0                | 0                   |
| dont commerce et réparation automobile                       | 11    | 15,3 | 9         | 2              | 0                | 0                   |
| Administration publique, enseignement, santé, action sociale | 6     | 8,3  | 3         | 3              | 0                | 0                   |
| Champ : ensemble des activités.                              |       |      |           |                |                  |                     |

En 2014, une seule entreprise du Pin comptait plus de dix salariés, tandis que 12 en avaient moins de dix, et 59 aucun. En 2015, six nouvelles entreprises sont créées, une dans le domaine de la construction, trois dans celui du commerce, du transport, de l'hébergement et de la restauration et deux dans le domaine des services aux entreprises. En nombre d'entreprises, l'économie du Pin est majoritairement tournée vers la « sphère productive » avec 58,3 % des établissements contre 41,7 % pour la « sphère présentielle ». Pour ce qui est des emplois concernés, le rapport est inversé puisque la sphère présentielle concentre 53,2 % des salariés travaillant sur la commune.

#### Agriculture

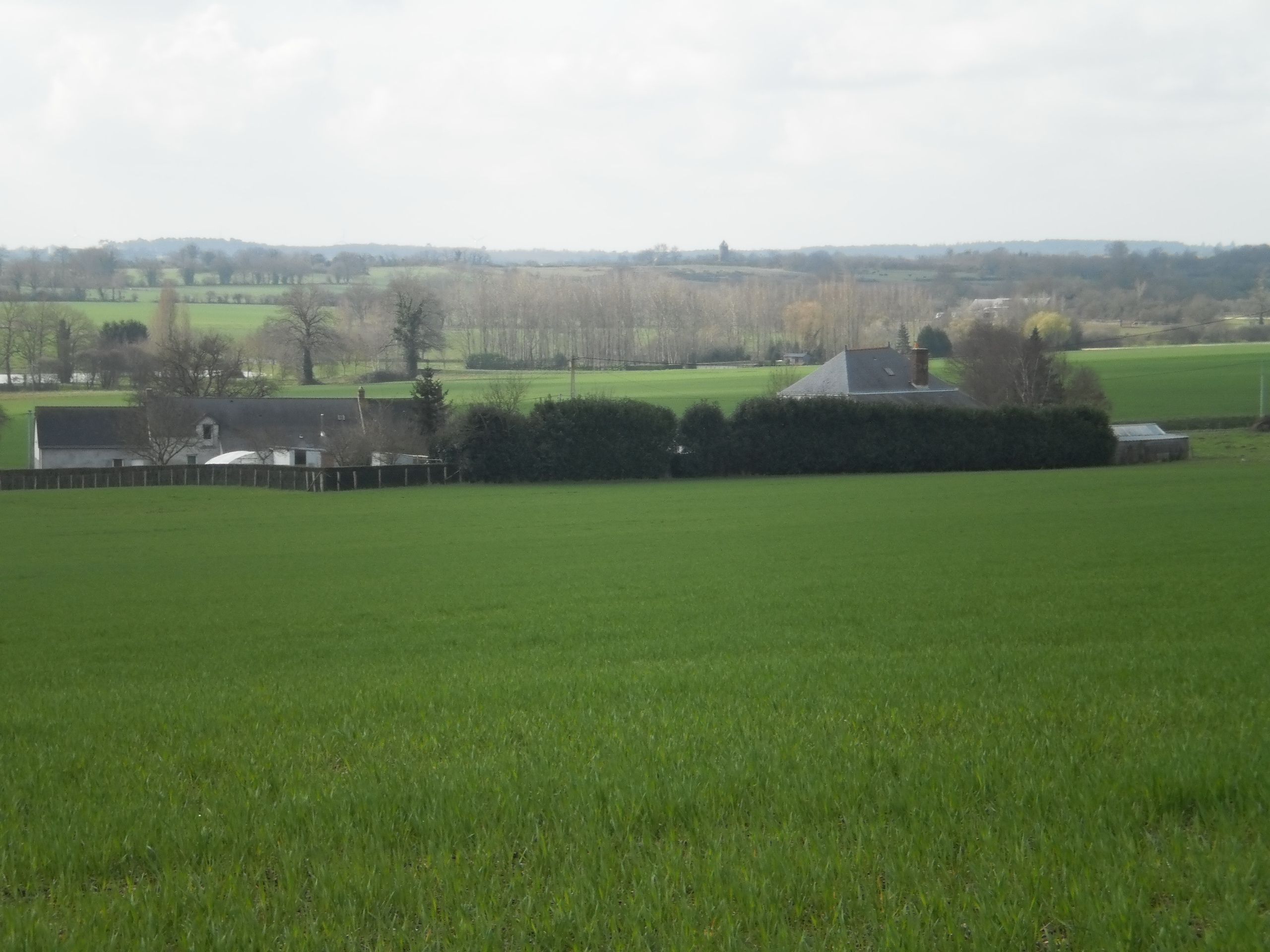
Paysage agricole au Pin.

Sur la période 1988-2010, le nombre d'exploitations a diminué de moitié, mais dans le même intervalle la superficie moyenne des exploitations a doublé. En 2017, la commune comprend une vingtaine d'exploitations, en grande majorité individuelles, en dehors de trois groupements agricole d'exploitation en commun (GAEC). Le secteur produit peu d'emplois, seulement une trentaine en temps plein, en incluant les exploitants, les conjoints et salariés. L'élevage bovin allaitant et la production laitière dominent, mais la commune comprend aussi de l'élevage hors-sol de veau de boucherie, et de dinde, canard et poulet. Un petit haras se trouve également sur la commune. Le Pin fait partie des communes couvertes par l'appellation d'origine protégée maine-anjou concernant une viande produite à partir de la race bovine rouge des prés.
Le tableau ci-dessous présente les principales caractéristiques des exploitations agricoles du Pin, observées sur une période de 22 ans, :
|                                            | 1988  | 2000  | 2010  |
| ------------------------------------------ | ----- | ----- | ----- |
| Nombre d’exploitations                     | 72    | 38    | 35    |
| Équivalent Unité de travail annuel         | 134   | 44    | 37    |
| Surface agricole utile (SAU) (ha)          | 1 983 | 1 732 | 1 848 |
| Cheptel (nombre de têtes)                  | 6 172 | 3 478 | 3 480 |
| Terres labourables (ha)                    | 1 241 | 1 404 | 1 566 |
| Cultures permanentes (ha)                  | 1     | 0     | 0     |
| Surfaces toujours en herbe (ha)            | 736   | 328   | 282   |
| Superficie moyenne d’une exploitation (ha) | 27,5  | 45,5  | 52,8  |

#### Industrie et bâtiment
Sur les 80 structures entrepreunariales répertoriées par Kompass et implantées sur le territoire communal en 2014,, 6 appartiennent alors aux filières de la construction, du bâtiment, de l'habitat et du bois et une aux filières de la métallurgie, mécanique et sous-traitance.

#### Commerces et services
Peu de commerces ou de services de proximité se sont maintenus au Pin, en dehors d'une épicerie-bar et d'une agence postale.

#### Tourisme et hébergement
Le Pin ne dispose pas d'hôtel ni de camping. Cependant Le Pin comprend un village de chalets de vacances à la Sardière, destiné aux séminaires, réceptions et séjours adaptés pour personnes handicapées.

## Culture locale et patrimoine

### Lieux et monuments

#### Village du Pin

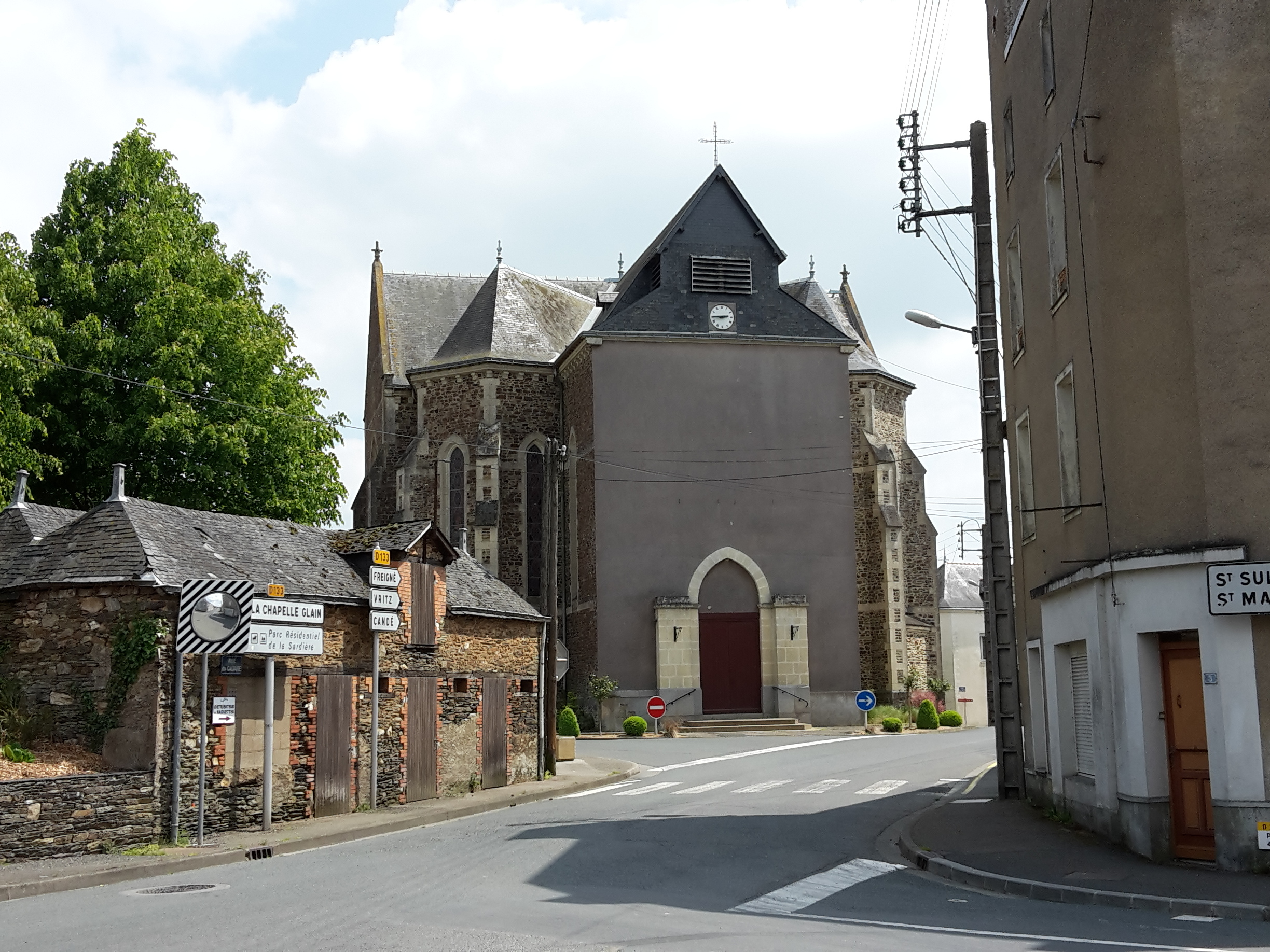
L'église Saint-Lambert et sa façade tronquée.

L'église paroissiale est dédiée à Lambert de Maastricht. Sa fondation remonte au XIe siècle, époque à laquelle des moines angevins ont fondé le prieuré du Pin. L'église d'origine a été incendiée par des Royalistes en 1794, et elle n'a ensuite été reconstruite qu'en 1827. L'édifice, de dimensions réduites, avait un plan très simple en croix latine, avec une nef terminée par un chœur circulaire et deux bras de transept, et un clocher couvert d'ardoises.
Cette église est jugée trop petite et sans valeur architecturale, et elle est détruite en 1902 pour faire place à l'édifice actuel, terminé en 1905. À la différence de l'église précédente, cet édifice affiche une certaine opulence, notamment dans les colonnes en marbre de Chantenay et dans les culs-de-lampe du chœur, qui représentent chacun un visage différent. Le premier à gauche représenterait le curé de l'époque, Louis Maillard. Néanmoins, le budget était limité, et le clocher n'a jamais pu être construit, laissant à l'église une façade tronquée et simplifiée. L'architecte est François Bougoüin. L'église possède deux cloches, l'une achetée en 1848 et l'autre en 1858 : celle-ci est baptisée « Alexandrine Marcelline » en hommage à ses parrains le marquis Alexandre Robineau de Rochequairie et la comtesse Marcelline de Rochequairie. L'horloge de l'église provient du beffroi de l'église Sainte-Croix de Nantes. Trois objets conservés dans l'église sont protégés au titre des Monuments historiques : une bannière de procession dédiée à Saint Lambert et la Vierge, une chasuble et un tabernacle ; ils datent du XIXe siècle,,
.
Le curé Louis Maillard, responsable de la construction de l'église, a aussi fait construire le calvaire monumental en 1892, situé sur le champ de foire. Il remplace une croix érigée en 1849, où la grande mission de 1853, avec 1 400 communions, s'était achevée. Une autre mission est organisée en 1934. Le calvaire repose sur de gros blocs de quartz dont certains proviennent de l'alignement mégalithique de Bennefraye à Freigné.

#### Village de Rochementru

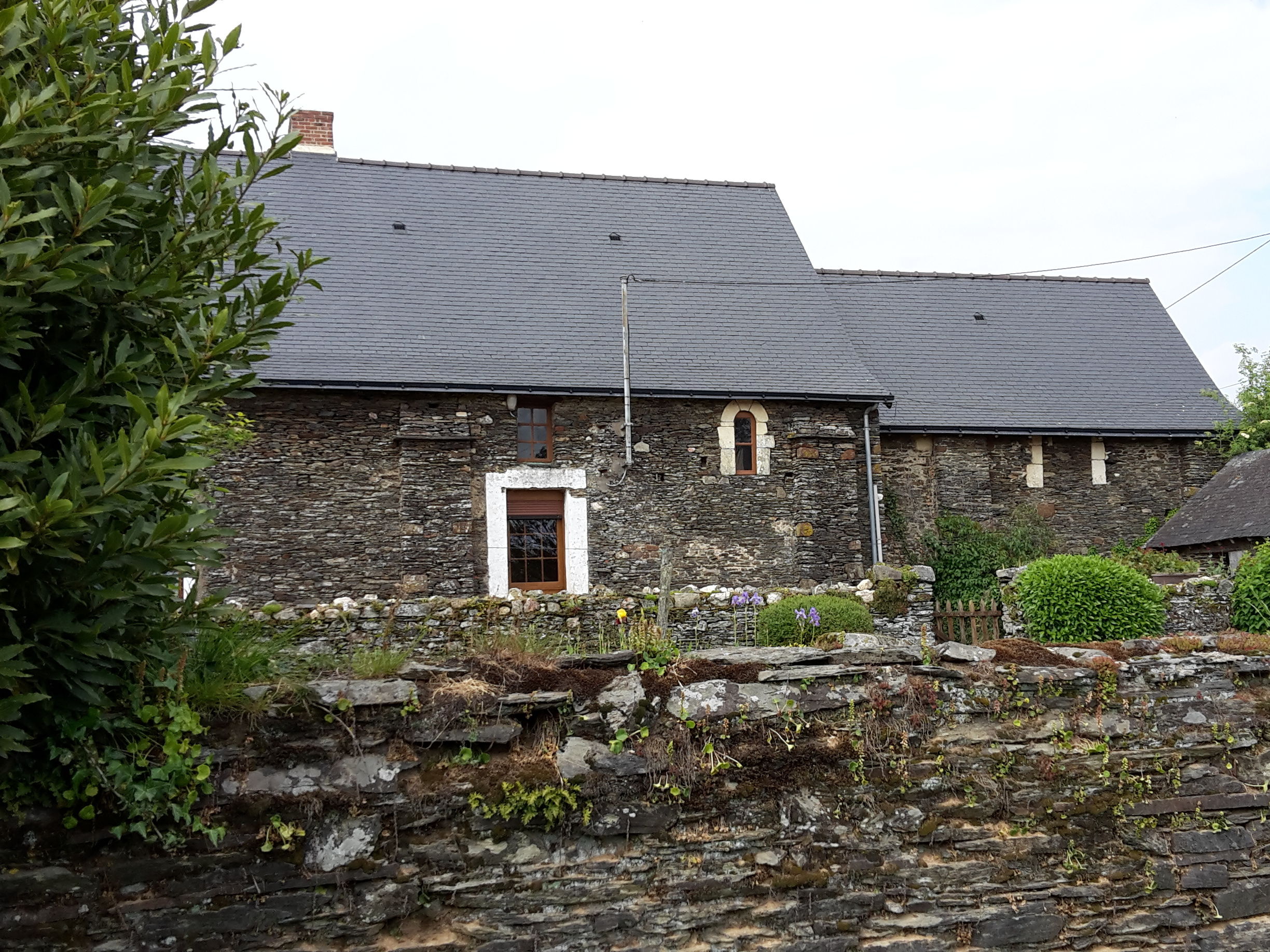
Détail de l'ancienne église Sainte-Madeleine de Rochementru.

L'ancienne église Sainte-Madeleine de Rochementru, bâtie du XIIe au XIXe siècle, sert d'habitation depuis 1791. Elle est construite en schiste ardoisier et en blocs ferrugineux et suit un plan roman de type angevin. La nef de plan rectangulaire comprend encore deux fenêtres romanes et elle est soutenue par des contreforts. Sur la façade ouest, huit boulins rappellent que le prieur-baron de Rochementru pouvait posséder un colombier, ce qui relevait d'un droit seigneurial. La porte au nord qui donnait accès à la cour du prieuré et au puits est surmontée d'ossements provenant de l'ancien cimetière. La charpente remonte au XVe siècle. L'intérieur a été profondément remanié lorsque l'église a été transformée en maison privée, mais l'intérieur renferme toujours des traces de fresques, remontant probablement au XVe siècle et exécutées en détrempe.
Derrière l'ancienne église de Rochementru, les anciens bâtiments du prieuré forment des logis imposants à un étage. Ils datent du XVe siècle et sont construits avec les mêmes pierres que l'église. Aux entrées du village se trouvent deux croix de chemin anciennes, la Croix de Landes, en schiste, érigée en 1603, et la Croix de Bon Conseil ou Croix de la Madeleine, similaire, datant de 1605. Les deux croix ont été érigées par le vicaire puis prieur-baron de la paroisse de Rochementru, Pierre Pipart.

Quelques monuments du Pin
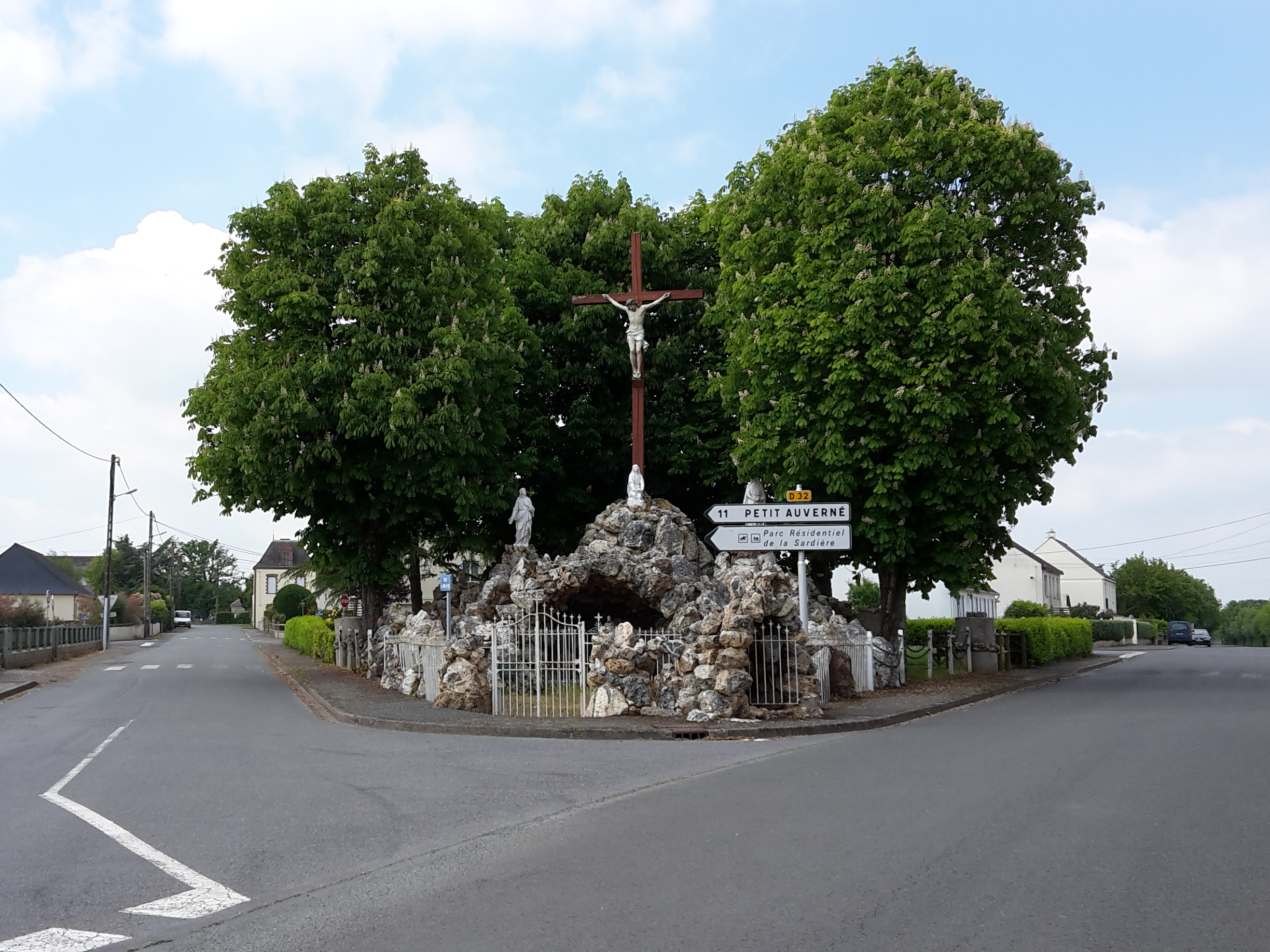
Le calvaire du Champ de foire.
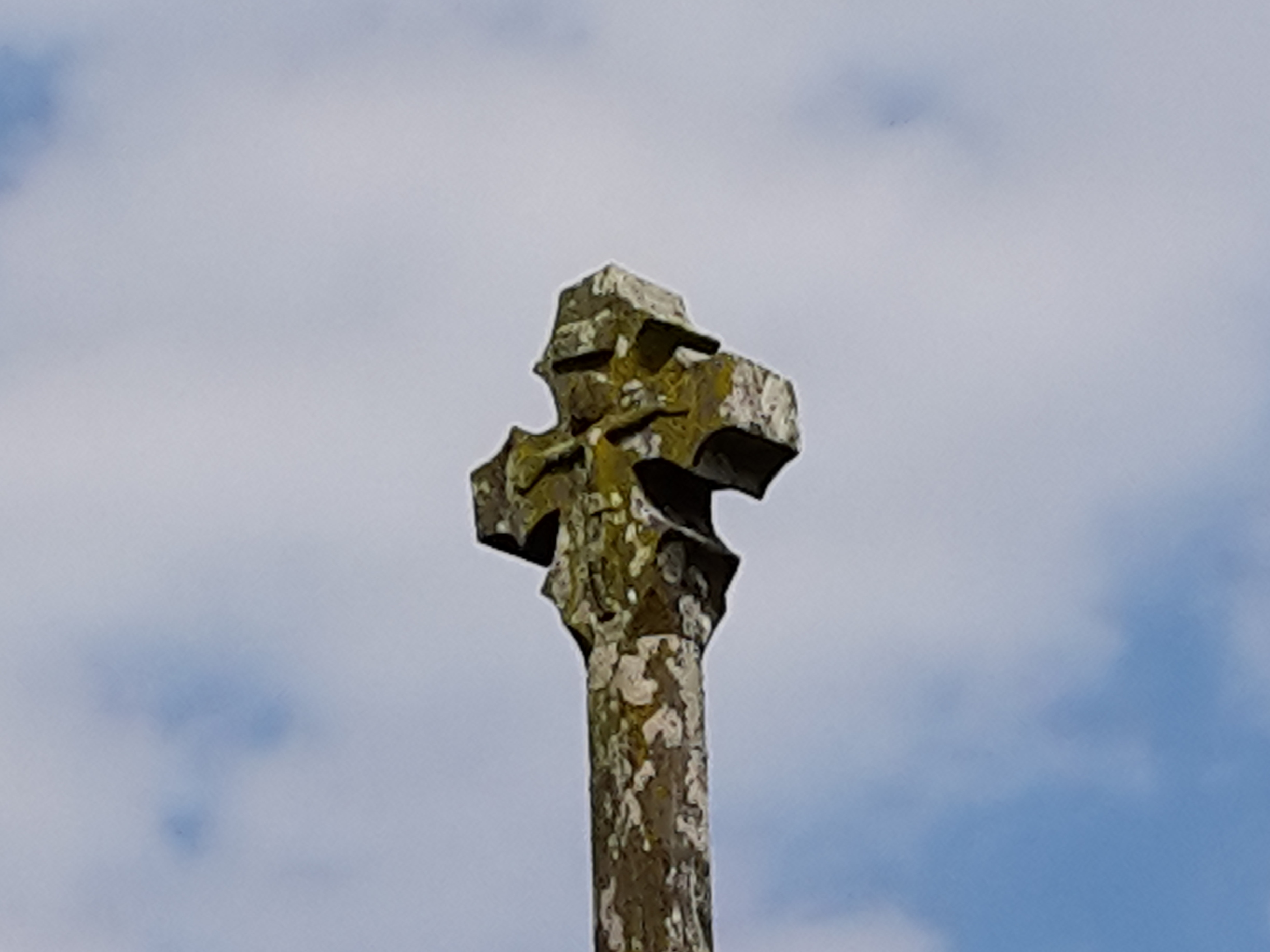
Détail de la Croix de Bon Conseil.
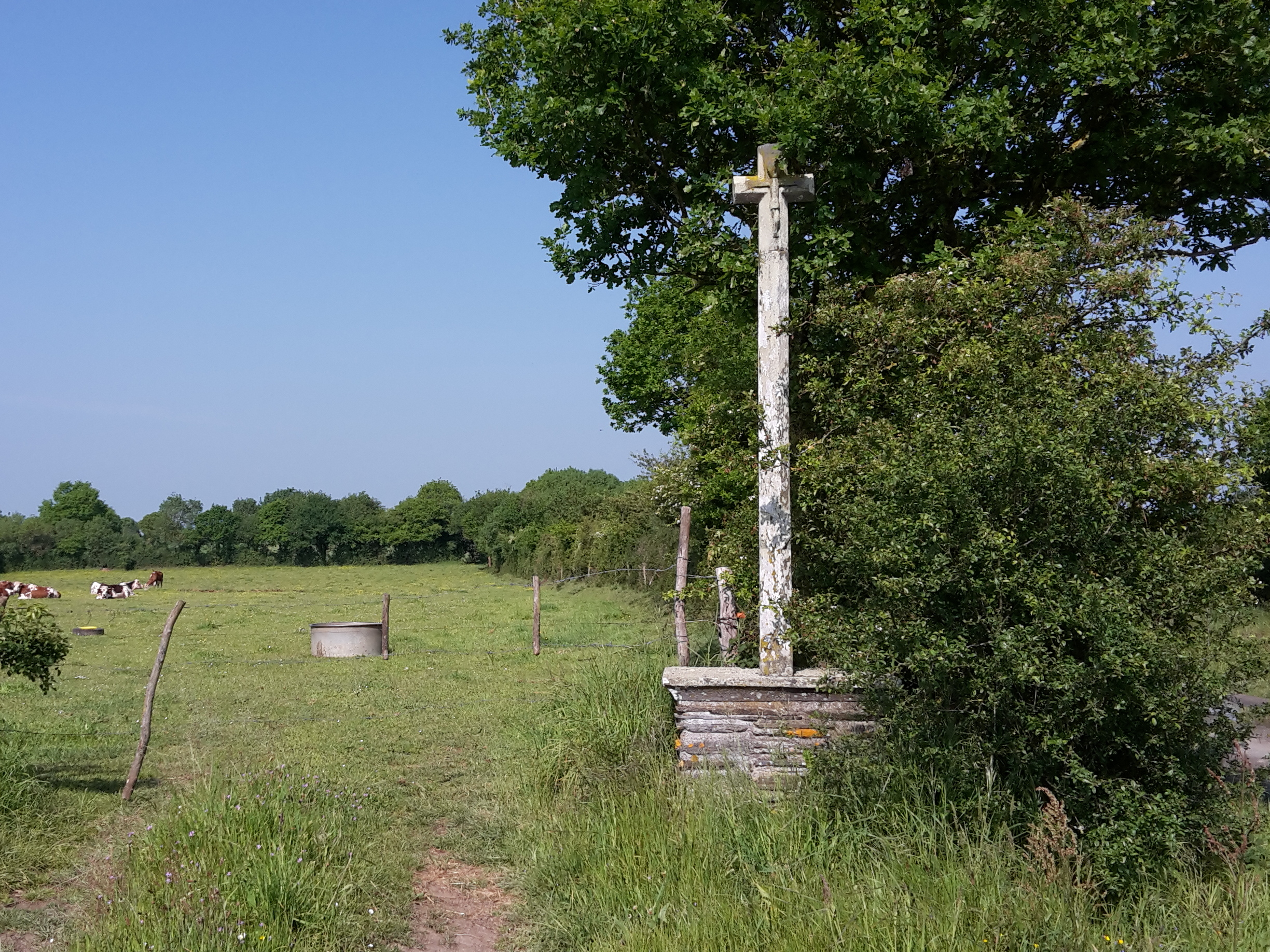
La Croix des Landes.
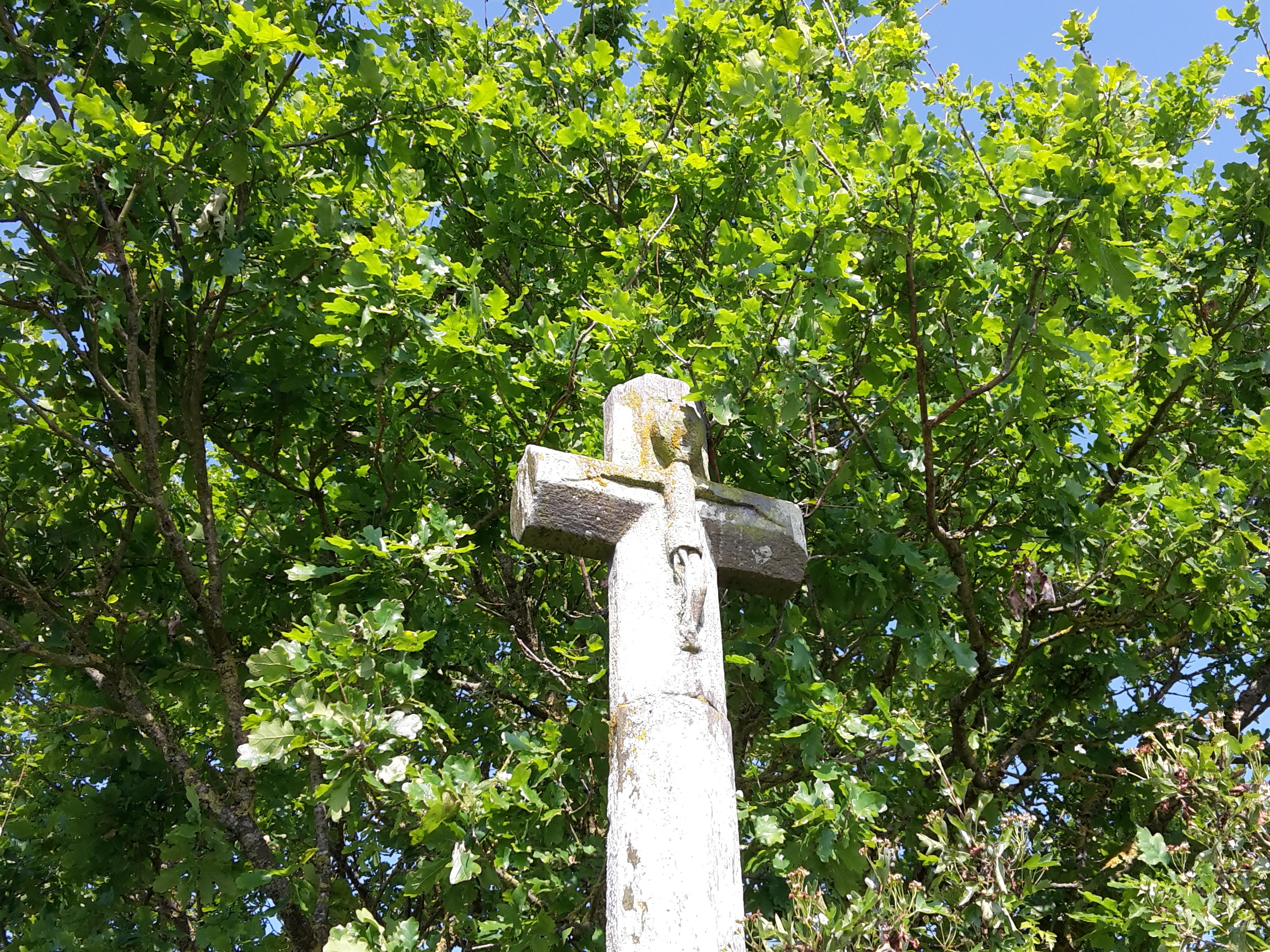
Détail de la Croix des Landes.

### Gallo du Pin
La commune est située dans le domaine des langues d'oïl, et plus particulièrement, dans le domaine du gallo, la langue d'oïl de Bretagne. Appelé couramment « patois », le gallo est resté jusqu'au milieu du XXe siècle la langue majoritaire au Pin. Le gallo parlé au Pin connaît quelques spécificités locales, comme la prononciation en -éw de la graphie « eau », alors que dans d'autres communes autour, elle est prononcée -iaw. Le gallo du Pin possède ses expressions, comme toute ouèille qhi bële përd eune goulëe qui signifie qu'il ne faut pas parler la bouche pleine, ou il a la pire en tord et le jabot de coutë qui caractérise un hypocondriaque, ou encore il a farœ con·m le Bon Dieu de Villepot pour quelqu'un qui disparaît brusquement. Parmi les termes gallo relevés au Pin, quelques-uns sont rarement relevés ailleurs, comme bourichot ou béruchot (roitelet), broquëtte (petite fourche pour les battages), en pen·n (ennuyé, gauche), ëparë (élaguer, éclaircir des plants), giquet (hoquet), pëlot (sans réaction), se recaopir (aller mieux, reprendre vie), ou vlin (serpent).

### Patrimoine naturel
Le territoire de la commune présente partiellement un intérêt écologique reconnu par un classement en zone naturelle d'intérêt écologique, faunistique et floristique (ZNIEFF) de type I et de 2e génération ; ce classement ne s'accompagne d'aucune mesure de protection réglementaire. Le territoire communal du Pin comprend deux ZNIEFF en totalité et une troisième ZNIEFF partiellement.

#### L'étang du Pin

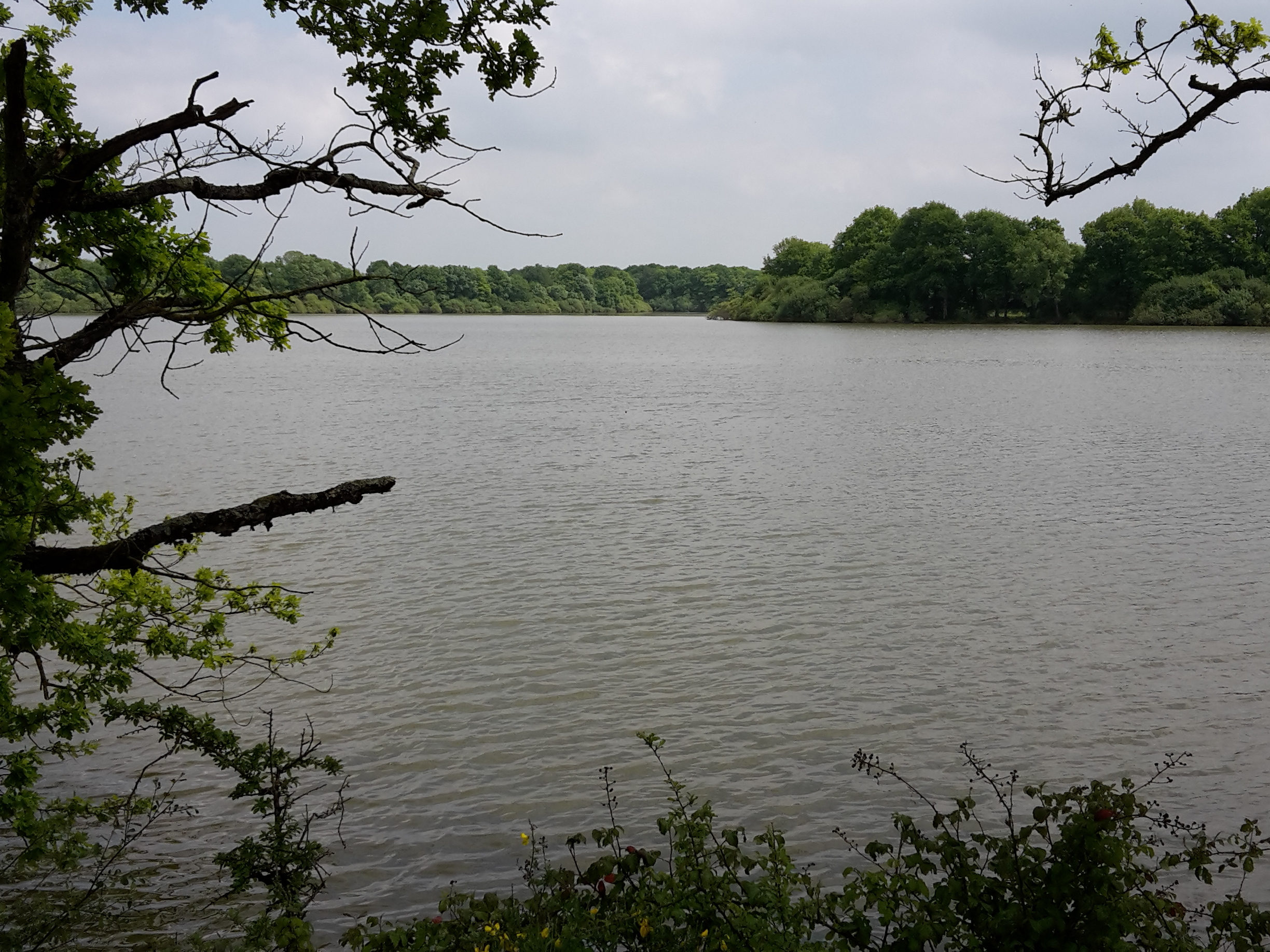
L'étang du Pin.

La zone Étang du Pin est une ZNIEFF de type I. Elle couvre 50 hectares. L'étang du Pin est la plus grande étendue d'eau de la commune, il s'agit d'une propriété privée ouverte à la pêche et à la chasse. Il se trouve au nord du bourg et il a été créé grâce à une chaussée construite sur un ruisseau affluent du Petit Don. L'étang est peu profond et il est entouré par une ceinture d'hélophytes. Les rives sont boisées ou couvertes de lande humide. L'étang du Pin comprend une héronnière et il joue un rôle important de refuge pour les oiseaux migrateurs s'installant dans la région en hiver. C'est l'un des principaux sites en Loire-Atlantique pour la reproduction du fuligule milouin et du fuligule morillon, deux espèces de canard plongeur. Parmi les autres oiseaux présents sur le site, il y a principalement des oiseaux aquatiques ou limicoles, comme la bouscarle de Cetti, le vanneau huppé, le pluvier grand-gravelot, l'aigrette garzette, la foulque macroule ou encore des oiseaux marins de passage comme des goélands et des cormorans, mais aussi des rapaces comme le milan noir. Parmi les espèces végétales déterminantes, on peut y voir la gratiole officinale, l'œillet des Chartreux, la châtaigne d'eau, le flûteau-fausse-renoncule, le géranium Herbe à Robert et le genêt d'Angleterre.

Spécimens de la faune de l'étang du Pin.
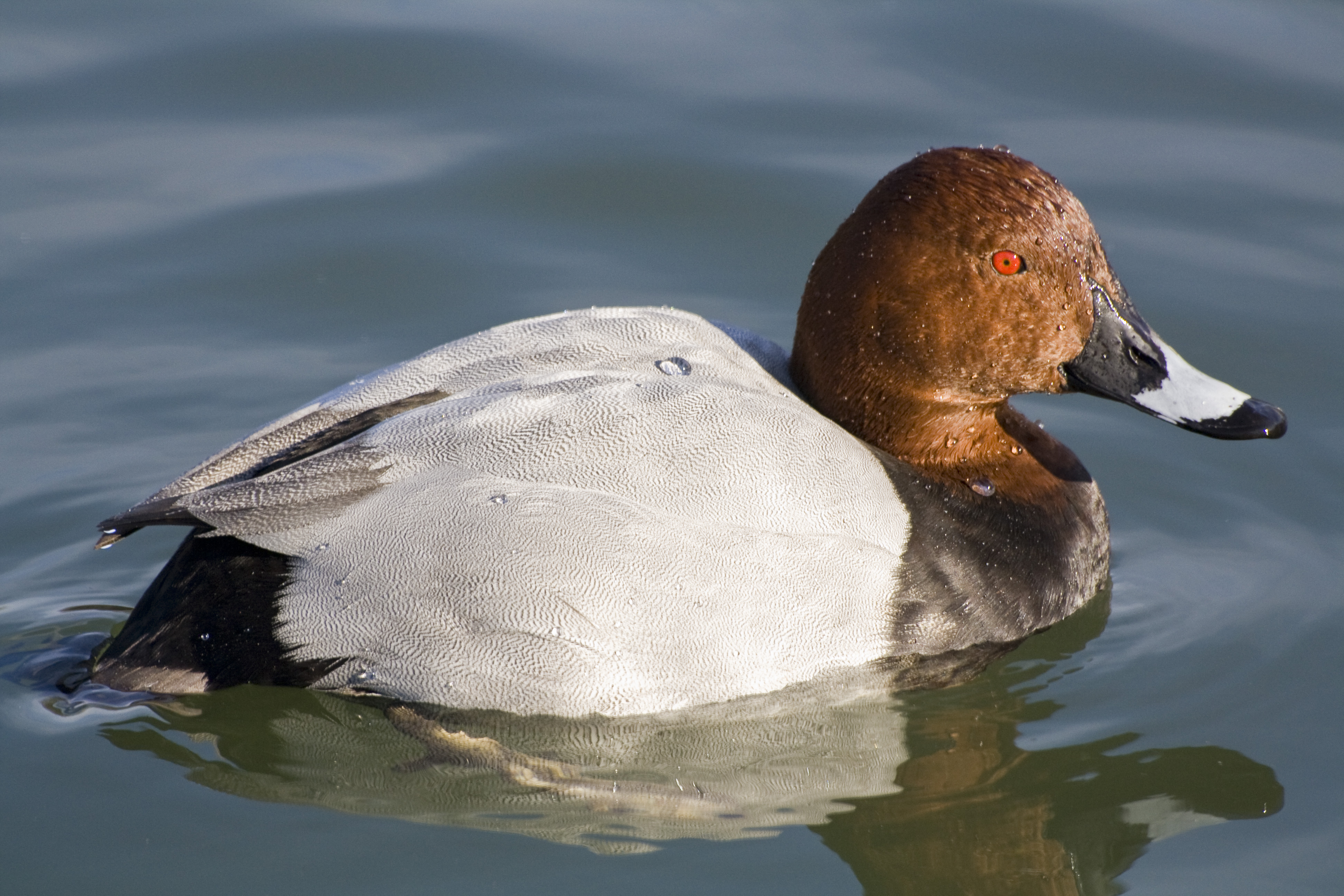
Fuligule milouin.
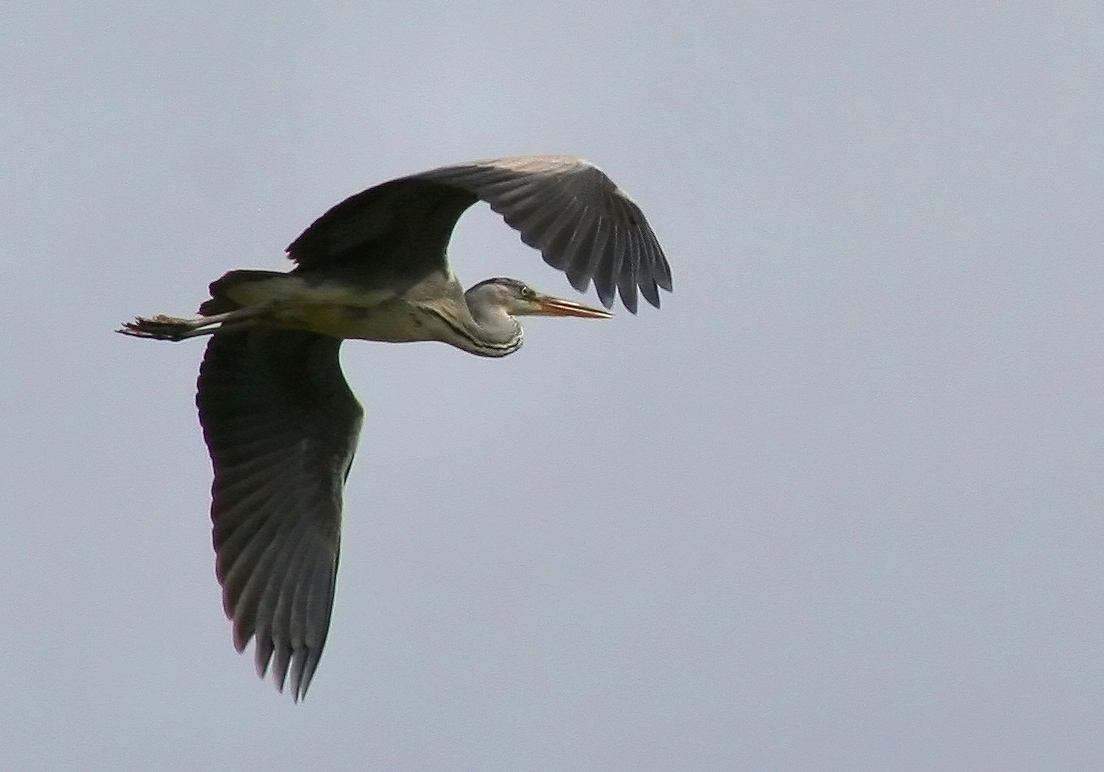
Héron cendré.
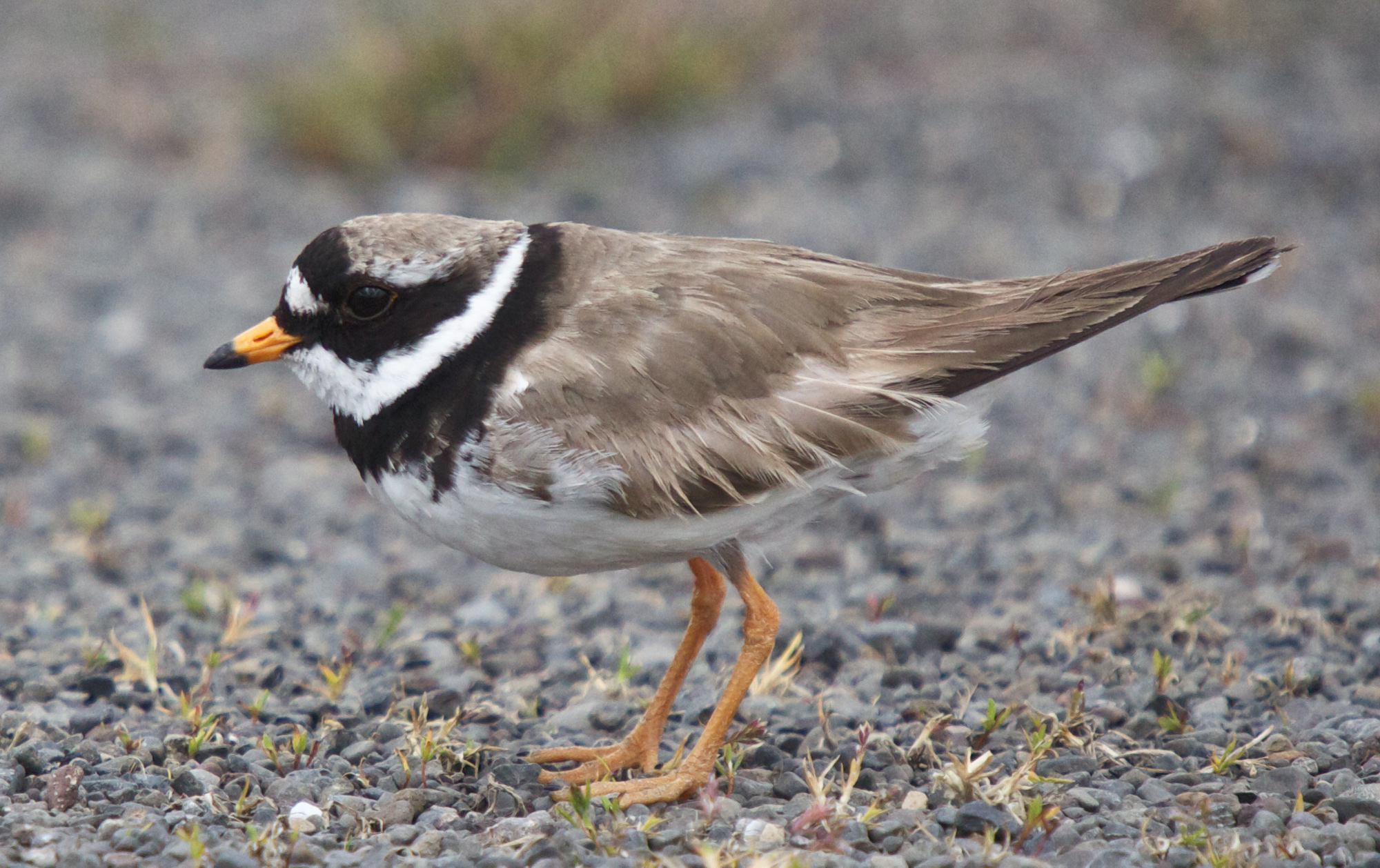
Pluvier grand-gravelot.
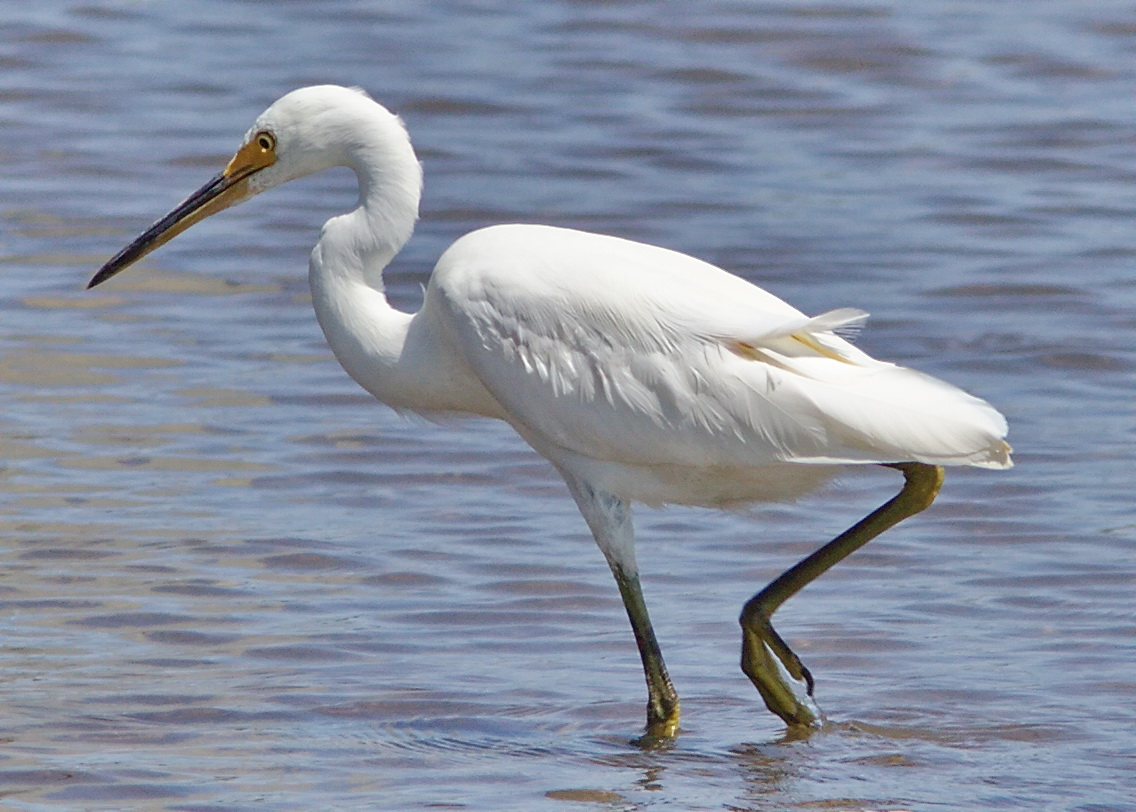
Aigrette garzette.
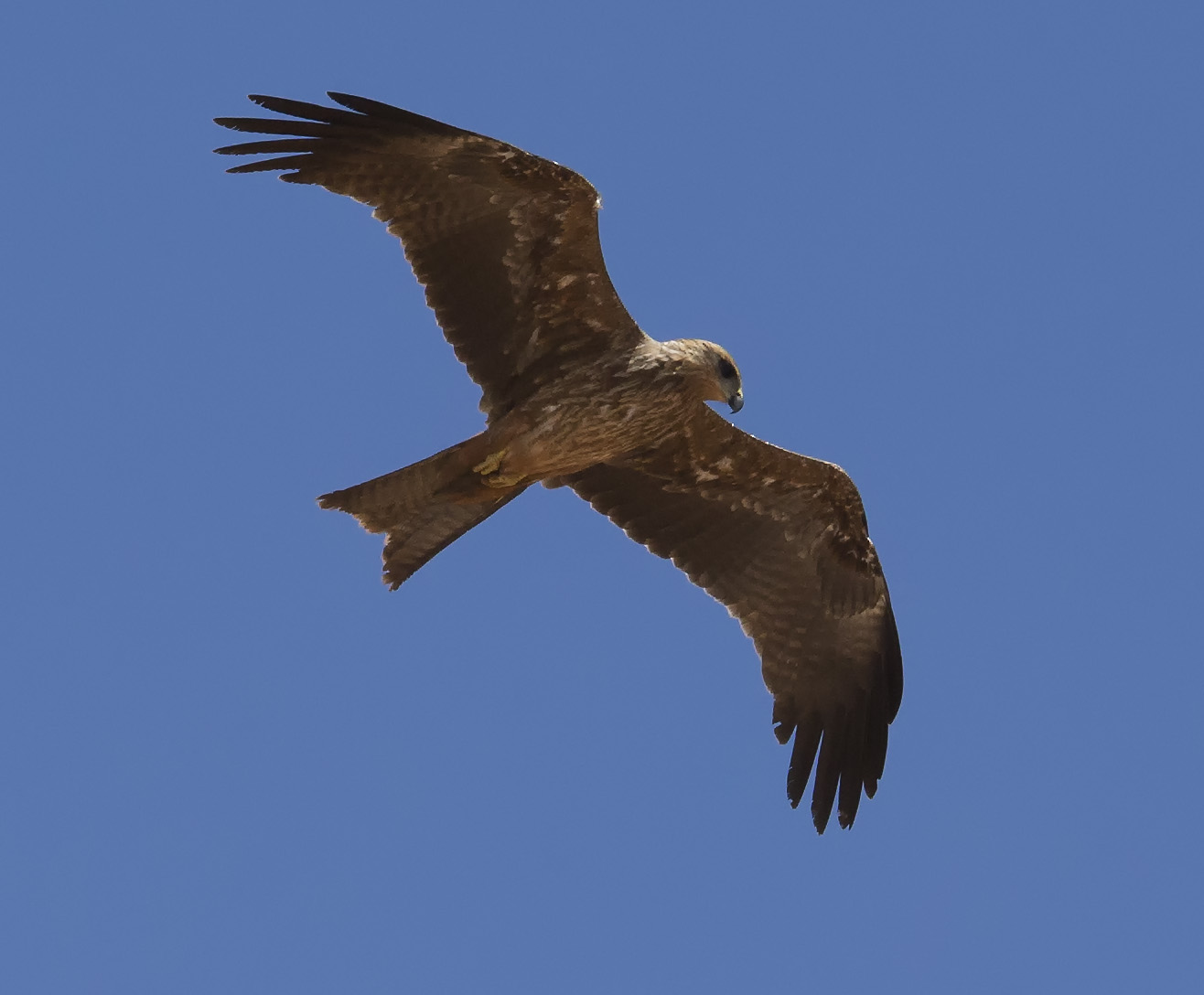
Milan noir.

Spécimens de la flore de l'étang du Pin.
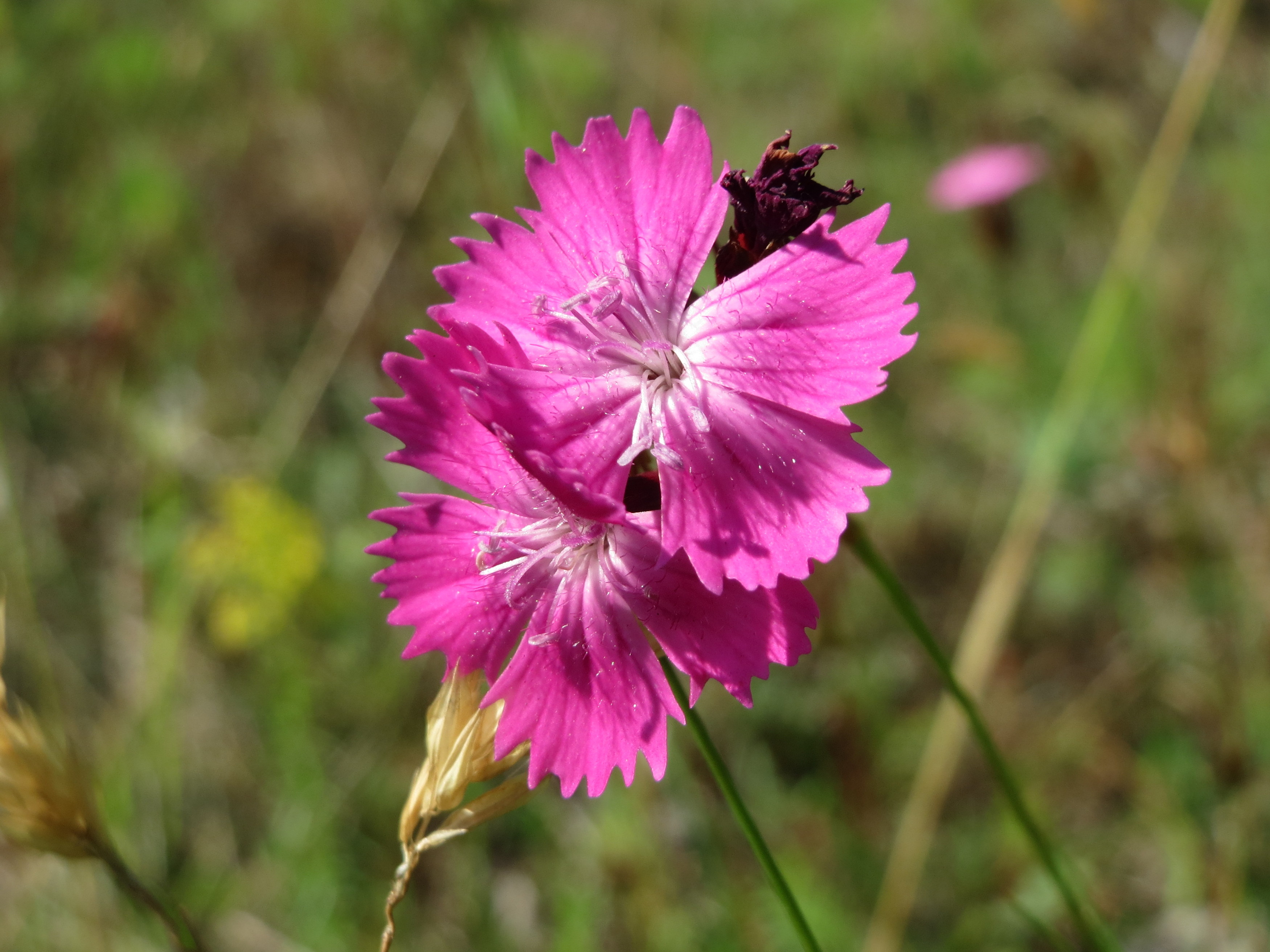
Œillet des Chartreux.
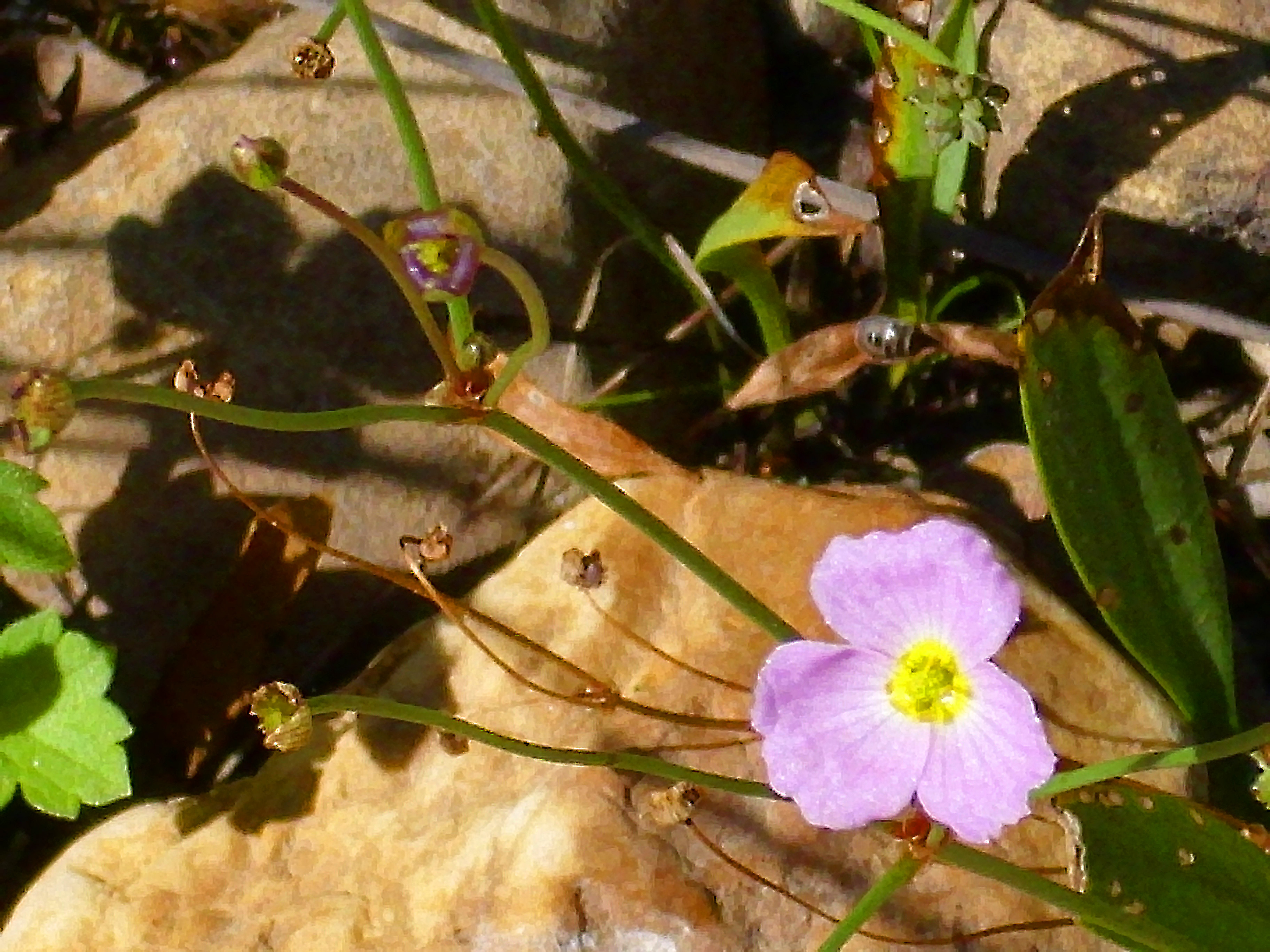
flûteau-fausse-renoncule.
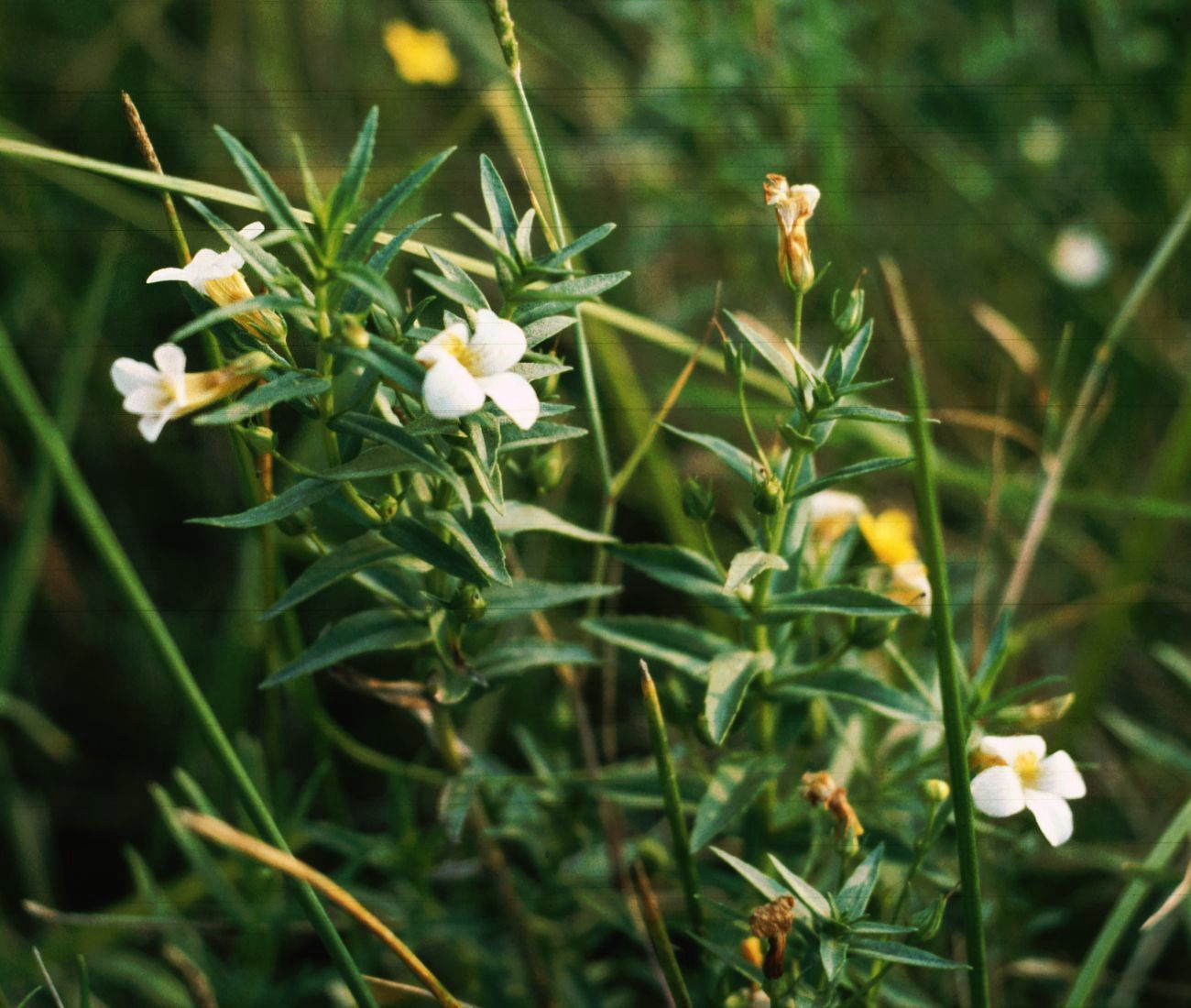
Gratiole officinale.
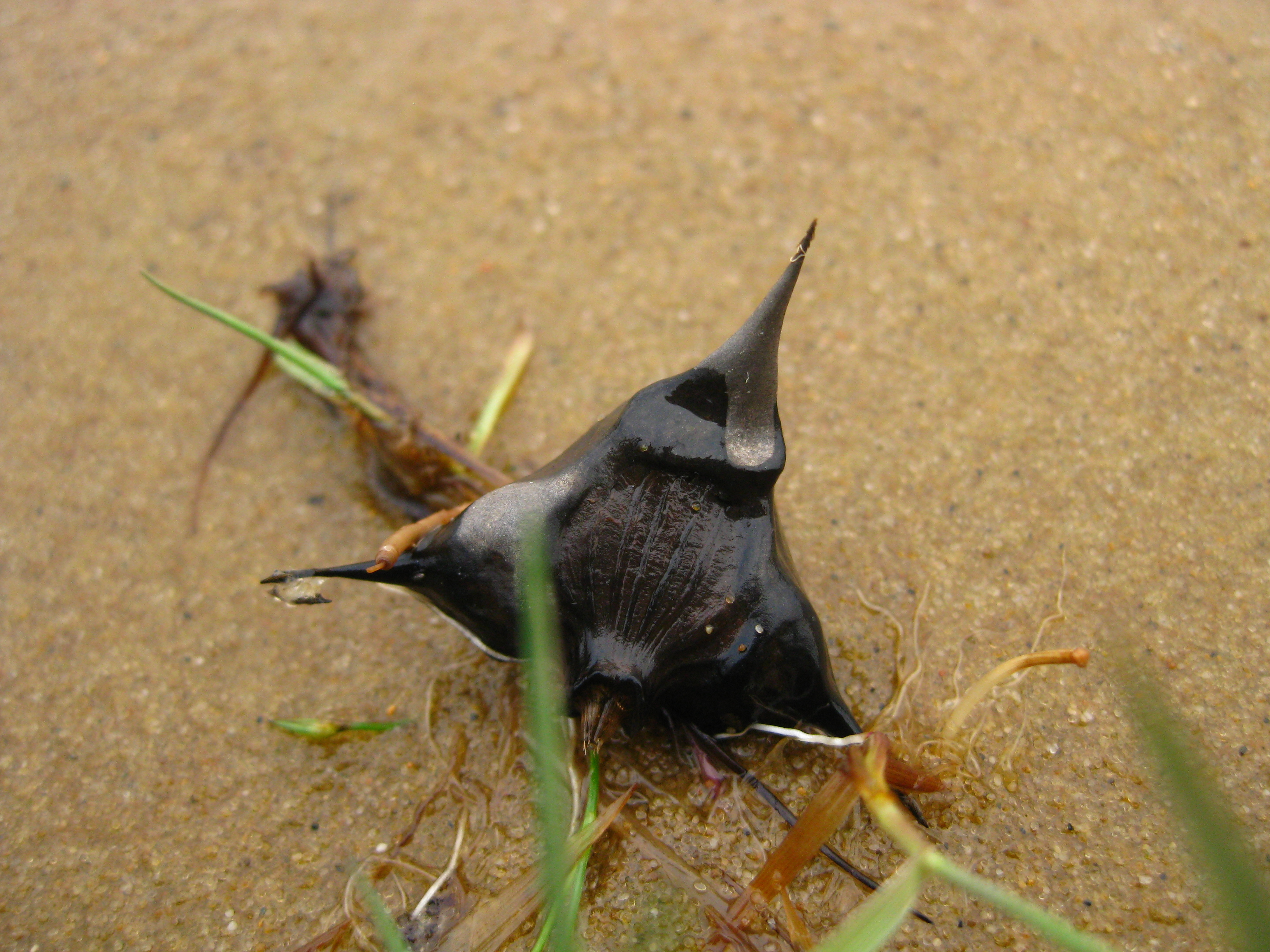
Châtaigne d'eau.
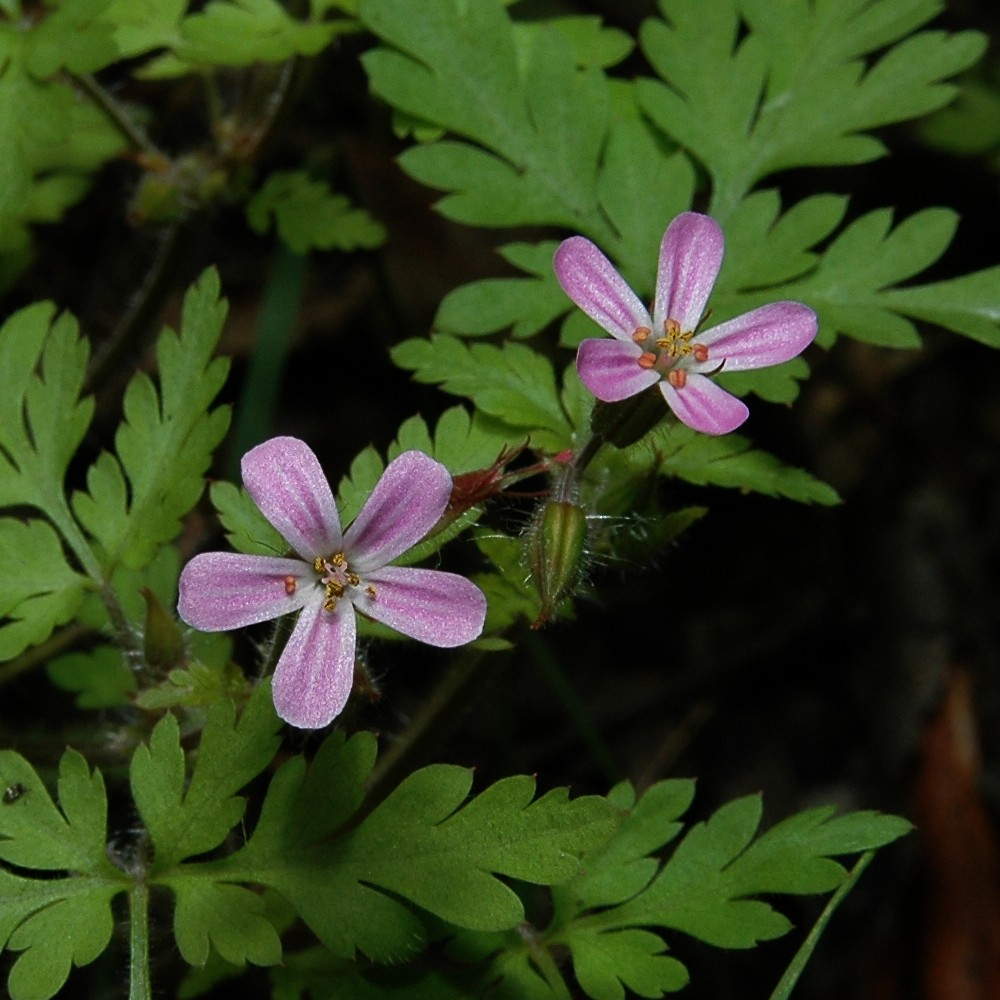
Géranium Herbe à Robert.

#### Landes de Rochementru

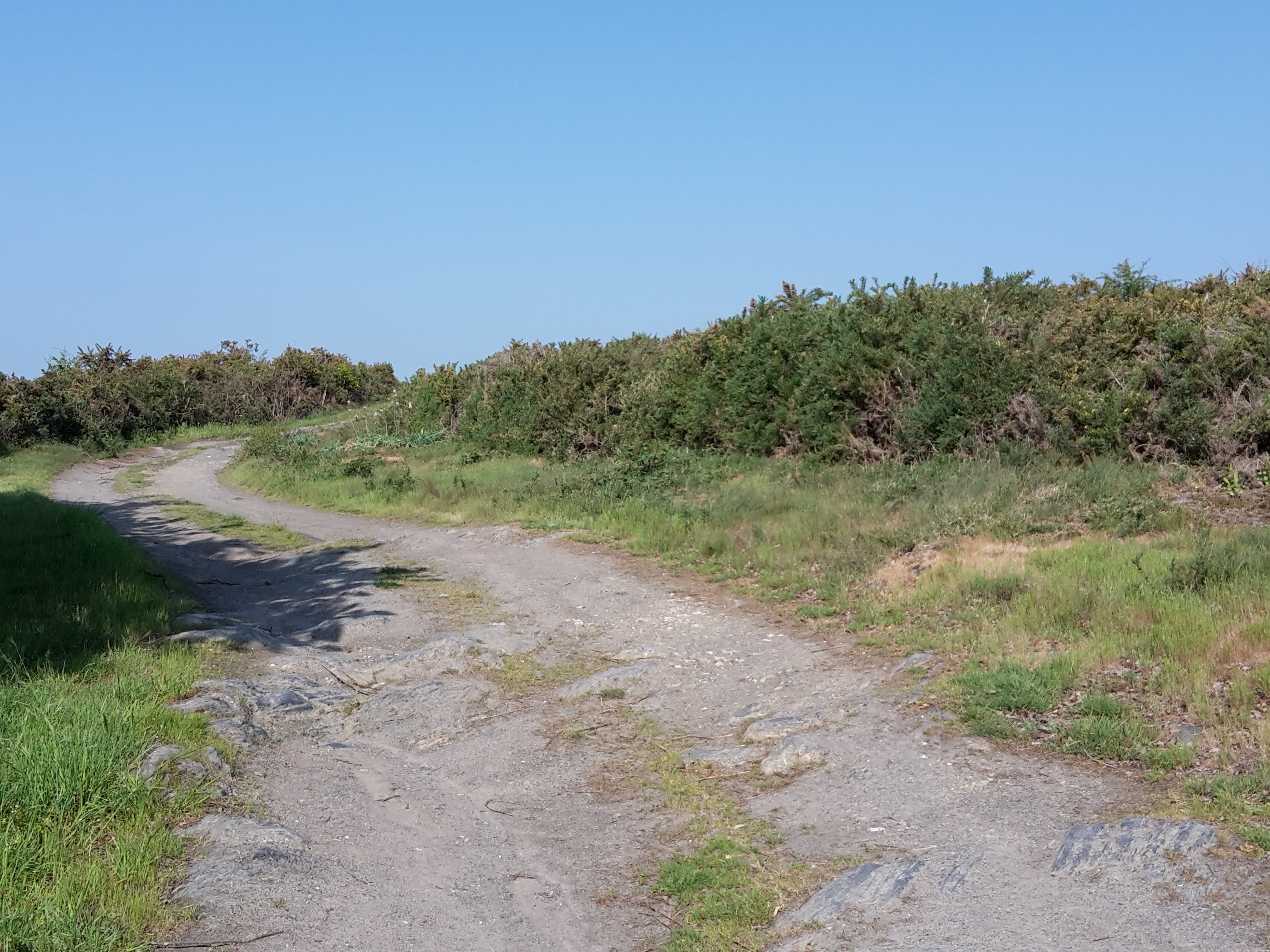
Chemin de schiste parcourant la lande.

La zone Affleurements schisteux à l'ouest de Rochementru est également de type I. Elle se trouve dans la partie sud-est de la commune, le long de la limite communale avec Freigné, le long du chemin de l'Ermitage. L'espace concerné, s'étendant sur 4,4 hectares, est situé sur une ligne de crête comportant d'importants affleurements de schiste. Ceux-ci sont en partie couverts de pelouses et de landes, milieux autrefois très communs au Pin, et aujourd'hui pratiquement disparus. Le sous-sol rocheux forme par endroits des cuvettes temporairement inondables qui sont occupées par des pelouses amphibies, où pousse la crassule de Vaillant. Ces pelouses ont une forte valeur patrimoniale car il s'agit d'un milieu rare. Les autres espèces végétales déterminantes sont le plantain recourbé, la moenchie commune et la gnavelle vivace.
La zone Landes et pelouses schisteuses résiduelles entre Rochementru et Vritz, elle aussi de type I, s'étend de Rochementru au calvaire de Vritz. Sur le territoire du Pin, elle se limite aux étendues de landes comprises entre Rochementru et la Margatière, le reste étant situé sur la commune de Vritz. La zone fait 25,5 hectares au total et se trouve en prolongement de la ZNIEFF précédente. Elle est également constituée d'affleurements de schiste couverts de landes et de pelouses sèches. Les espèces déterminantes incluent un papillon, la mélitée orangée, et une libellule, la cordulie bronzée, et des plantes comme l'arnoséris naine, le cuscute du thym, la violette blanche, ainsi que des espèces à statut réglementé, dont deux oiseaux, le faucon hobereau et la huppe fasciée, une fougère, l'ophioglosse des Açores, et la jacinthe des bois.

Spécimens de la faune des landes de Rochementru.
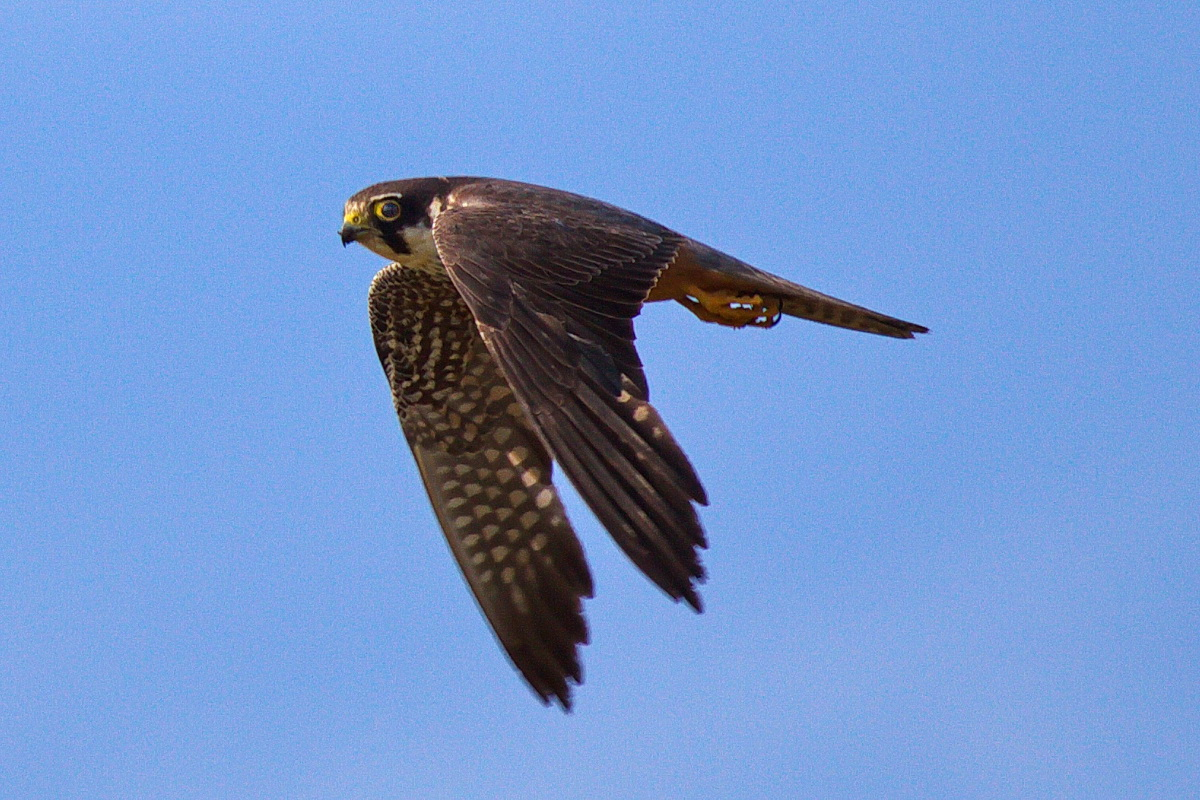
Faucon hobereau.
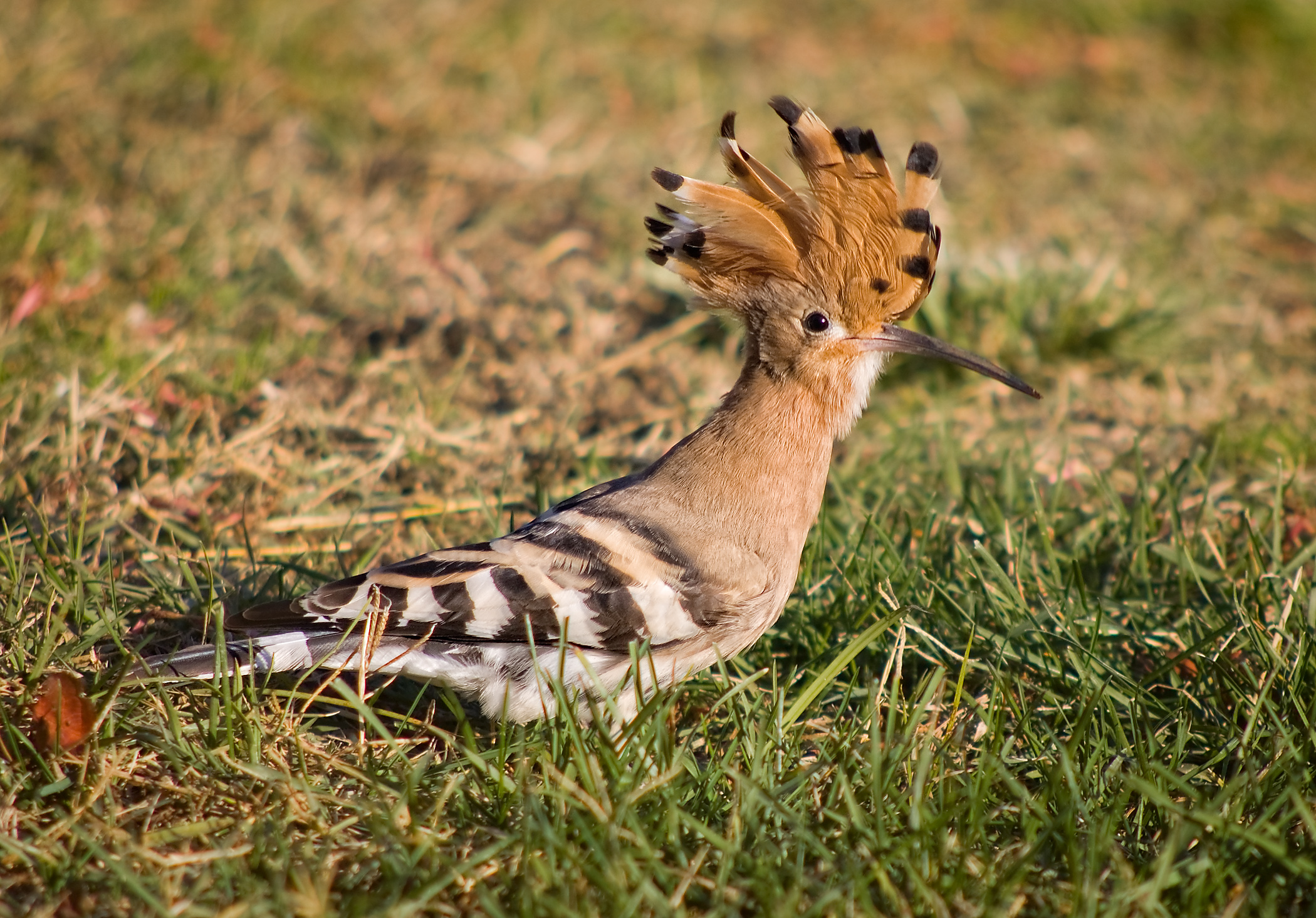
Huppe fasciée.
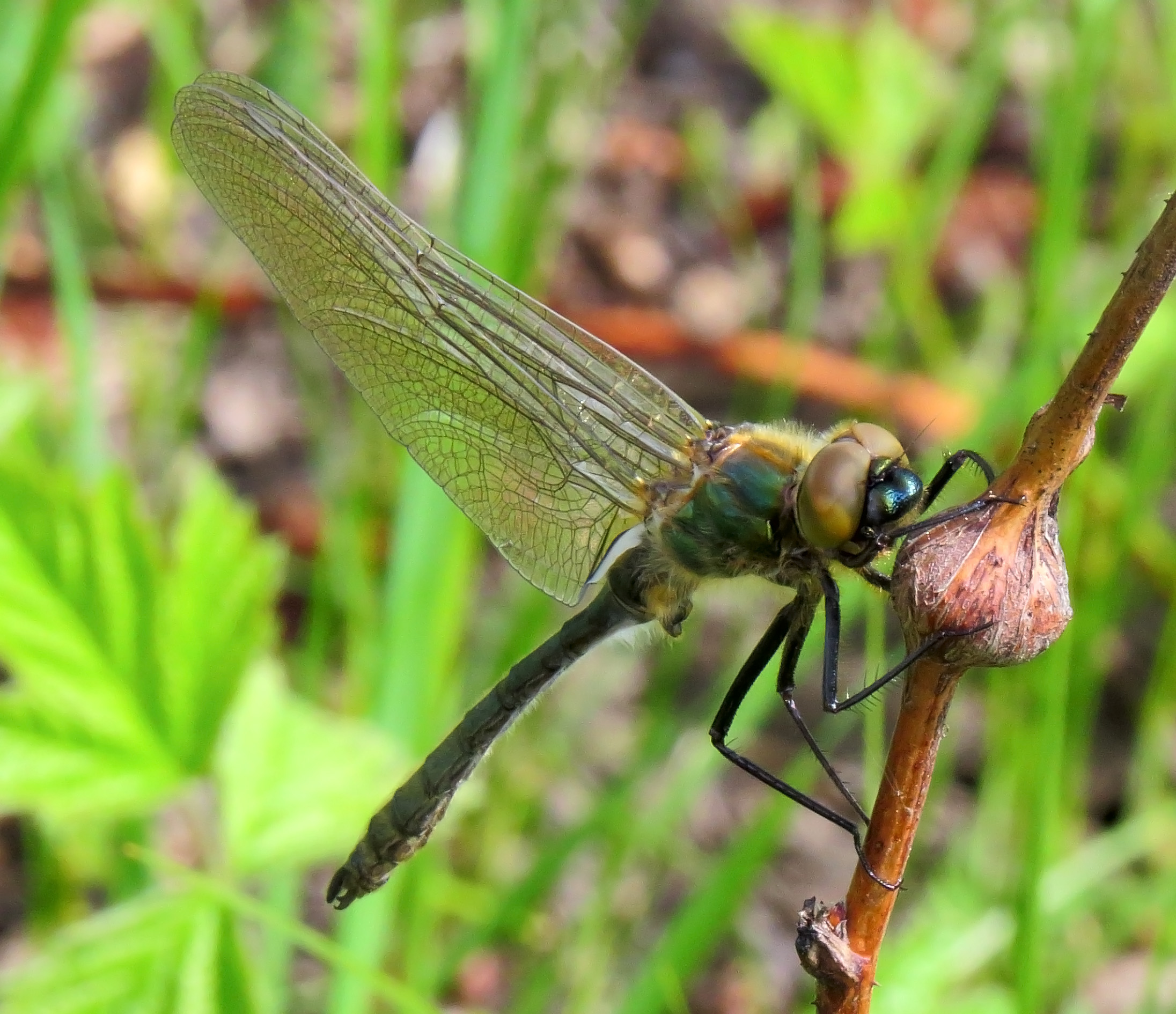
Cordulie bronzée.
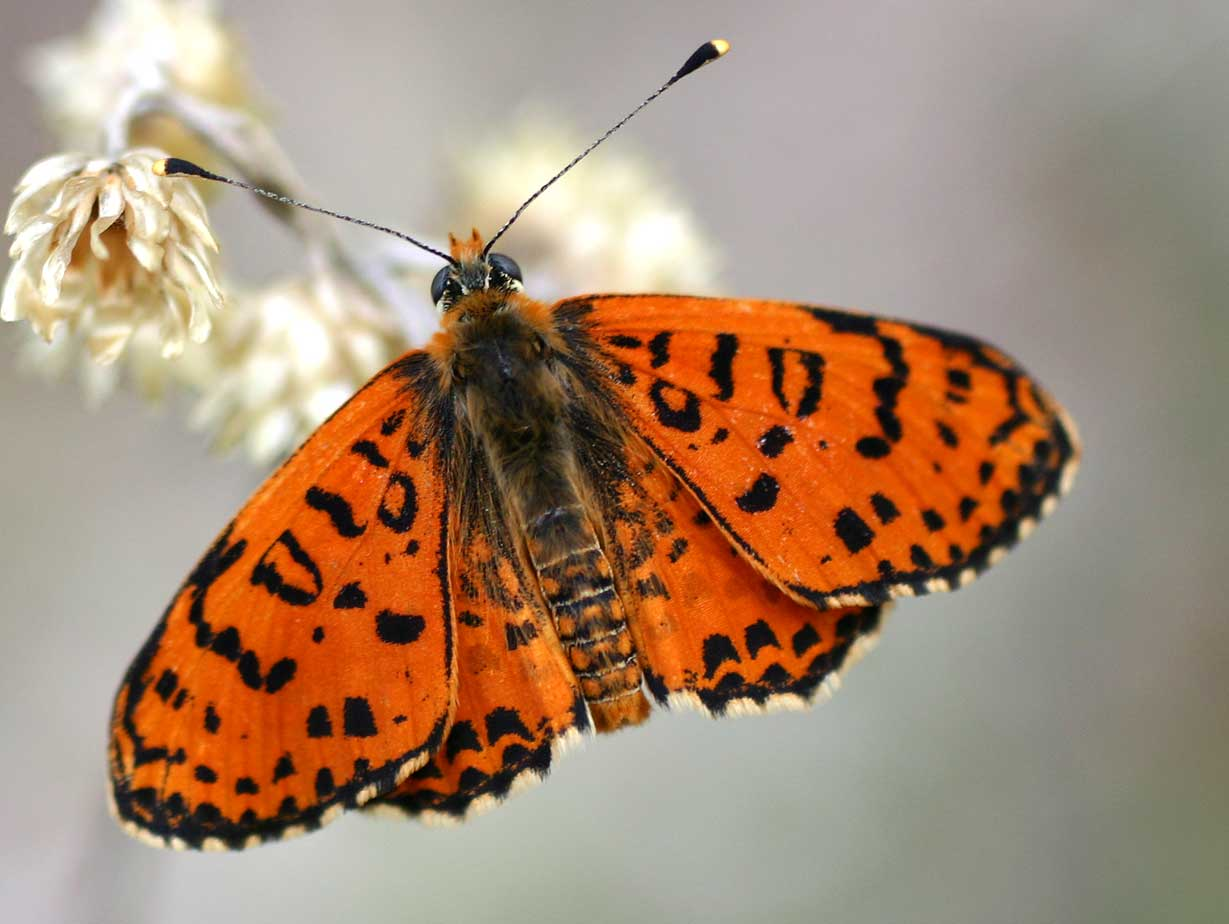
Mélitée orangée.
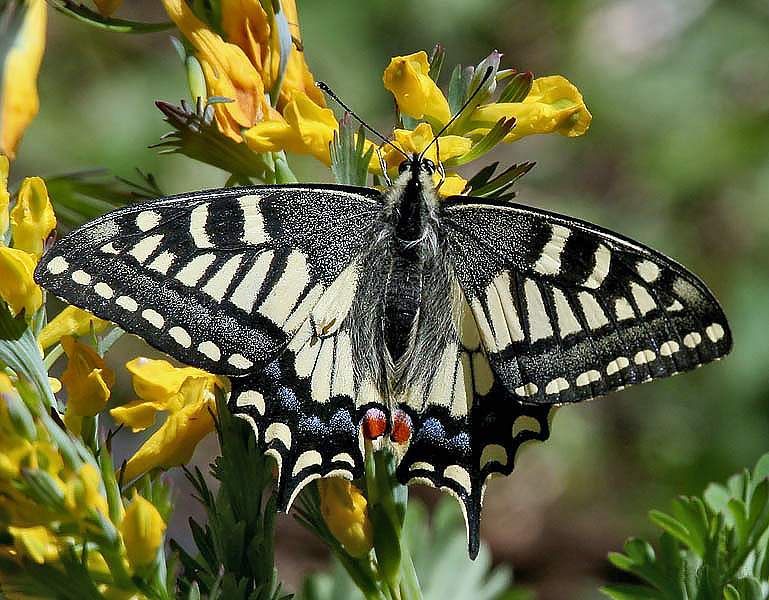
Machaon.

Spécimens de la flore des landes de Rochementru.
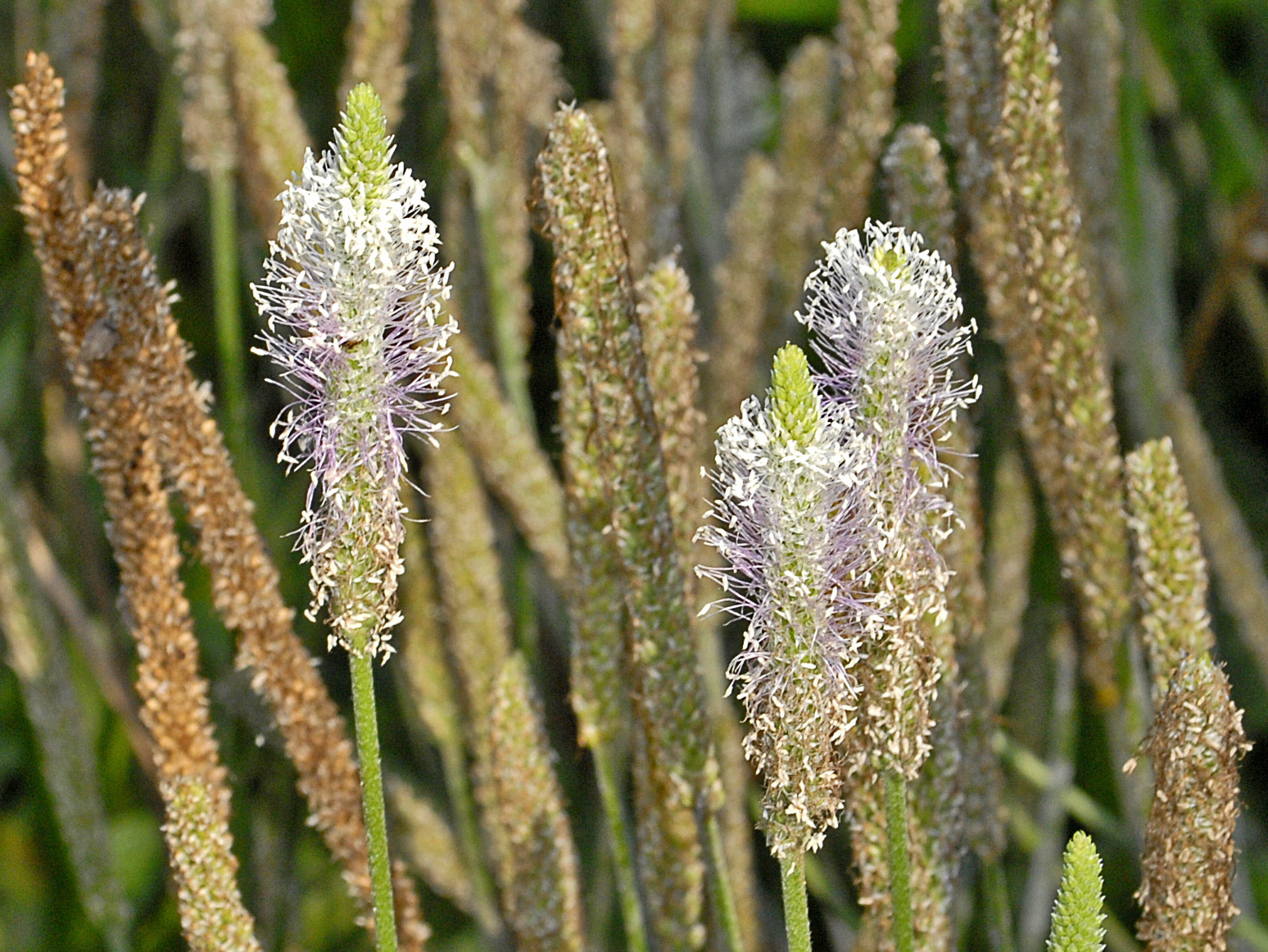
Plantain recourbé.
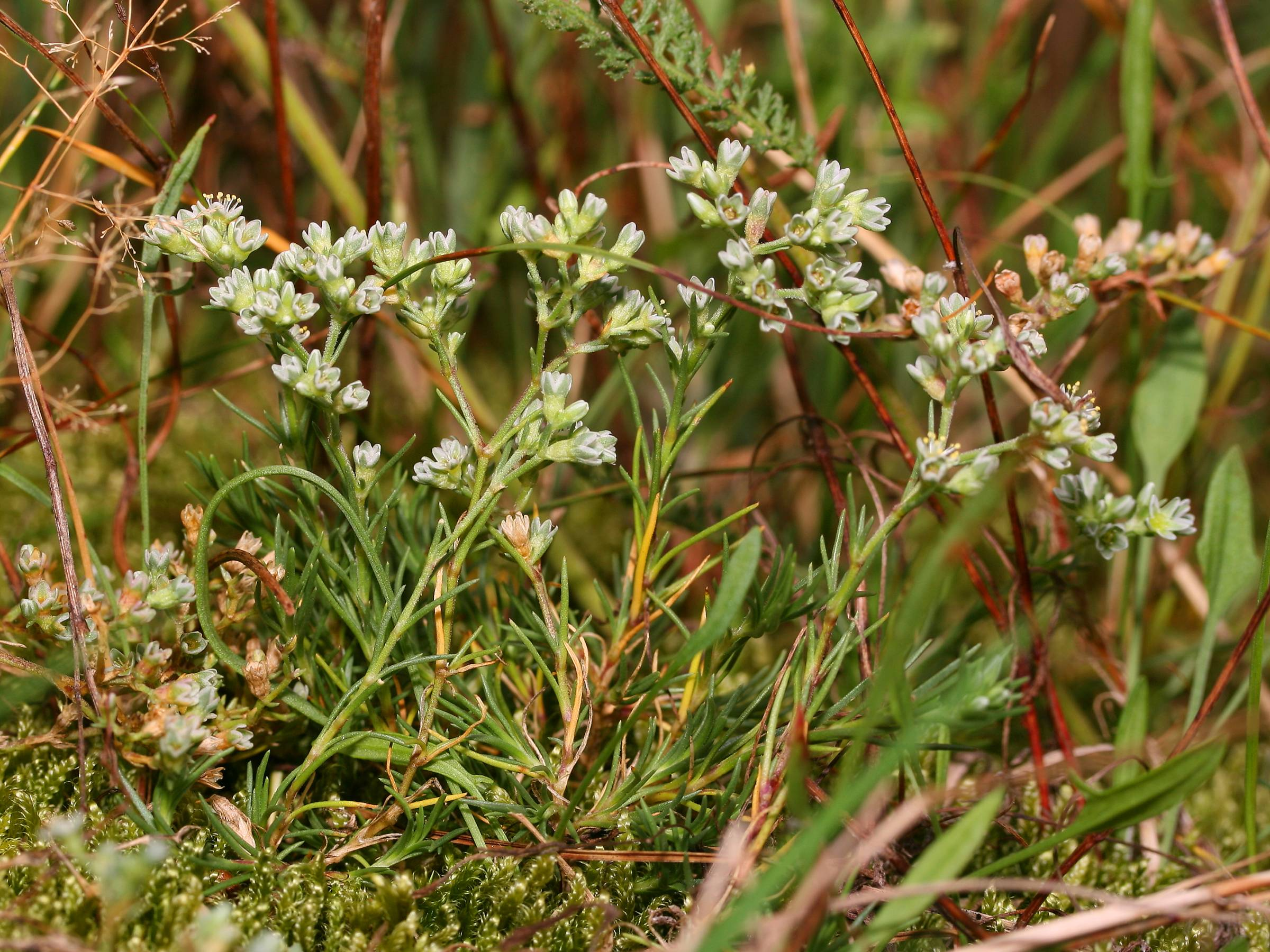
Gnavelle vivace.
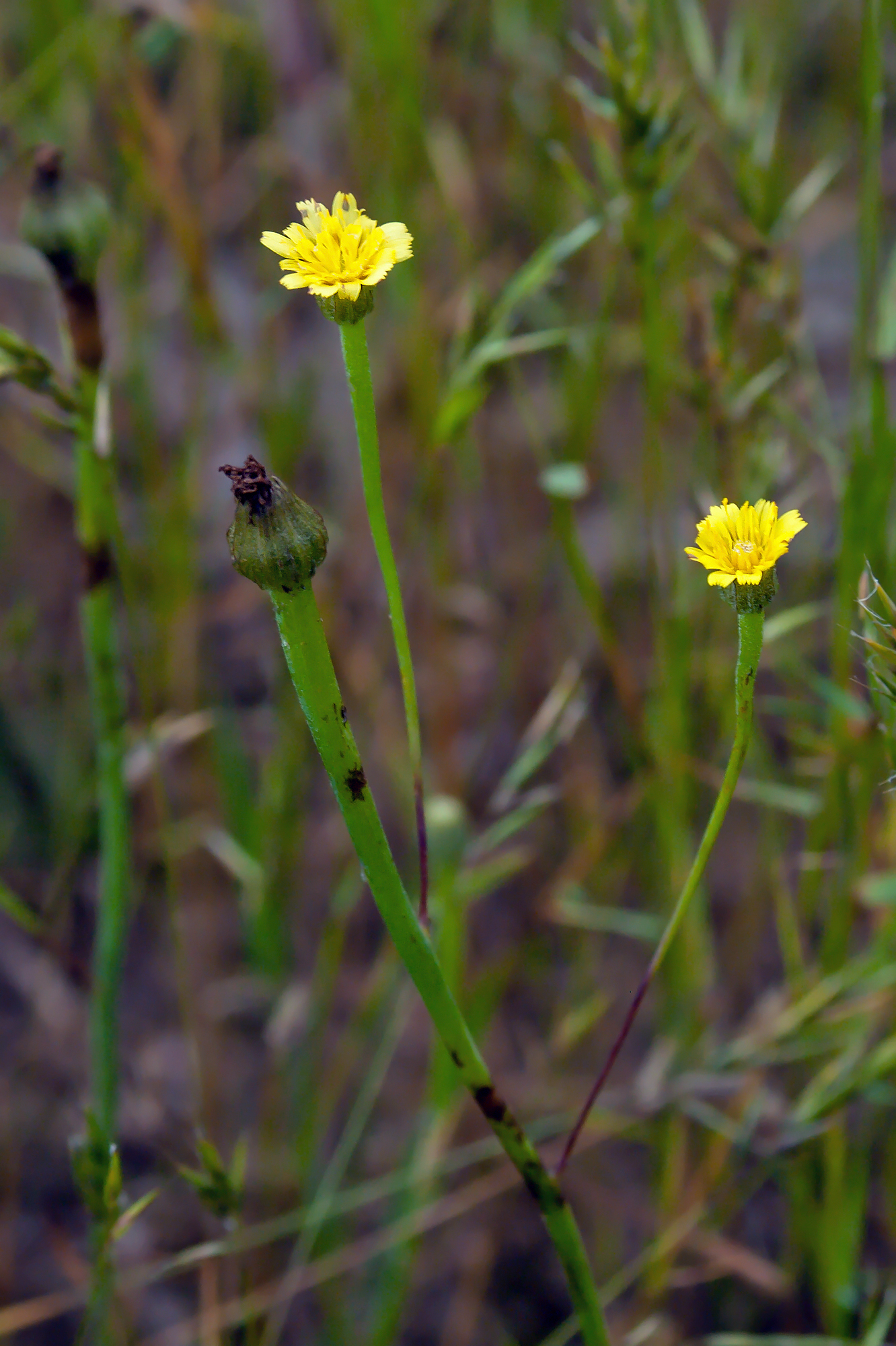
Arnoseris naine.
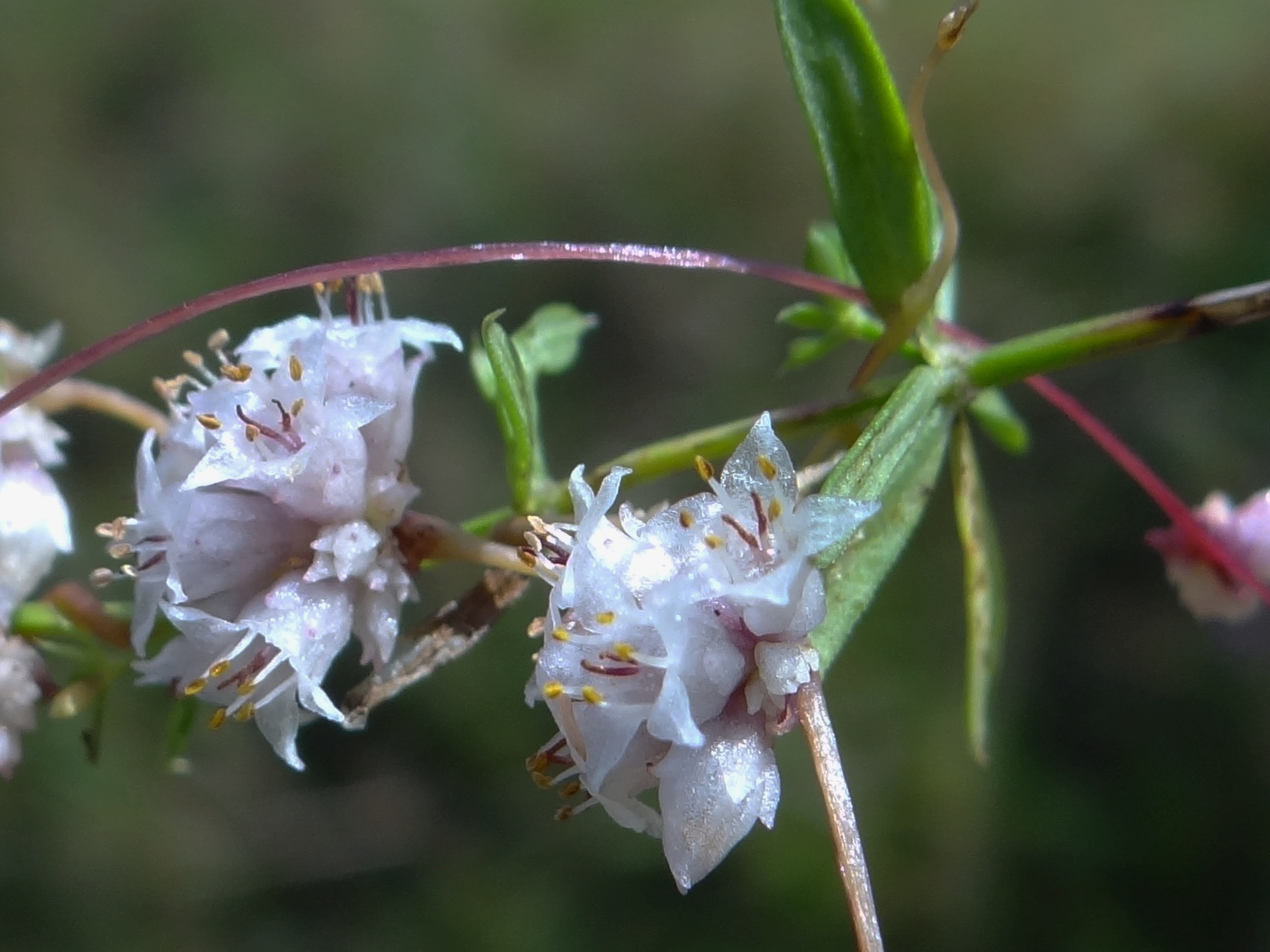
Cuscute du thym.
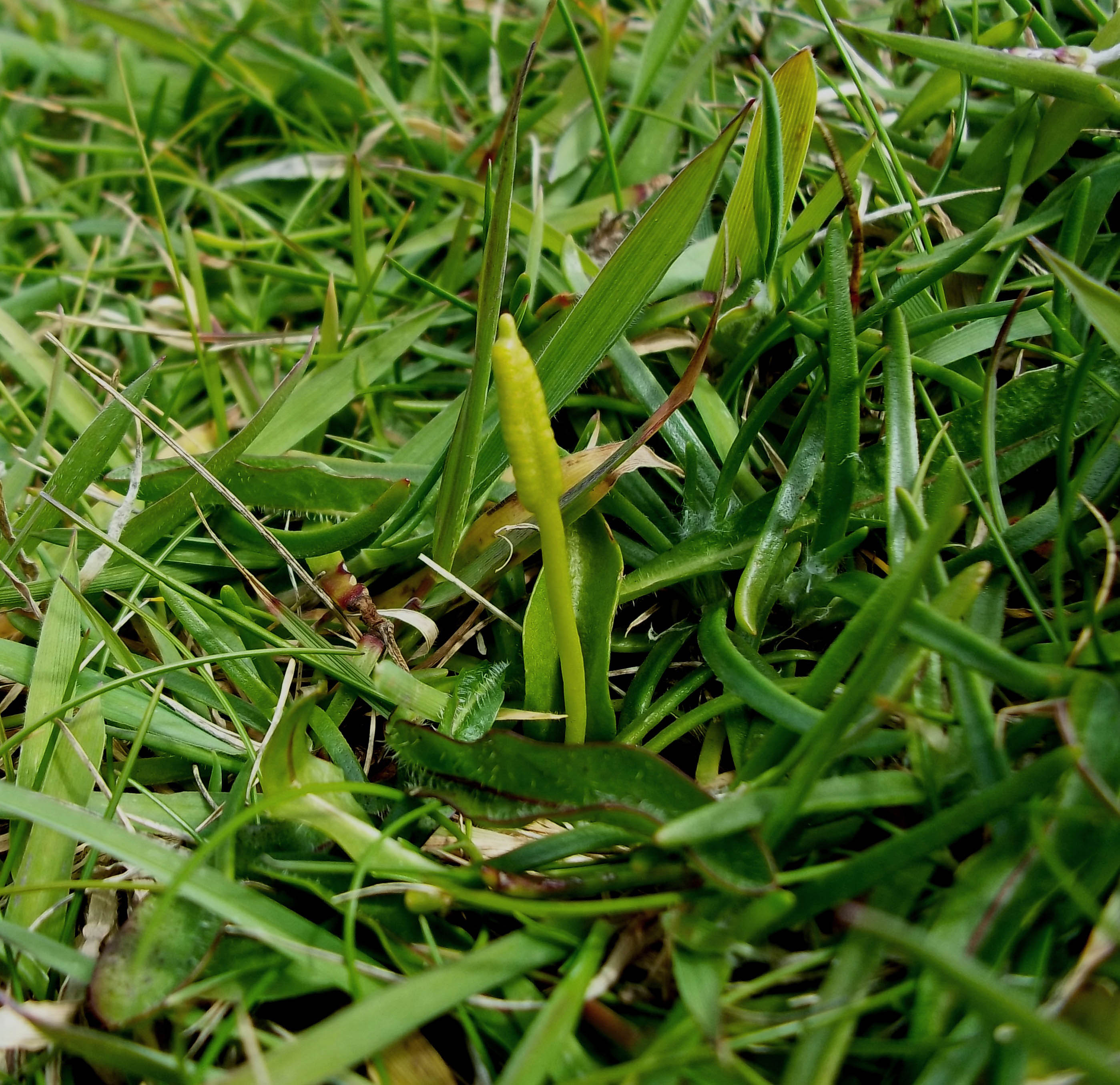
Ophioglosse des Açores.
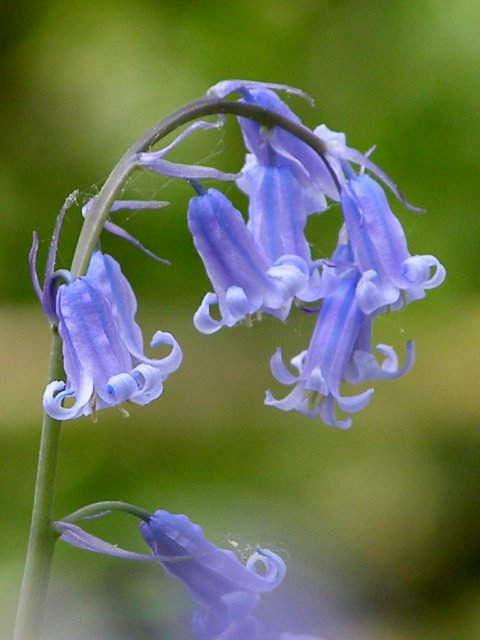
Jacinthe des bois.

### Héraldique
Le Pin ne s'est pas dotée d'un blason. En revanche celui de Saint-Sulpice-des-Landes fait référence à la commune, car il présente les armes de anciens seigneurs de Rochequairie, avec un sapin, ce dernier représentant Le Pin, paroisse mère de Saint-Sulpice.

### Personnalité liée à la commune
Claude Champaud (1929-2019) y est né. Universitaire et homme politique, ancien président de l'université de Rennes-I, ancien membre du Conseil d'État et du conseil régional de Bretagne, il est spécialiste en droit des sociétés et il a aussi publié des ouvrages sur la Bretagne.

## Pour approfondir